# 신칸센

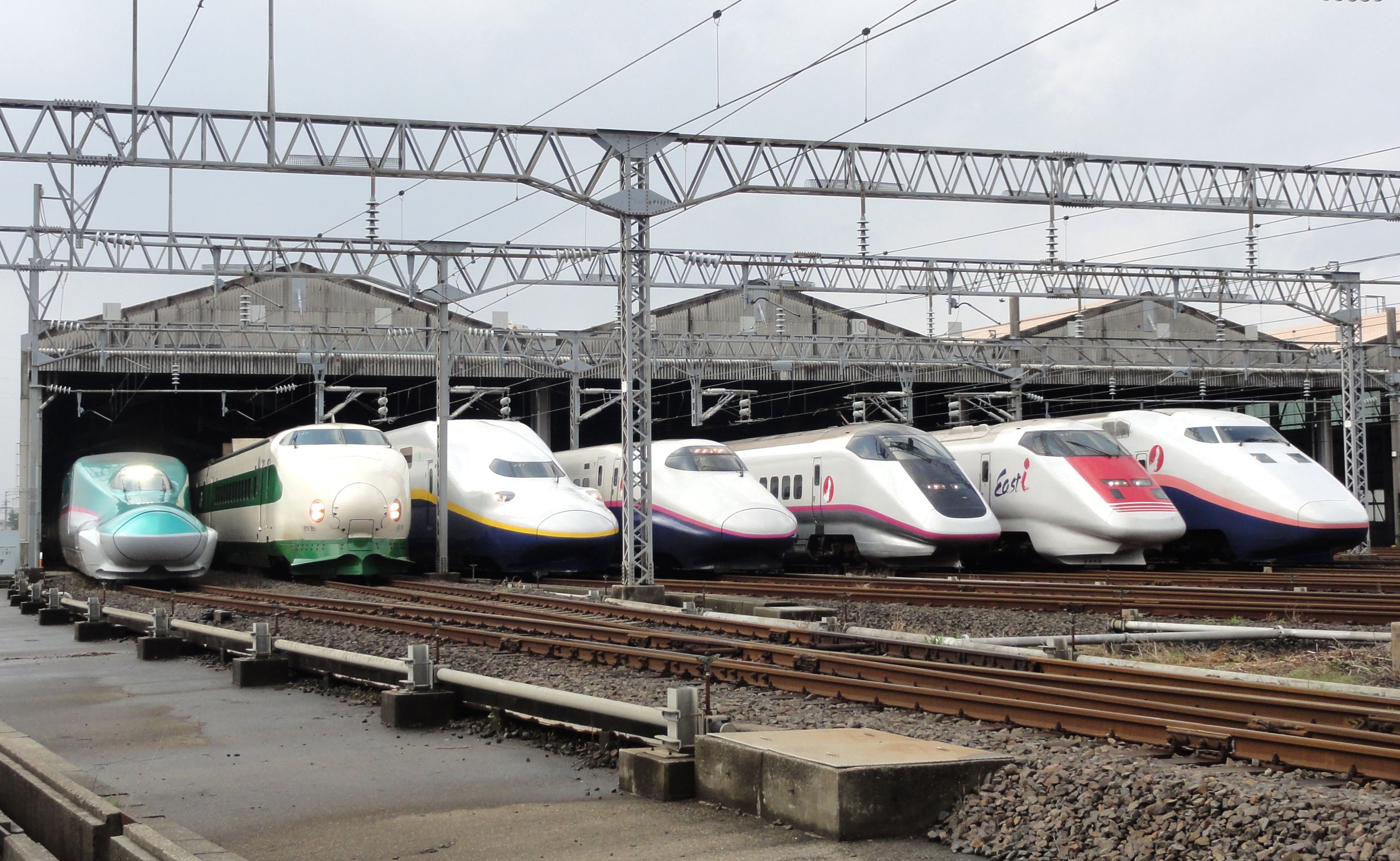
동일본여객철도 신칸센 열차들이 2012년 10월 니가타 차량기지에 늘어서 있다

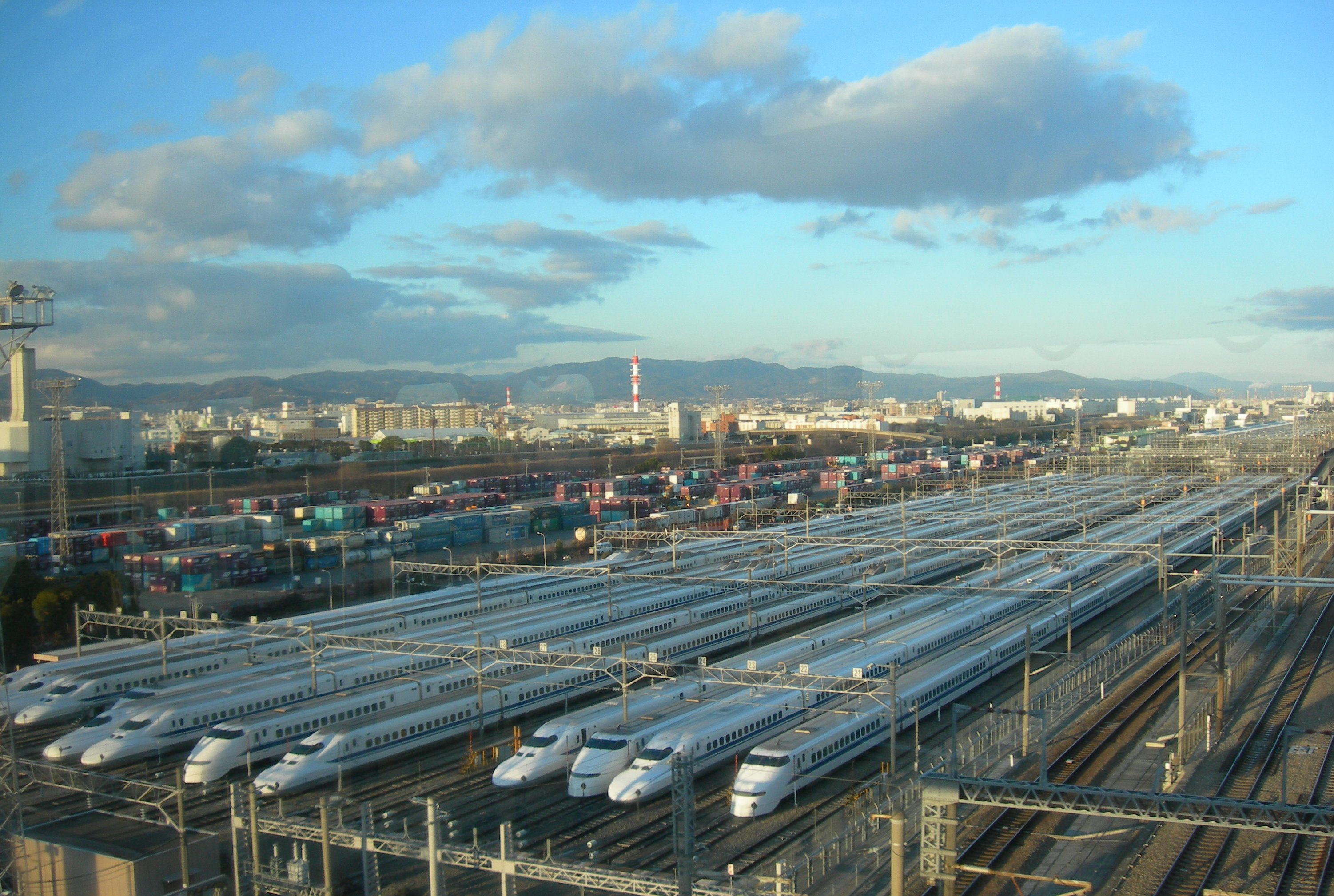
도카이 여객철도 및 서일본 여객철도 신칸센 열차들이 늘어서 있는 도리카이 차량기지

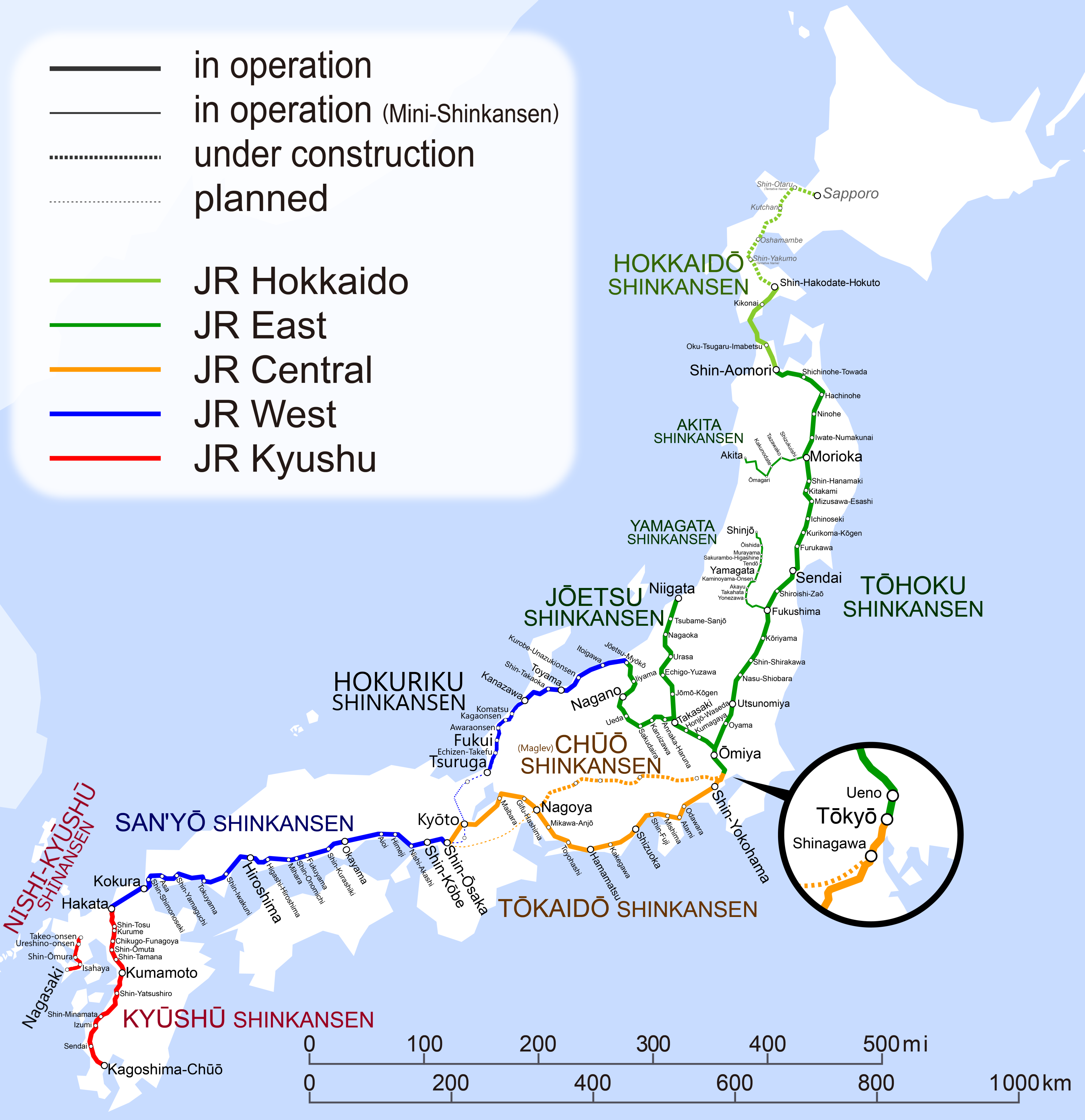
신칸센 노선도 (2024년 5월 기준, 하카타미나미선 및 갈라유자와선 연장 제외). 니시큐슈 신칸센의 다케오온센 서쪽 구간은 궤간가변열차 개발 중단으로 기존 특급열차와 평면 환승을 이용한다.

신칸센(일본어: 新幹線; 신간선 문화어: 신깐셍)은 일본의 고속 철도 체계이자, 영어로는 흔히 탄환열차(bullet train)로 알려져 있으며, 처음에는 수도 도쿄도와 멀리 떨어진 일본 지역들을 연결하여 경제 성장과 개발을 돕기 위해 건설되었다. 장거리 이동 외에도 가장 큰 대도시권 주변의 일부 구간은 통근 철도망으로 사용된다. 신칸센은 일본 철도건설·운수시설정비지원기구가 소유하고 JR 5개 회사가 운영한다.
1964년 하계 올림픽을 대비하여 1964년 10월 1일 도카이도 신칸센이 최초로 개업하였다. 이 노선은 515.4 킬로미터 (320.3 mi) 규모로 시작되었고, 이후 노선은 최고 속도 260–320 킬로미터 매 시 (160–200 mph)의 2,951.3 킬로미터 (1,833.9 mi)로 확장되었으며, 최고 속도 130 킬로미터 매 시 (81 mph)의 미니 신칸센 노선 283.5 킬로미터 (176.2 mi)와 신칸센 서비스를 제공하는 지선 10.3 킬로미터 (6.4 mi)가 포함된다. 이 노선은 혼슈와 규슈 섬의 대부분 주요 도시를 연결하며 북쪽 홋카이도 섬의 하코다테시까지 연결된다. 삿포로시로의 연장이 건설 중이며, 당초 2030 회계연도까지 개통될 예정이었으나 2024년 12월에는 2038 회계연도 말까지 지연되었다. 최고 영업 속도는 도호쿠 신칸센의 387.5 킬로미터 (240.8 mi) 구간에서 320 킬로미터 매 시 (200 mph)이다. 1996년에는 재래식 철도에서 443 킬로미터 매 시 (275 mph)를 달성했으며, 2015년 4월에는 초전도 리니어 열차가 세계 기록인 603 킬로미터 매 시 (375 mph)를 달성했다.
도쿄도, 나고야시, 오사카시라는 일본의 세 주요 도시를 연결하는 원래의 도카이도 신칸센은 세계에서 가장 붐비는 고속철도 노선 중 하나이다. 2017년 3월 이전 1년 동안 1억 5900만 명의 승객을 수송했으며, 개통 이후 60여 년 동안 총 64억 명 이상의 승객을 수송했다. 최고 시간에는 각 방향으로 시간당 최대 16대의 열차를 운행하며, 각 열차는 16량으로 구성되어 1,323명의 좌석 용량을 가지고 있으며 때로는 추가적인 입석 승객을 태운다. 열차 간 최소 간격은 3분이다.
일본의 신칸센 네트워크는 2011년까지 연간 승객 수(2007년에 최대 3억 5300만 명)가 모든 고속철도 네트워크 중 가장 높았으나, 그 해 중국 고속철도 네트워크가 연간 3억 7천만 명의 승객을 초과하면서 이를 능가했다.

## 개요 및 현황
일본 《전국 신칸센 철도 정비법》 제2조는 신칸센을 “주된 구간을 열차가 시속 200 km 이상의 고속도로 주행할 수 있는 간선 철도”로 정의하고 있다. 신칸센은 구조 및 역할 면에서 재래식 철도와는 차이를 보이며, 일반철도부설법 외에 추가적으로 특별법을 제정함으로써 법적으로도 일반 철도와는 다른 취급을 받고 있다. 열차의 운행을 방해하는 행위에 대해서는, 일반철도에도 철도운영법과 형법 등에 규정이 있으나, 신칸센특례법 등에 의하여 보다 엄격한 법적조치가 규정되어 있다.
일본 고속 철도 신칸센의 건설은 독립된 행정법인인 일본 철도건설·운수시설정비지원기구가 실시하며, 그 비용은 국가 및 철도가 통과하는 지역의 지자체가 부담한다. '신칸센의 운영은 모두 JR에 맡긴다'라고 구체적으로 명시된 법적 조항은 없으나, 운영은 JR 그룹의 해당 지역 여객철도 회사가 담당하고 있다.

## 명칭
신칸센 (新幹線)은 일본어로 '새로운 간선' 또는 '새로운 본선'을 의미하지만, 이 단어는 열차가 운행되는 철도 노선과 열차 자체를 모두 설명하는 데 사용된다. 영어에서는 이 열차를 탄환열차라고도 부른다. '탄환열차'(탄환열차 (弾丸列車, dangan ressha))라는 용어는 1939년부터 사용되었으며, 신칸센 프로젝트가 초기 계획 단계에서 사용된 별칭이었다. 또한 1972년까지 도카이도 신칸센의 히카리 열차에만 사용되었던 초특급 (超特急, chō-tokkyū)라는 이름은 오늘날 영어 안내방송과 표지판에서 사용된다.

## 역사

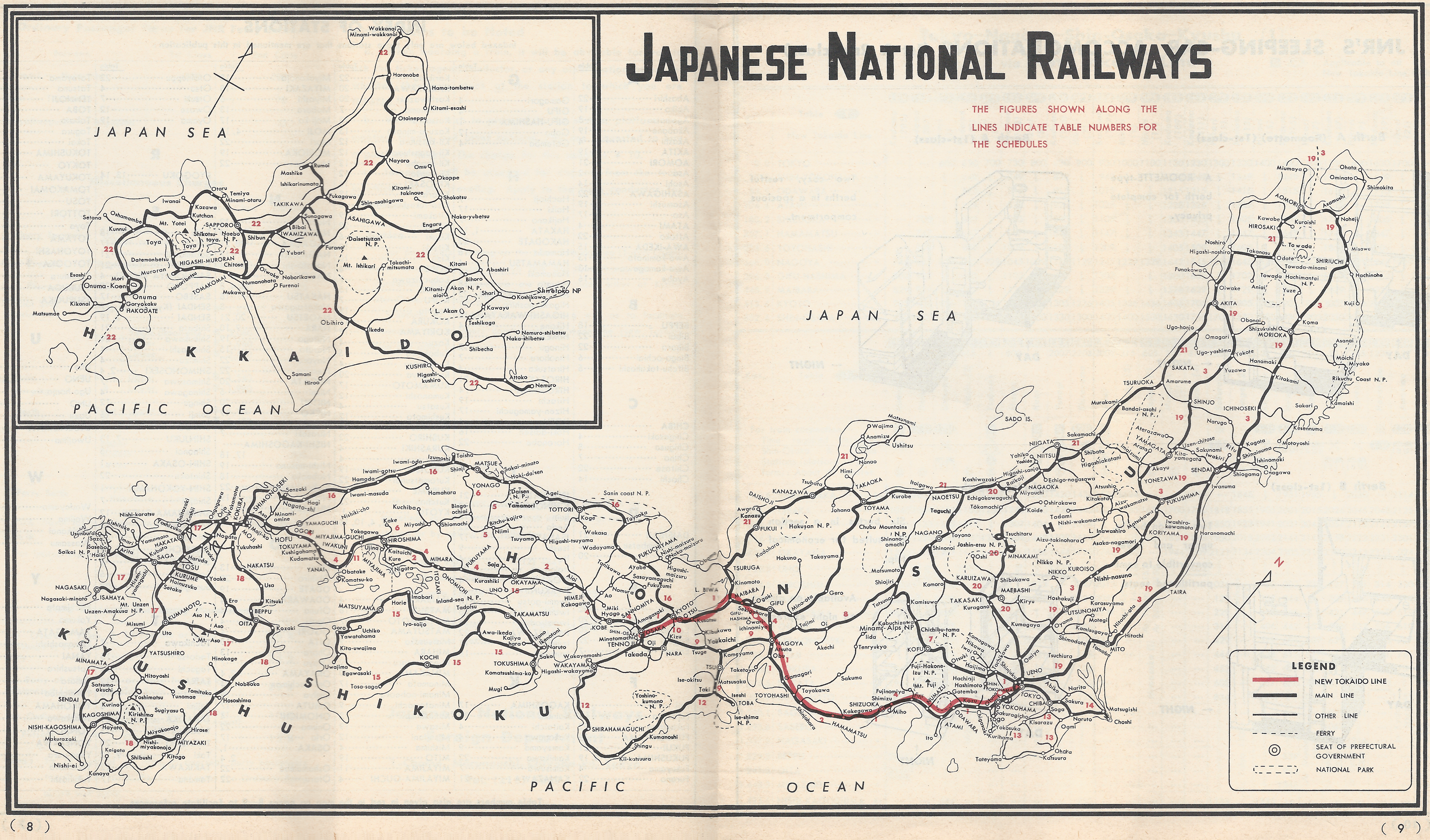
1964년 10월 JNR 영문 시간표의 지도. 당시 신설된 도카이도 신칸센 노선(빨간색)과 재래선 노선을 보여준다.

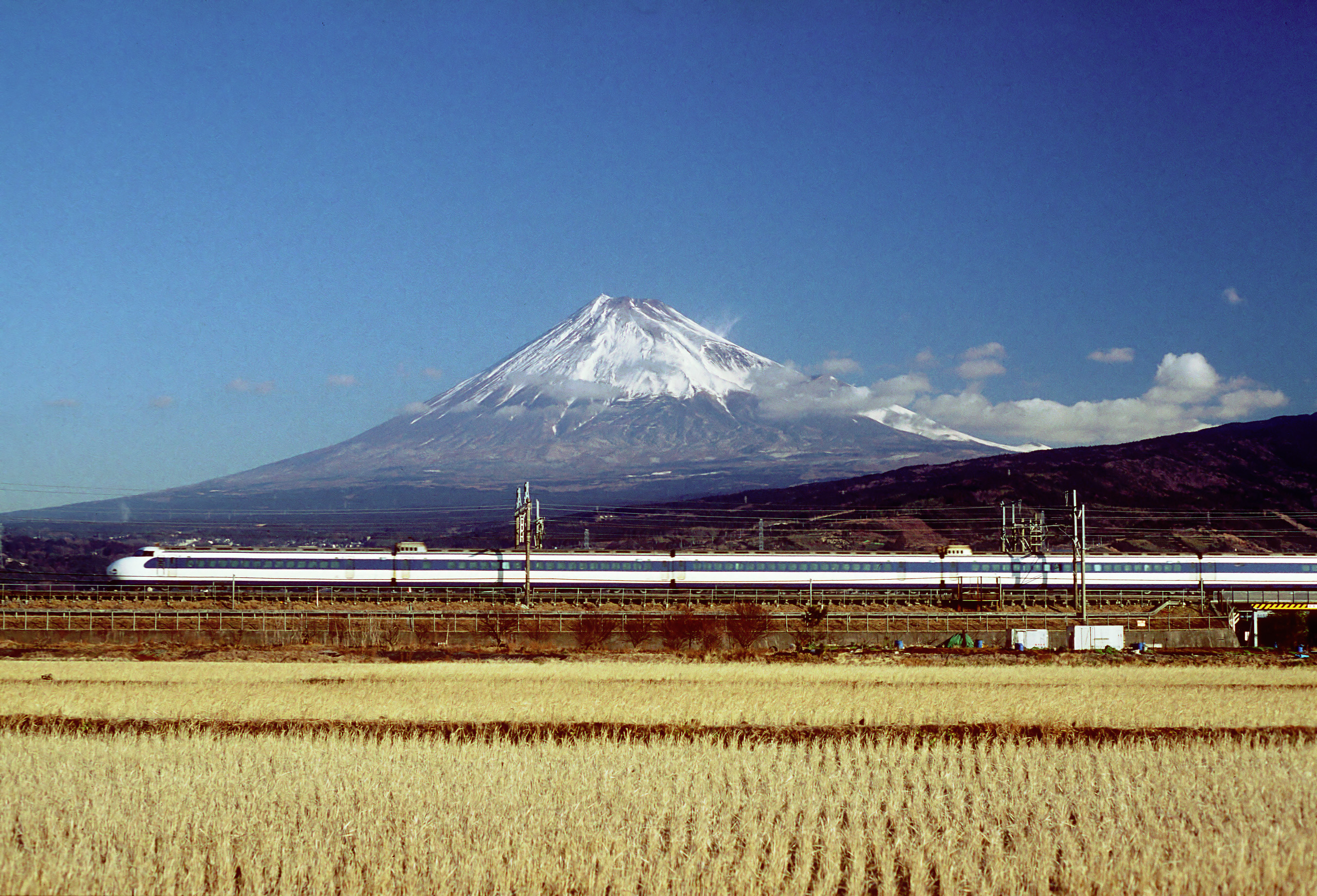
신칸센 0계 전동차가 후지산 앞에 서 있다

일본은 고속 여행을 위한 전용 철도 노선을 건설한 최초의 국가이다. 산악 지형으로 인해 기존 철도망은 협궤(1,067 mm (3 ft 6 in)) 노선으로 구성되어 있었으며, 이들은 일반적으로 간접적인 경로를 따르고 협궤 철도의 기술적 한계로 인해 더 높은 속도에 적응할 수 없었다. 예를 들어, 표준궤 철도가 최고 속도 145 킬로미터 매 시 (90 mph)의 곡선을 가지고 있다면, 협궤 철도에서 동일한 곡선은 최고 허용 속도가 130 킬로미터 매 시 (81 mph)이다. 결과적으로 일본은 기존의 표준궤 또는 광궤 철도 시스템이 업그레이드 가능성이 더 큰 다른 국가들보다 새로운 고속 노선에 대한 필요성이 더 컸다.
최초 신칸센 건설에 기여한 핵심 인물로는 수석 엔지니어 시마 히데오와 일본국유철도의 초대 총재로서 정치인들을 설득하여 계획을 지지하도록 이끌었던 소가 신지가 있다. 기술 개발에 책임이 있는 다른 중요한 인물로는 JNR의 일부인 철도 기술 연구소(RTRI) 소속이었던 미키 타다나오, 마쓰다이라 타다시, 가와나베 하지메가 있다. 이들은 최초 노선인 도카이도 신칸센의 기술 개발에 많은 부분 기여했다. 이들 세 명 모두 제2차 세계 대전 중 항공기 설계에 참여했다.

### 초기 제안
인기 있는 영어 이름인 '탄환열차'는 일본어 용어 dangan ressha (弾丸列車)의 직역으로, 1930년대에 이 프로젝트가 처음 논의될 때 붙여진 별명이다. 신칸센 0계 전동차의 미니에탄을 닮은 모습과 빠른 속도 때문에 이 이름이 붙었다.
신칸센이라는 이름은 1940년에 도쿄와 시모노세키시 사이에 최고 속도 200 킬로미터 매 시 (120 mph)의 증기 및 전기 기관차를 사용할 표준궤 여객 및 화물 노선에 대해 처음 공식적으로 사용되었다. 다음 3년 동안 철도부는 이 노선을 베이징(한일 해저 터널을 통해 한국까지)과 심지어 싱가포르까지 확장하고 시베리아 횡단 철도 및 아시아의 다른 간선 노선과 연결하는 더욱 야심찬 계획을 세웠다. 이 계획들은 일본의 제2차 세계 대전 전황이 악화되면서 1943년에 포기되었다. 그러나 일부 구간은 건설이 시작되었고, 현재 신칸센의 여러 터널은 전쟁 시기 프로젝트에서 유래한다.

### 건설
제2차 세계 대전이 끝난 후, 일본 산업과 경제의 재건과 함께 기존 도카이도 본선의 여객 및 화물 교통량이 꾸준히 증가하는 동안 고속철도는 수년 동안 잊혔다. 1950년대 중반에 이르러 도카이도선은 만원 운행 상태였고, 철도부는 신칸센 프로젝트를 재검토하기로 결정했다. 1957년, 오다큐 전철은 3000 SE형 오다큐 로망스카 열차를 선보였는데, JNR이 고속 시험을 위해 열차 세트를 임대했을 때 협궤 열차로는 세계 속도 기록인 145 킬로미터 매 시 (90 mph)를 세웠다. 이 열차는 설계자들이 더 빠른 표준궤 열차를 안전하게 건설할 수 있다는 확신을 주었다. 따라서 최초의 신칸센인 0계는 로망스카의 성공을 바탕으로 건설되었다.
1950년대 일본의 국가적 태도는 미국에서처럼 철도가 곧 시대에 뒤떨어져 항공 여행과 고속도로로 대체될 것이라는 것이었다. 그러나 일본국유철도 사장 소가 신지는 고속철도의 가능성을 강력히 주장했고, 신칸센 프로젝트는 실행되었다.
1958년 12월 정부 승인이 떨어졌고, 1959년 4월 도쿄와 오사카를 잇는 도카이도 신칸센의 첫 구간 건설이 시작되었다. 신칸센 건설 비용은 처음에는 거의 2천억 엔으로 추산되었으나,(2022년 기준 ¥1,158,606,976,744에 해당) 이는 정부 대출, 철도 채권, 그리고 세계은행으로부터의 2022년 기준 $710,228,311에 해당 저금리 대출 형태로 조달되었다. 그러나 초기 추정치는 과소 평가되었고 실제 비용은 약 3천8백억 엔이었다. 1963년에 예산 부족이 명확해지자 소고는 책임을 지고 사임했다.
오다와라에 차량 시험 시설인 가모노미야 모델 섹션이 1962년에 개장했다.

### 초기 성공

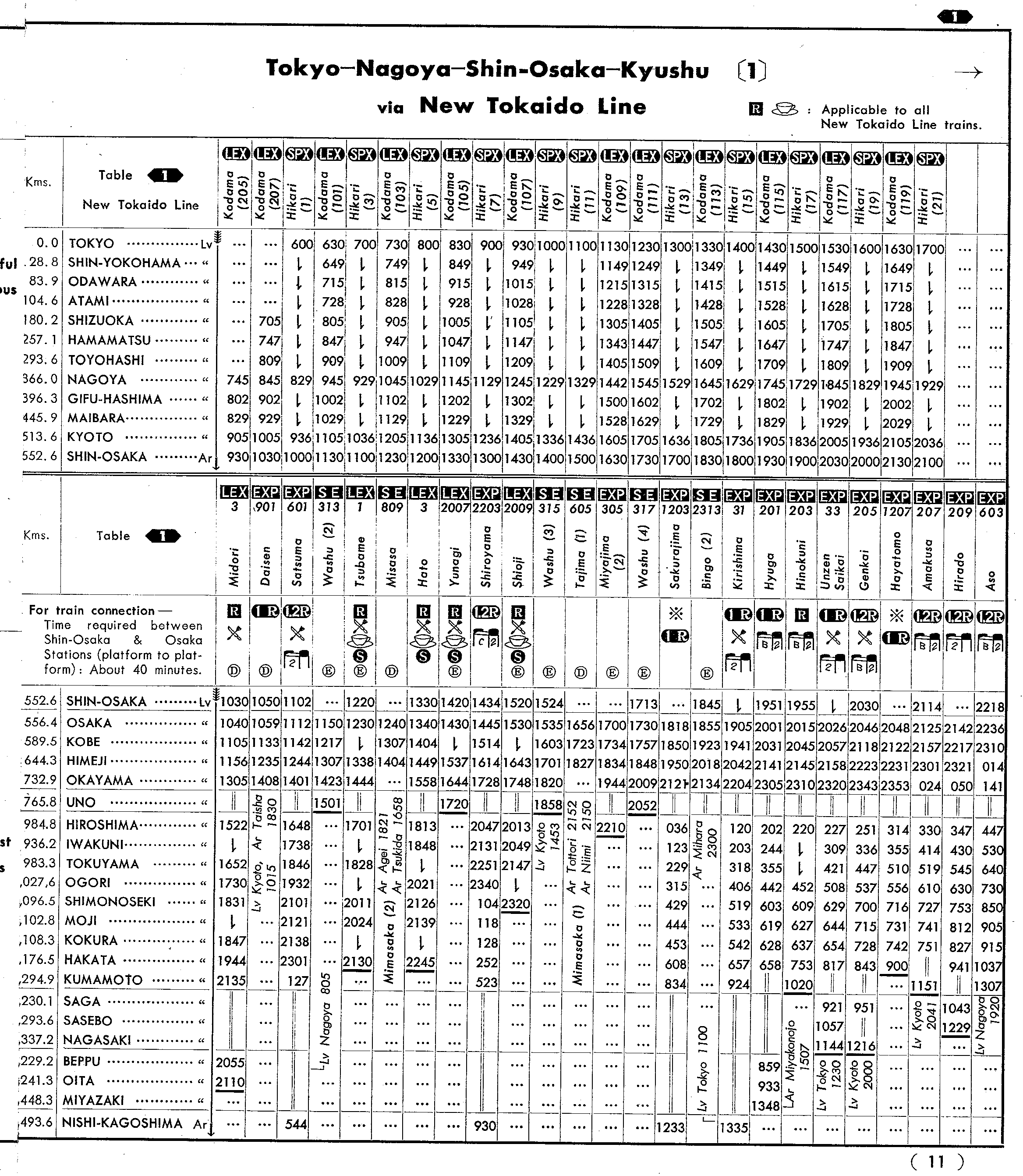
1964년 JNR 여객 시간표, 표 1. 신도카이도선의 신칸센 서비스를 보여준다.

도카이도 신칸센은 제1회 도쿄 올림픽에 맞춰 1964년 10월 1일 서비스를 시작했다. 기존 특급열차는 도쿄에서 오사카까지 6시간 40분이 걸렸지만, 신칸센은 이 여행을 단 4시간 만에 단축시켰고, 1965년에는 3시간 10분으로 더 줄였다. 이는 일본의 두 최대 대도시인 도쿄와 오사카 간 당일치기 여행을 가능하게 하여 일본인의 비즈니스 및 생활 방식을 크게 바꾸고 새로운 교통 수요를 증가시켰다. 이 서비스는 즉각적인 성공을 거두어 1967년 7월 13일 3년도 채 안 되어 1억 명의 승객을 돌파했으며, 1976년에는 10억 명의 승객을 달성했다. 16량 열차는 오사카에서 열린 1970년 세계 박람회에 맞춰 도입되었다. 1992년 시간당 평균 23,000명의 승객을 각 방향으로 수송하며 도카이도 신칸센은 세계에서 가장 붐비는 고속철도 노선이었다. 2014년, 열차의 50주년을 맞아 일일 승객 수는 39만 1천 명으로 증가했으며, 18시간 운행 일정에 걸쳐 시간당 평균 2만 2천 명에 육박하는 승객을 수송했다.
최초의 신칸센 열차인 0계는 최고 속도 210 킬로미터 매 시 (130 mph)로 운행되었고, 나중에 220 킬로미터 매 시 (140 mph)로 증가되었다. 고전적인 탄환형 코를 가진 이 열차들은 2008년 11월 30일에 마지막으로 퇴역했다. 0계 열차 중 한 대의 운전실은 JR 서일본에 의해 2001년 요크의 국립 철도 박물관에 기증되었다.

### 노선망 확장
도카이도 신칸센의 빠른 성공으로 인해 서쪽으로 오카야마시, 히로시마시 및 후쿠오카시로의 연장이 추진되었으며(산요 신칸센), 1975년에 완공되었다. 다나카 가쿠에이 총리는 신칸센의 열렬한 지지자였으며, 그의 정부는 대부분 기존 간선 노선과 평행한 광범위한 네트워크를 제안했다. 이 계획에 따라 두 개의 새로운 노선인 도호쿠 신칸센과 조에쓰 신칸센이 건설되었다. 1970년대 후반 JNR이 주로 신칸센 네트워크 건설의 높은 비용 때문에 부채에 허덕이면서 다른 많은 계획된 노선은 지연되거나 완전히 취소되었다. 1987년에는 회사가 깊은 부채에 빠져 민영화되었다.
민영화된 지역 JR 회사들의 신칸센 개발은 계속되었으며, 서일본 여객철도가 도입한 500계와 같이 각각 고유한 특징을 가진 새로운 열차 모델이 개발되었다. 2014년부터 신칸센 열차는 도호쿠 신칸센에서 최고 속도 320 킬로미터 매 시 (200 mph)로 정기적으로 운행된다. 상하이 자기부상 시범운행선, 중국철로고속 네트워크, 인도네시아의 자카르타-반둥 고속철도만이 더 빠르게 운행되는 상업 서비스를 제공한다.
1970년부터 도쿄에서 오사카를 잇는 주오 신칸센이라는 자기부상 노선 개발도 진행 중이다. 2015년 4월 21일, 이 노선에 사용될 예정인 7량 편성의 L0계 자기부상열차는 세계 속도 기록인 603 킬로미터 매 시 (375 mph)를 세웠다. 이 노선은 500 킬로미터 매 시 (310 mph)로 운행될 예정이며, 도쿄와 오사카 간 예상 소요 시간은 67분이다. 2011년에 건설이 시작되었으며, 원래 2027년에 개통될 예정이었으나 최소 2034년으로 지연되었다.

## 최고 속도
현재 신칸센의 영업 최고 속도는 320km/h이다. (도호쿠 신칸센 우쓰노미야역 ~ 모리오카역 구간)
자기부상열차인 리니어 주오 신칸센을 현재 건설 중으로, 2027년에 도쿄 ~ 나고야 구간을 선행 개업해, 2037년 ~ 2045년경 신오사카역까지의 전 구간이 완성 예정이다. 최고 속도는 505km/h로 시나가와역 ~ 신오사카역 구간을 67분으로 연결할 계획이다.
| 개업일           | 노선명                        | 분류         | 통칭        | 최고속도 | 최고속도                         |
| 개업일           | 노선명                        | 분류         | 통칭        | 개업시   | 2023년 현재                      |
| ---------------- | ----------------------------- | ------------ | ----------- | -------- | -------------------------------- |
| 1964년 10월 1일  | 도카이도 신칸센               | 신칸센       | 신칸센      | 210 km/h | 285 km/h                         |
| 1972년 3월 15일  | 산요 신칸센                   | 신칸센       | 신칸센      | 210 km/h | 300 km/h                         |
| 1982년 6월 23일  | 도호쿠 신칸센 (모리오카 이남) | 신칸센       | 신칸센      | 210 km/h | 320 km/h (우쓰노미야 ~ 모리오카) |
| 1982년 11월 15일 | 조에쓰 신칸센                 | 신칸센       | 신칸센      | 210 km/h | 275 km/h                         |
| 1992년 7월 1일   | 야마가타 신칸센               | 재래선       | 미니 신칸센 | 130 km/h | 130 km/h                         |
| 1997년 3월 22일  | 아키타 신칸센                 | 재래선       | 미니 신칸센 | 130 km/h | 130 km/h                         |
| 1997년 10월 1일  | 호쿠리쿠 신칸센 (나가노 이남) | 신칸센       | 정비 신칸센 | 260 km/h | 260 km/h                         |
| 2002년 12월 1일  | 도호쿠 신칸센 (모리오카 이북) | 신칸센       | 정비 신칸센 | 260 km/h | 260 km/h                         |
| 2004년 3월 13일  | 큐슈 신칸센                   | 신칸센       | 정비 신칸센 | 260 km/h | 260 km/h                         |
| 2015년 3월 14일  | 호쿠리쿠 신칸센 (나가노 이북) | 신칸센       | 정비 신칸센 | 260 km/h | 260 km/h                         |
| 2016년 3월 26일  | 홋카이도 신칸센               | 신칸센       | 정비 신칸센 | 260 km/h | 260 km/h                         |
| 2022년 9월 23일  | 니시큐슈 신칸센               | 신칸센       | 정비 신칸센 | 260 km/h | 260 km/h                         |
| 2027년 예정      | 주오 신칸센                   | 리니어신칸센 | (건설 중)   | 505 km/h |                                  |

## 노선

신칸센 노선

1964년 도카이도 신칸센이 성공적으로 운행된 이후, 각지에서 신칸센 건설 요구가 빗발치자, 1973년 전국 신칸센 철도 정비법을 제정하면서, 제안된 노선을 정비 신칸센과 기본 계획선으로 나누어 정비 신칸센의 다섯 노선(도호쿠 신칸센, 홋카이도 신칸센, 호쿠리쿠 신칸센, 큐슈 신칸센 나가사키 루트, 큐슈 신칸센 가고시마 루트)을 우선적으로 건설하기로 했다.
그러나 신칸센의 건설에는 대규모의 재정이 필요하기 때문에 일본의 경제 사정에 따라 지연되는 경우가 많았고, 결과적으로 아직까지 정비 신칸센 노선의 많은 부분이 건설 중이다. 따라서 기본 계획선은 도카이 여객철도가 독자 추진하고 있는 주오 신칸센을 제외하면 거의 계획이 진행되지 않고 있다.
이러한 재정 부담을 줄이면서 신칸센 서비스를 제공하기 위해 미니 신칸센이 두 노선에서 운행되고 있으며, 궤간가변열차로 운행되는 노선도 건설되고 있다.

### 현재 운행 중
| 계통                                              | 관할 회사                                   | 노선명 (경로명) | 구간                                                        | 병행 재래선                                                                                   | 비고                                                         |
| ------------------------------------------------- | ------------------------------------------- | --------------- | ----------------------------------------------------------- | --------------------------------------------------------------------------------------------- | ------------------------------------------------------------ |
| 도카이도 · 산요 · 큐슈 · 니시큐슈 신칸센 계통     | 도카이 여객철도(이하 JR도카이 또는JR센트랄) | 도카이도 신칸센 | 도쿄 ~ 신오사카                                             | - 도카이도 본선 도쿄 ~ 신오사카                                                               | 산요 신칸센 직결 운행                                        |
| 도카이도 · 산요 · 큐슈 · 니시큐슈 신칸센 계통     | 서일본 여객철도(이하 JR서일본)              | 산요 신칸센     | 신오사카 ~ 하카타                                           | - 도카이도 본선 신오사카 ~ 고베 - 산요 본선 고베 ~ 모지 - 가고시마 본선 모지 ~ 하카타         | 도카이도 신칸센 직결 운행 큐슈 신칸센 직결 운행              |
| 도카이도 · 산요 · 큐슈 · 니시큐슈 신칸센 계통     | 큐슈여객철도(이하 JR큐슈)                   | 큐슈 신칸센     | 하카타 ~ 가고시마추오                                       | - 가고시마 본선 하카타 ~ 가고시마추오                                                         | 산요 신칸센 직결 운행                                        |
| 도카이도 · 산요 · 큐슈 · 니시큐슈 신칸센 계통     | 큐슈여객철도(이하 JR큐슈)                   | 니시큐슈 신칸센 | 다케오온센 ~ 나가사키                                       | - 병행구간 없음                                                                               | 하카타-다케오온센 구간은 릴레이 가모메로 연계 중             |
| 도호쿠 · 홋카이도 · 조에쓰 · 호쿠리쿠 신칸센 계통 | 홋카이도 여객철도(이하 JR홋카이도)          | 홋카이도 신칸센 | 신아오모리 ~ 신하코다테호쿠토                               | - 쓰가루 선 - 가이쿄 선 - 하코다테 본선 하코다테 ~ 신하코다테호쿠토                           | 도호쿠 신칸센 직결 운행                                      |
| 도호쿠 · 홋카이도 · 조에쓰 · 호쿠리쿠 신칸센 계통 | 동일본여객철도(이하 JR동일본)               | 도호쿠 신칸센   | 도쿄 ~ 신아오모리                                           | - 도호쿠 본선 도쿄 ~ 모리오카 - 오우 본선 아오모리 ~ 신아오모리                               | 홋카이도 신칸센 직결 운행                                    |
| 도호쿠 · 홋카이도 · 조에쓰 · 호쿠리쿠 신칸센 계통 | 동일본여객철도(이하 JR동일본)               | 조에쓰 신칸센   | 오미야 ~ 니가타                                             | - 다카사키선 오미야 ~ 다카사키 - 조에쓰선 다카사키 ~ 미야우치 - 신에쓰 본선 미야우치 ~ 니가타 | 도쿄 ~ 오미야 구간 도호쿠 신칸센 직결 운행                   |
| 도호쿠 · 홋카이도 · 조에쓰 · 호쿠리쿠 신칸센 계통 | 동일본여객철도(이하 JR동일본)               | 호쿠리쿠 신칸센 | 다카사키 ~ 쓰루가                                           | - 신에쓰 본선                                                                                 | 도쿄 ~ 다카사키 구간 도호쿠, 조에쓰 신칸센 직결 운행         |
| 도호쿠 · 홋카이도 · 조에쓰 · 호쿠리쿠 신칸센 계통 | 동일본여객철도(이하 JR동일본)               | 야마가타 신칸센 | 오우 본선 후쿠시마 ~ 신조                                   | 오우 본선 후쿠시마 ~ 신조                                                                     | 미니 신칸센 도쿄 ~ 후쿠시마 구간은 도호쿠 신칸센에 직결 운행 |
| 도호쿠 · 홋카이도 · 조에쓰 · 호쿠리쿠 신칸센 계통 | 동일본여객철도(이하 JR동일본)               | 아키타 신칸센   | 다자와코 선 모리오카 ~ 오마가리 오우 본선 오마가리 ~ 아키타 | 다자와코 선 모리오카 ~ 오마가리 오우 본선 오마가리 ~ 아키타                                   | 미니 신칸센 도쿄 ~ 모리오카 구간은 도호쿠 신칸센에 직결 운행 |

### 건설 중
다음 노선들은 건설 중이다. 이 노선들은 주오 신칸센을 제외하고는 정부가 결정한 신칸센 철도 노선 건설 기본 계획에 지정된 신칸센 프로젝트로, 정비 신칸센이라고도 불린다.
- 홋카이도 신칸센 신하코다테호쿠토 ~ 삿포로: 하코다테 본선의 신칸센. 2012년부터 착공을 시작했으며, 2038년에 개업 예정.[7]
- 주오 신칸센 시나가와 ~ 나고야: 도카이 여객철도가 건설 및 운영하는 신규 노선으로 L0계 자기부상열차를 사용할 예정. 2014년부터 착공을 시작했으며, 2034년에 개업 예정.[43][35] 추후 신오사카까지 연장계획이 있다.

| 노선                  | 경로                      | 속도                         | 길이                      | 건설 시작 | 예상 영업 시작 | 운영사      |
| --------------------- | ------------------------- | ---------------------------- | ------------------------- | --------- | -------------- | ----------- |
| 홋카이도 신칸센 2단계 | 신하코다테호쿠토 – 삿포로 | 260 킬로미터 매 시 (160 mph) | 211.3 킬로미터 (131.3 mi) | 2012      | 2038 회계연도  | JR 홋카이도 |
| 주오 신칸센 1단계     | 시나가와 – 나고야         | 505 킬로미터 매 시 (314 mph) | 285.6 킬로미터 (177.5 mi) | 2014      | 2034           | JR 주오     |

### 미착공
정비 신칸센 구간 중에서 착공하지 않은 구간만 해당된다.
- 호쿠리쿠 신칸센 쓰루가 ~ 신오사카: 2017년 3월에 노선이 결정되었으며, 정확한 착공 및 개업 시기는 아직 미정이다.
- 니시큐슈 신칸센 신토스 ~ 다케오온센: 미착공.
- 주오 신칸센 나고야 ~ 신오사카: 2037년 개업 예정.

| 노선                  | 경로                                    | 속도                         | 길이                     | 건설 제안 | 예상 영업 시작     |
| --------------------- | --------------------------------------- | ---------------------------- | ------------------------ | --------- | ------------------ |
| 니시큐슈 신칸센 2단계 | 다케오온센 – 신토스                     | 260 킬로미터 매 시 (160 mph) | 미정                     | 미정      | 미정               |
| 호쿠리쿠 신칸센 4단계 | 쓰루가 – 신오사카 (오바마 및 교토 경유) | 260 킬로미터 매 시 (160 mph) | 미정                     | 2030      | 2045 회계연도      |
| 주오 신칸센 2단계     | 나고야 – 신오사카                       | 505 킬로미터 매 시 (314 mph) | 152.4 킬로미터 (94.7 mi) | 미정      | 미상 (원래 2037년) |

### 기본 계획
도호쿠·홋카이도 신칸센 계통
- 홋카이도 신칸센 삿포로 ~ 아사히카와시: 하코다테 본선의 신칸센.
- 홋카이도 미나미마와리 신칸센 오샤만베정 ~ 무로란시 ~ 삿포로 시: 무로란 본선의 신칸센.
- 우에쓰 신칸센 도야마시 ~ 아오모리시: 신에쓰 본선, 우에쓰 본선, 하쿠신 선, 오우 본선 등의 신칸센.
  - 도야마 – 조에쓰묘코는 호쿠리쿠 신칸센의 일부로 존재하며, 나가오카 – 니가타는 조에쓰 신칸센의 일부로 나가오카에 우에쓰 신칸센을 위한 조항이 있다.
- 오우 신칸센 후쿠시마시 ~ 아키타시: 오우 본선의 신칸센. 현재 야마가타 신칸센, 아키타 신칸센 등이 비슷한 경로를 운행한다.
  - 후쿠시마 – 신조와 오마가리 – 아키타는 각각 야마가타 신칸센과 아키타 신칸센으로 존재하지만, 기존 선로를 개량한 "미니 신칸센"이기 때문에 기본 계획의 요건을 충족하지 못한다.

호쿠리쿠·도카이도 신칸센 계통
- 주오 신칸센 도쿄도 ~ 야마나시현 ~ 나고야시 ~ 나라현 ~ 오사카시: 도카이도 신칸센의 직선화 및 고속화 노선으로 리니어 모터카 차량을 사용할 예정.
- 호쿠리쿠 주쿄 신칸센 쓰루가시 ~ 나고야 시: 호쿠리쿠 신칸센과 도카이도 신칸센의 삼각선 역할.

산요·큐슈 신칸센 계통
- 산인 신칸센 교토시 ~ 돗토리현 ~ 시모노세키시: 산인 본선의 신칸센.
- 주고쿠 횡단 신칸센 오카야마시 ~ 마쓰에시: 하쿠비 선 등의 신칸센.
- 시코쿠 신칸센 오사카시 ~ 나루토시 ~ 오이타시: 아와지섬을 경유하는 신칸센. 시코쿠를 동서로 가르며, 규슈와 오사카를 연결.
  - 최근 몇 년 동안 시코쿠 및 횡단 시코쿠 신칸센과 관련하여 일부 활동이 있었다. 2016년에 시코쿠 및 횡단 시코쿠 신칸센은 시코쿠 지역의 장기 계획 검토에서 잠재적인 미래 프로젝트로 식별되었으며, 노선 계획에 자금이 할당되었다.[45] 오이타시에서 2018년에 의뢰한 수익성 연구에서는 이 노선이 잠재적으로 수익성이 있을 수 있음을 발견했다.[46]
- 시코쿠 횡단 신칸센 오카야마시 ~ 고치시: 세토 대교선 등을 경유하여 시코쿠를 남북으로 가르는 신칸센.
- 히가시큐슈 신칸센 후쿠오카시 ~ 오이타시 ~ 가고시마시: 닛포 본선 등의 신칸센.
- 큐슈 횡단 신칸센 구마모토시 ~ 오이타 시: 호히 본선 등의 신칸센.

또한 기본 계획은 조에쓰 신칸센이 도쿄역이 아닌 신주쿠역에서 시작되어야 한다고 명시했으며, 이는 신주쿠와 오미야 사이에 추가로 30 킬로미터 (19 mi)의 선로를 건설해야 했을 것이다. 건설 작업은 시작되지 않았지만, 신주쿠역으로 이어지는 지하 구간을 포함하여 제안된 선로를 따라 있는 토지는 여전히 보존되어 있다. 도쿄-오미야 구간의 수용량이 어느 시점에 부족하다고 판단되면 신주쿠-오미야 연결선 건설이 재고될 수 있다.
2009년 12월, 당시 마에하라 세이지 교통부 장관은 도카이도 신칸센과 열차 차량기지를 연결하는 기존 지선을 사용하여 도쿄 국제공항에 신칸센 연결선을 건설할 것을 제안했다. 도카이 여객철도는 기존 노선의 빡빡한 열차 일정 때문에 이 계획이 "비현실적"이라고 불렀지만, 보도에 따르면 마에하라는 이 아이디어에 대한 논의를 계속하기를 원했다. 후임 장관은 이 제안이 여전히 지지되는지 여부를 밝히지 않았다. 이 계획은 주오 신칸센(때로는 도카이도 신칸센의 우회로라고 불림) 개통 후 수용량을 확보할 수 있게 되면 더 실현 가능성이 높아질 수 있지만, 2020 도쿄 올림픽 개막 이전에 완료될 것으로 예상되는 도쿄 국제공항과 도쿄역 간의 다른 철도 개선 공사가 이미 진행 중이므로 잠재적인 신칸센 서비스는 미미한 이점만을 제공할 가능성이 높다. 이러한 계획들이 궁극적으로 실현되지 않았음에도 불구하고(코로나19 팬데믹의 영향 등으로 인해), 도쿄 국제공항 접근선과 도쿄 임해 지하철을 포함한 도쿄 국제공항 인근의 철도 프로젝트는 계속해서 계획 중이다.

### 계획 취소 노선
- 나리타 신칸센 도쿄 ~ 나리타 공항: 나리타 국제공항을 위해 계획했으나 여러 정치적 문제와 오일 쇼크 등의 경제 문제가 겹쳐 취소되었다. 현재 도쿄역 부근을 위해 만들어둔 시설물은 게이요 선이 사용 중이다.
- 조에쓰 신칸센 오미야 ~ 신주쿠: 건설 부지의 매입이 어렵고, 여러 문제로 인해 현재와 같이 도호쿠 신칸센을 이용하는 형태가 되었다. 신주쿠 역에는 이를 위해 비워둔 지하 공간이 있으며, 때문에 도쿄도 교통국 지하철 신주쿠선과 게이오 전철 게이오 신선의 역이 이를 피해 지하 깊숙히 위치하게 되었다.
- 제2 도카이도 신칸센: 과포화 상태인 도카이도 신칸센에 신규로 리니어 신칸센을 건설하려는 계획이었으나, 주오 신칸센 계획과 맞물려 취소되게 되었다.

## 열차
도호쿠 신칸센의 경우, 2층 차량(E1계와 E4계)의 정규 운행에 대해서는 Max를 붙인다.
열차는 최대 16량 길이다. 각 차량의 길이가 25 미터 (82 ft)이므로 가장 긴 열차는 끝에서 끝까지 400m이다. 역도 이 열차들을 수용할 수 있을 만큼 길다. 일본의 일부 고속 자기부상열차도 신칸센으로 분류되지만, 다른 느린 자기부상열차(예: 아이치현 나고야시 및 인근 지역 사회를 연결하는 리니모)는 기존 도시 지하철 시스템의 대안으로 계획되었다.

### 현용
- 도카이도·산요 신칸센 (東海道·山陽新幹線) 계통: 노조미, 히카리 및 히카리 레일스타, 고다마
- 산요·큐슈 신칸센 (山陽·九州新幹線) 계통: 미즈호, 사쿠라, 쓰바메
- 도호쿠·홋카이도 신칸센 (東北·北海道新幹線) 계통
  - 도호쿠·홋카이도 신칸센 (東北·北海道新幹線): 하야부사, 하야테, 야마비코, 나스노
  - 조에쓰 신칸센 (上越新幹線): 도키, 다니가와
  - 호쿠리쿠 신칸센 (北陸新幹線): 가가야키, 하쿠타카, 아사마, 쓰루기
  - 야마가타 신칸센 (山形新幹線): 쓰바사
  - 아키타 신칸센 (秋田新幹線): 고마치

### 과거
- 도호쿠 신칸센 (東北新幹線) 아오바: 1997년 10월 1일부로 야마비코와 나스노로 흡수되어 폐지.
- 조에쓰 신칸센 (上越新幹線) 아사히: 아사마와 이름이 비슷하여 헷갈릴 수 있다는 이유로 2002년 12월 1일부로 도키와 다니가와로 분리되어 폐지.

## 차량
1964년 도카이도 신칸센에서 0계 차량이 최초로 운행된 이후, 현재까지 다양한 형식의 차량이 개발되어 운용되고 있다.
모든 차량이 동력분산식을 채용한 전동차이다.

### 현재 운행하는 차량
1. 도카이도 · 산요 · 큐슈 신칸센 계통
  - 500계 : 산요 신칸센의 8량 편성 고다마 운행. 이전에는 노조미에만 투입되었다.
  - 700계 : 범용 차량. 히카리 레일스타, 고다마(산요 신칸센 레일 스타 8량 편성) 모두에 투입된다.옛날에는 노조미나 히카리에도 투입되었다.대만의 700T형은 이 모델을 바탕으로 만들어졌다.
  - N700계 : 노조미, 고다마, 히카리(16량 편성) 및 사쿠라, 미즈호, 쓰바메(8량 편성)에 투입된다.
  - N700S계 : 2020년부터 노조미, 2022년에 나가사키 신칸센의 가모메에 투입되어 운행중이다. 항후 JR 도카이는 미국의 텍사스 센트럴 고속열차에 이 모델을 수출하는 것을 검토중이다.
  - 800계 : 쓰바메, 사쿠라 용.

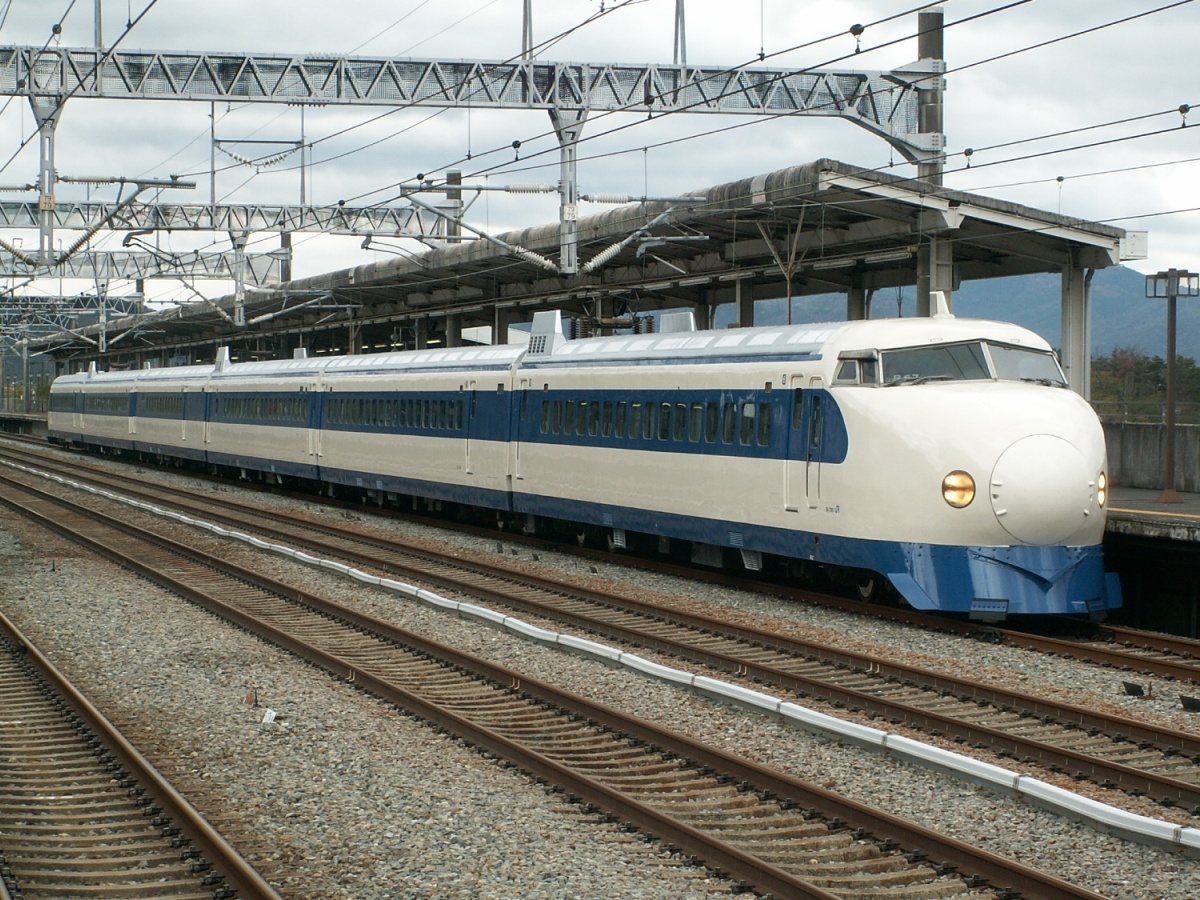
0계
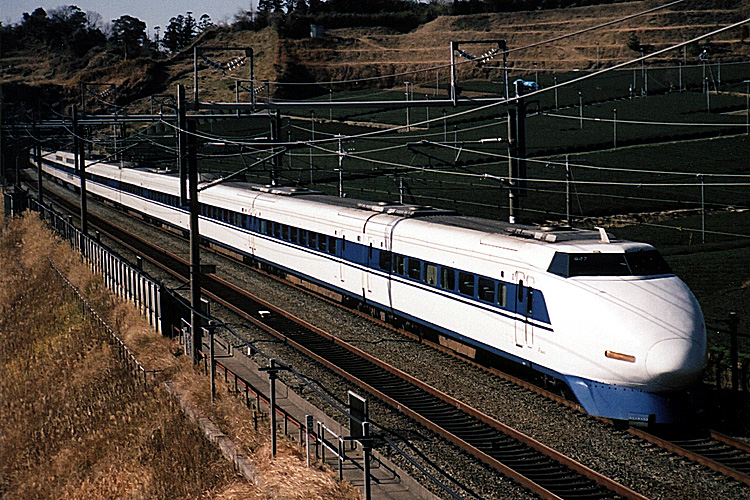
100계
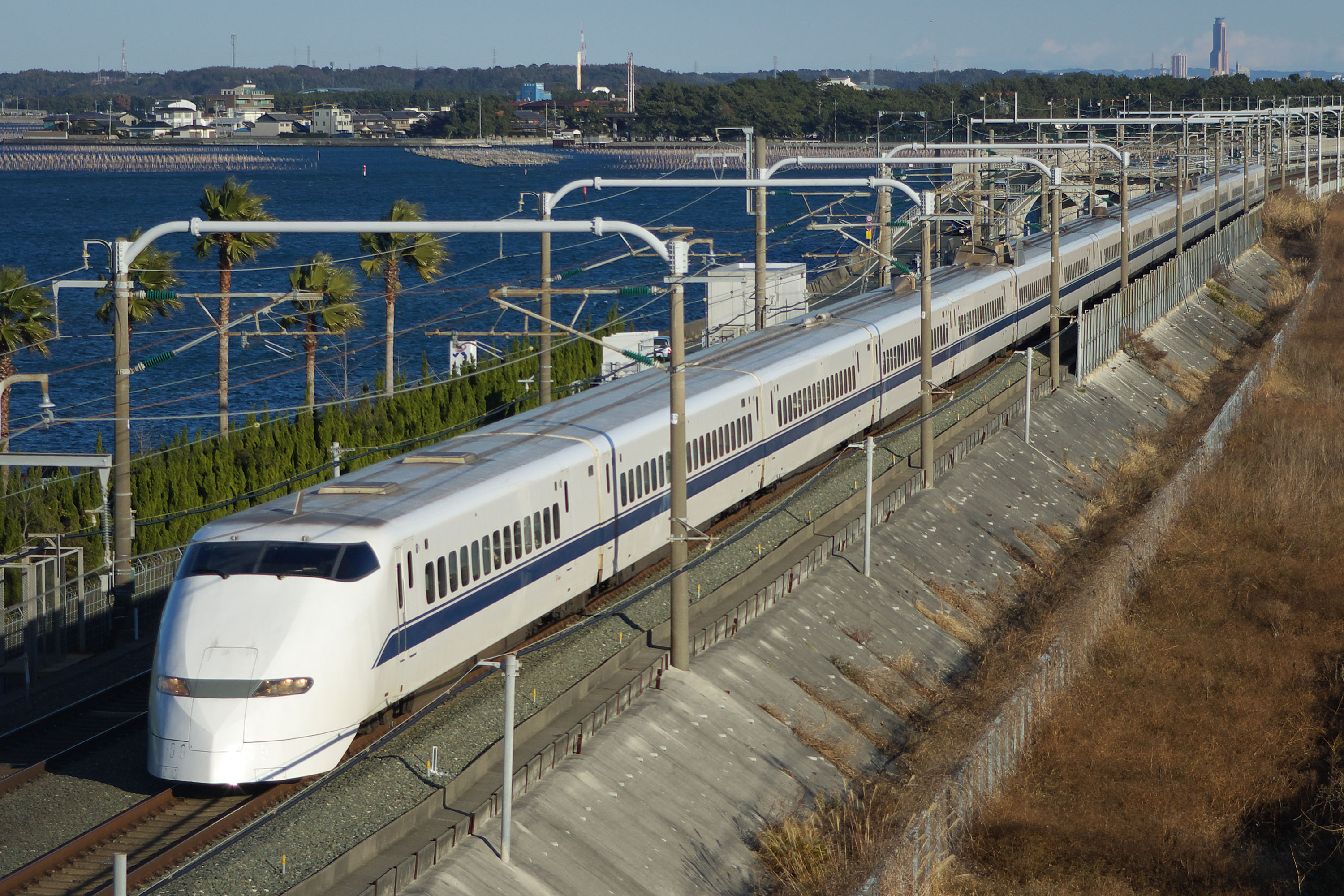
300계
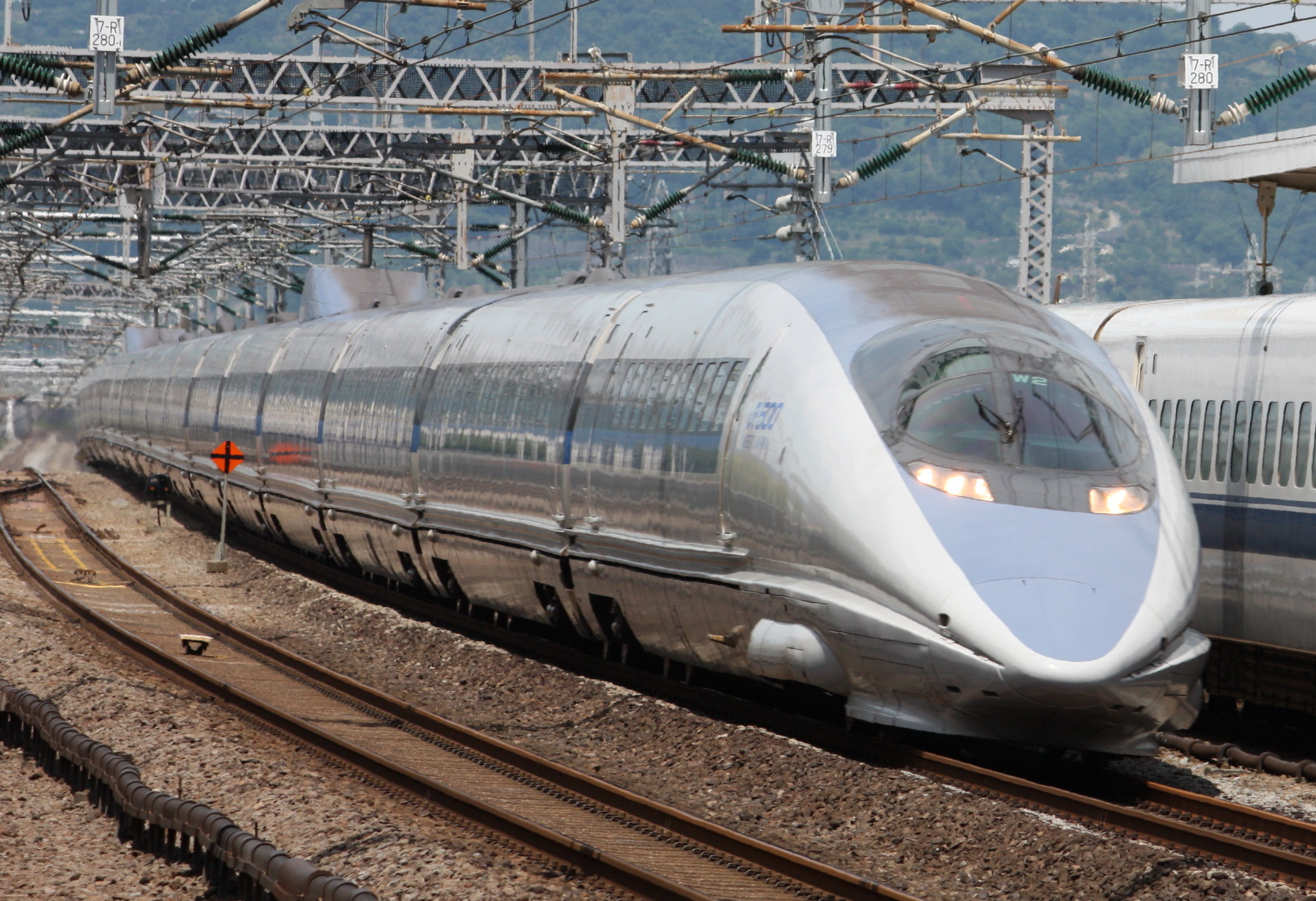
500계
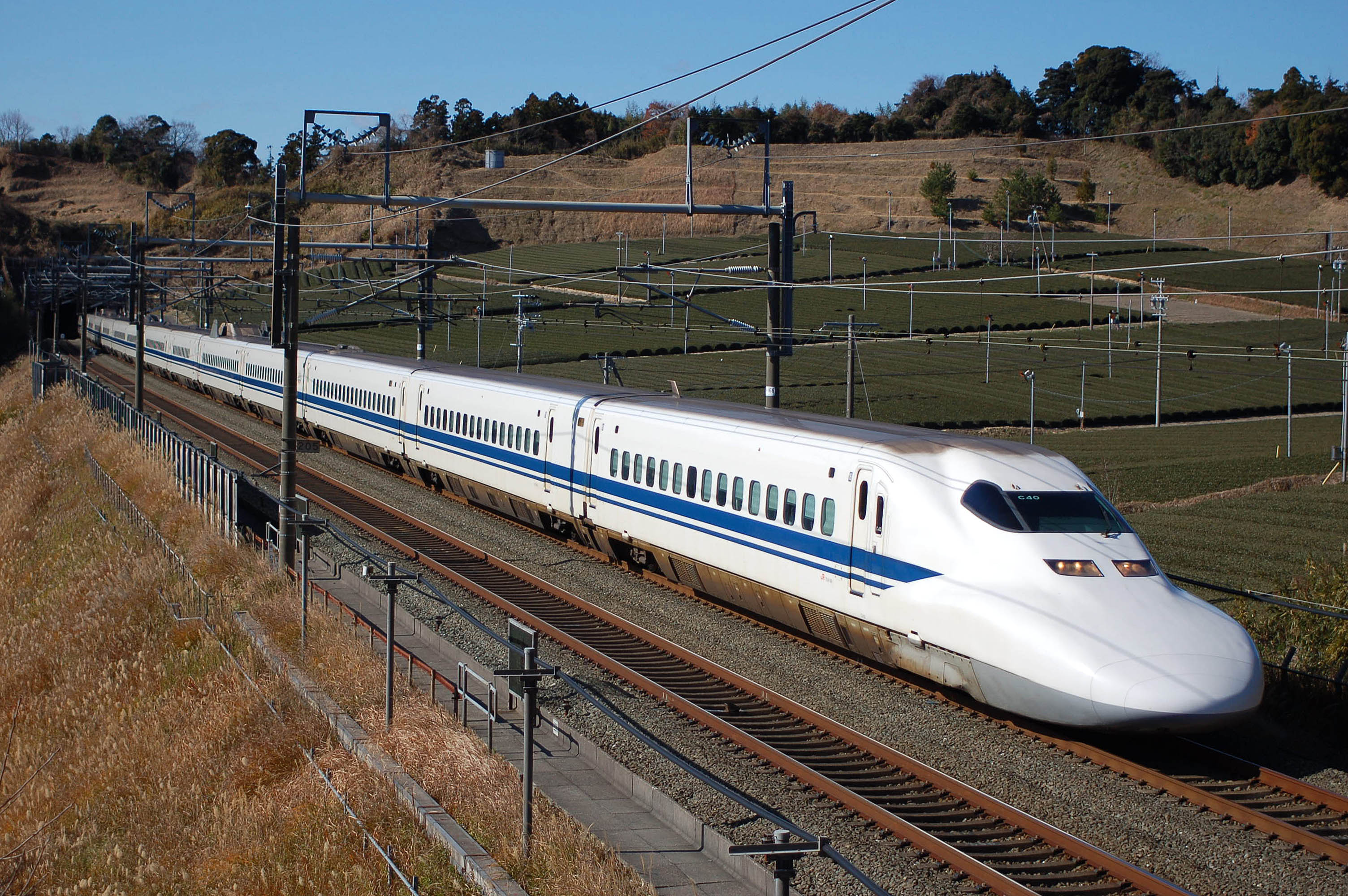
700계
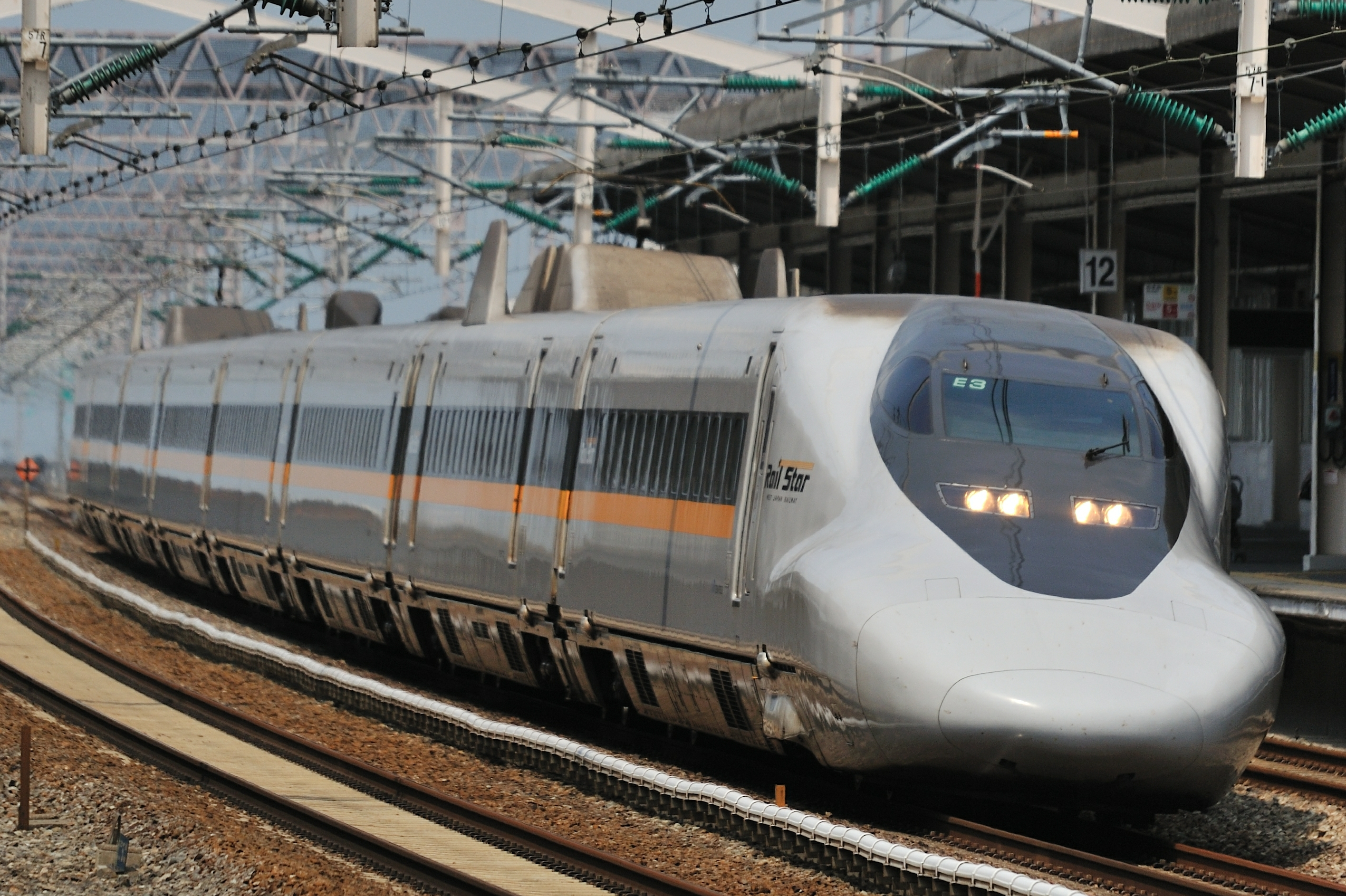
700계 (히카리 레일스타)
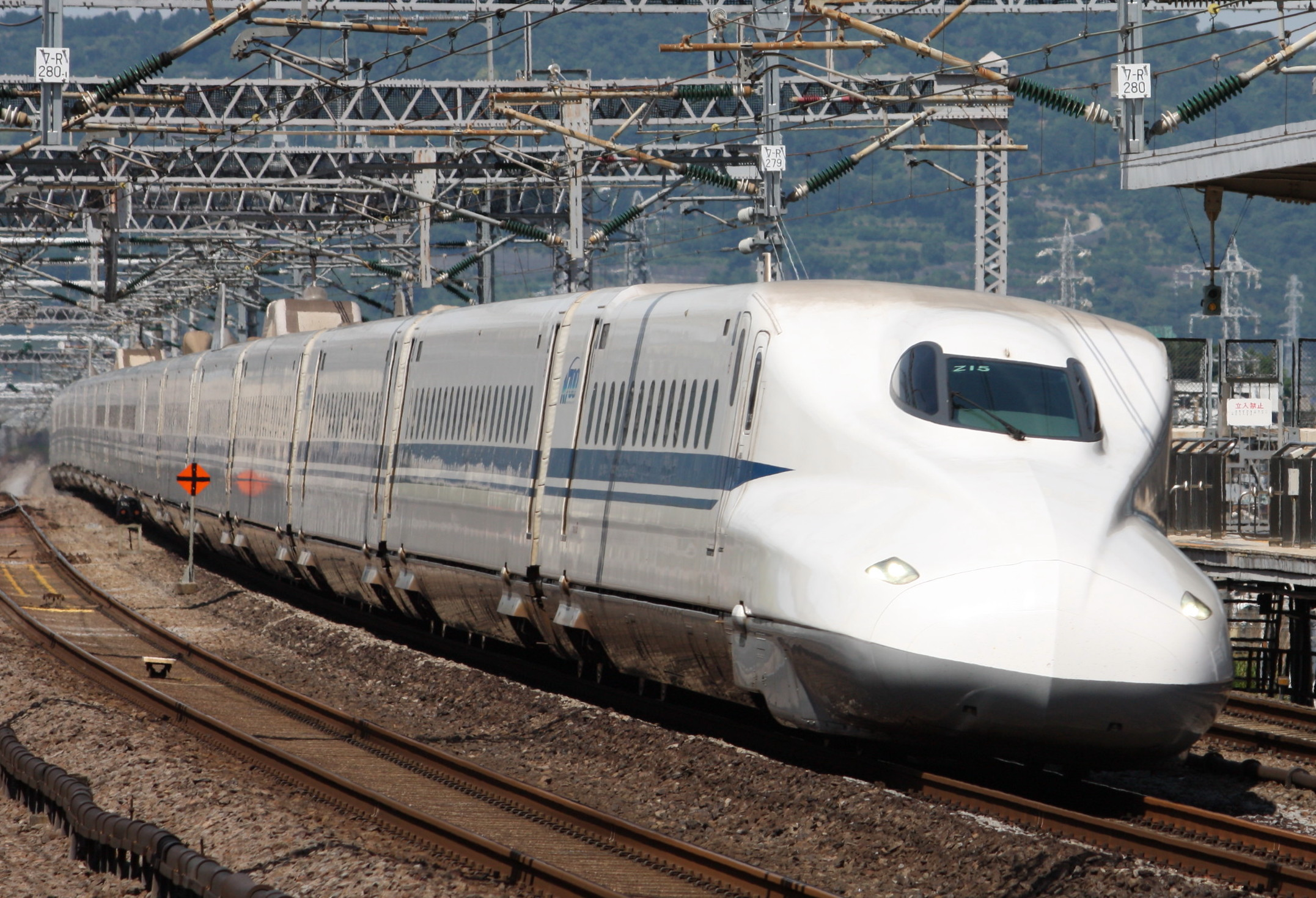
N700계
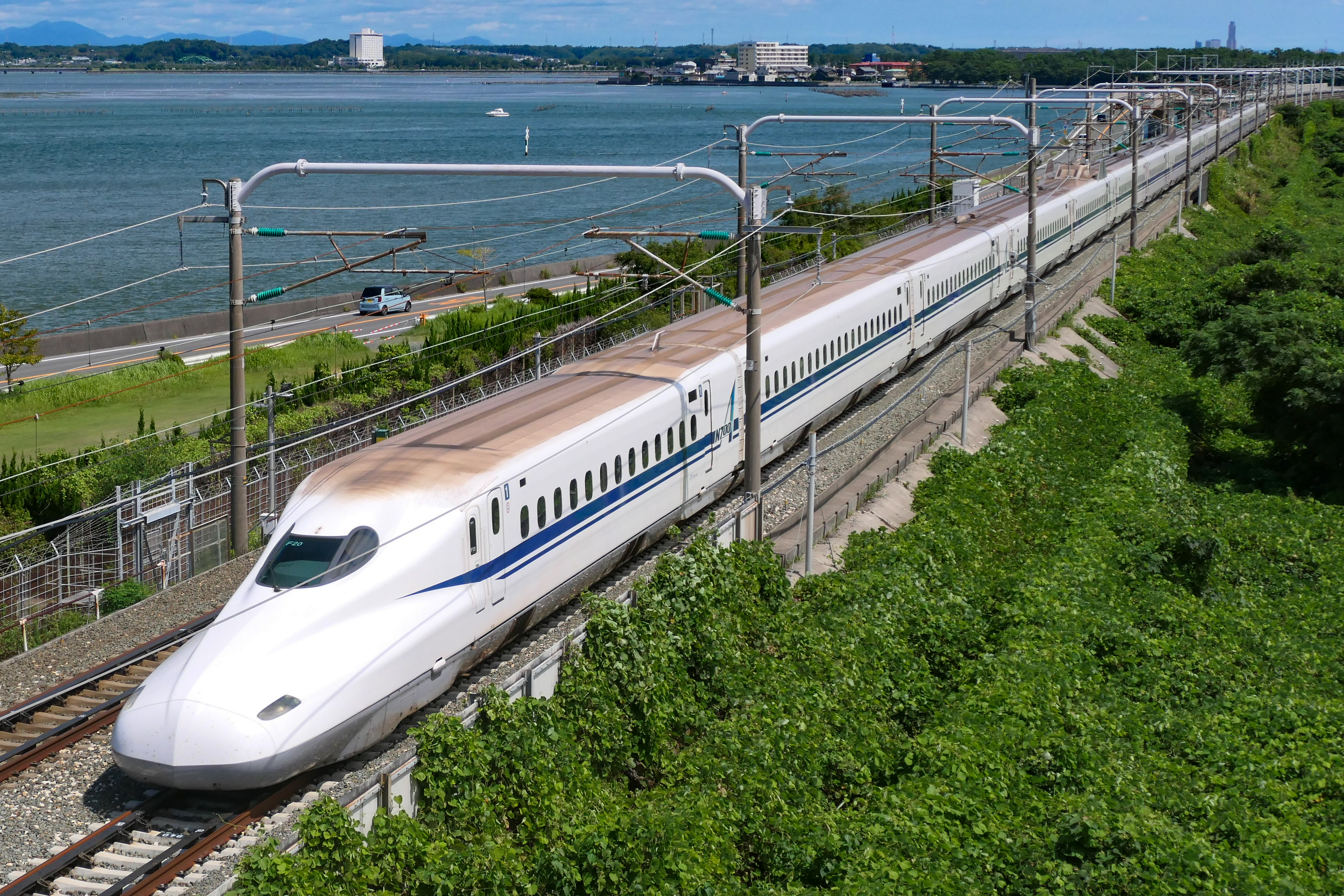
N700A계
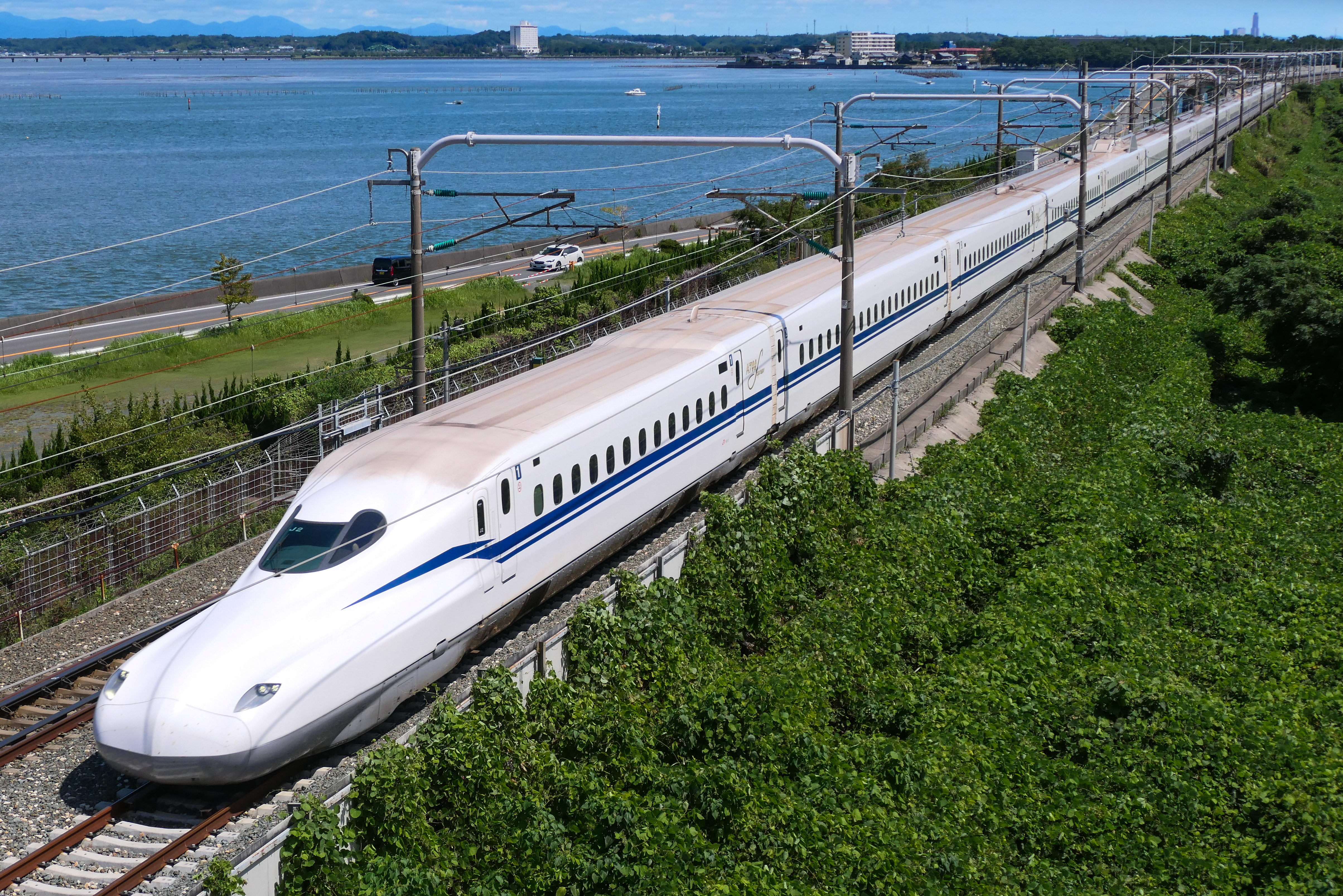
N700S계

1. 큐슈 및 니시큐슈 신칸센
  - 800계: 2004년부터 쓰바메 서비스에 운행 중이며, 최고 속도 260 킬로미터 매 시 (160 mph)이다.
  - N700-7000/8000계: 2011년 3월부터 미즈호 및 사쿠라 서비스에 운행 중이며, 최고 속도 300 킬로미터 매 시 (190 mph)이다.
  - N700S-8000계: 2022년에 도입된 6량 편성 열차로,[50] 최고 속도 260 킬로미터 매 시 (160 mph)의 가모메 서비스에 운행된다.

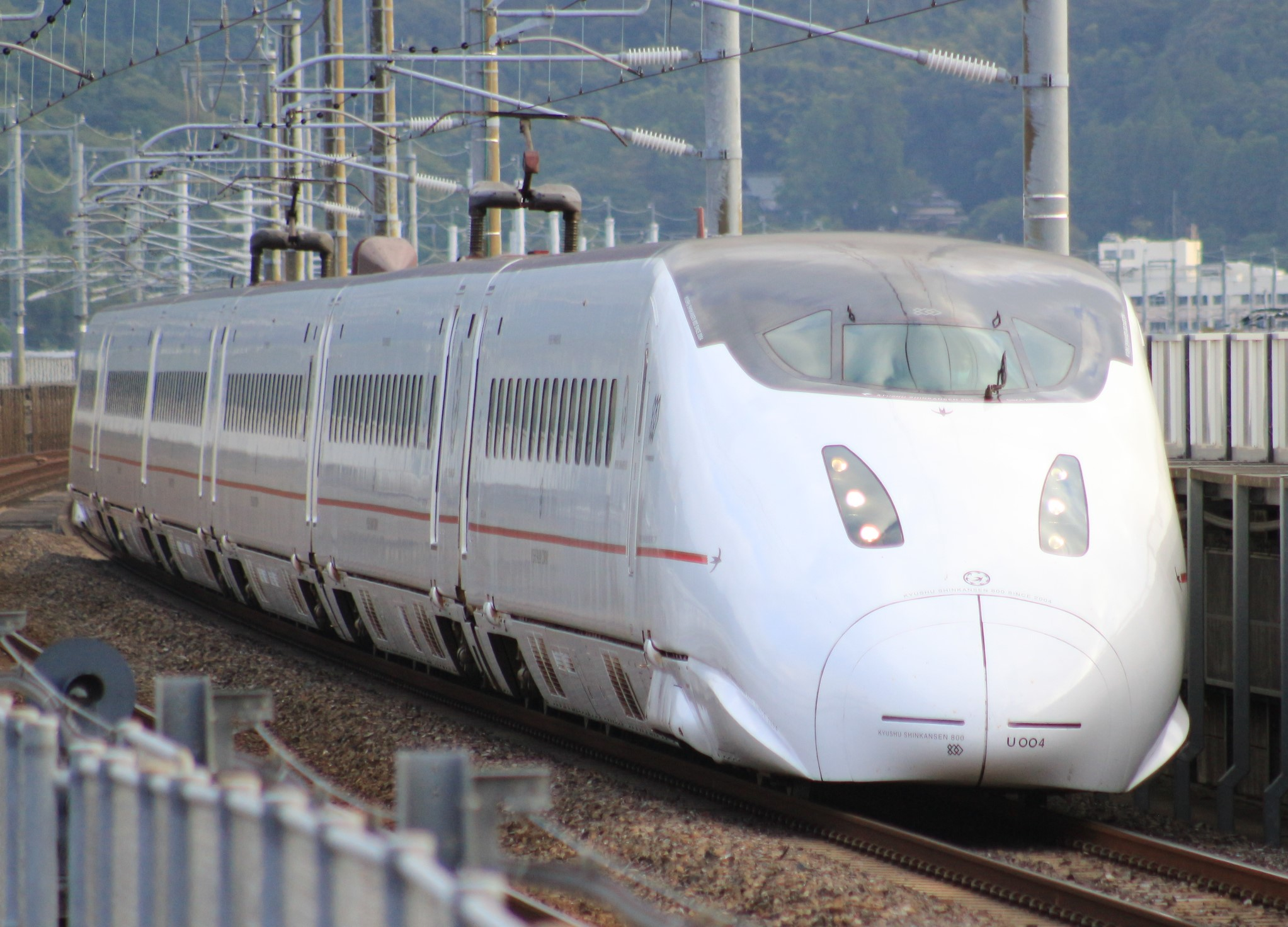
800계
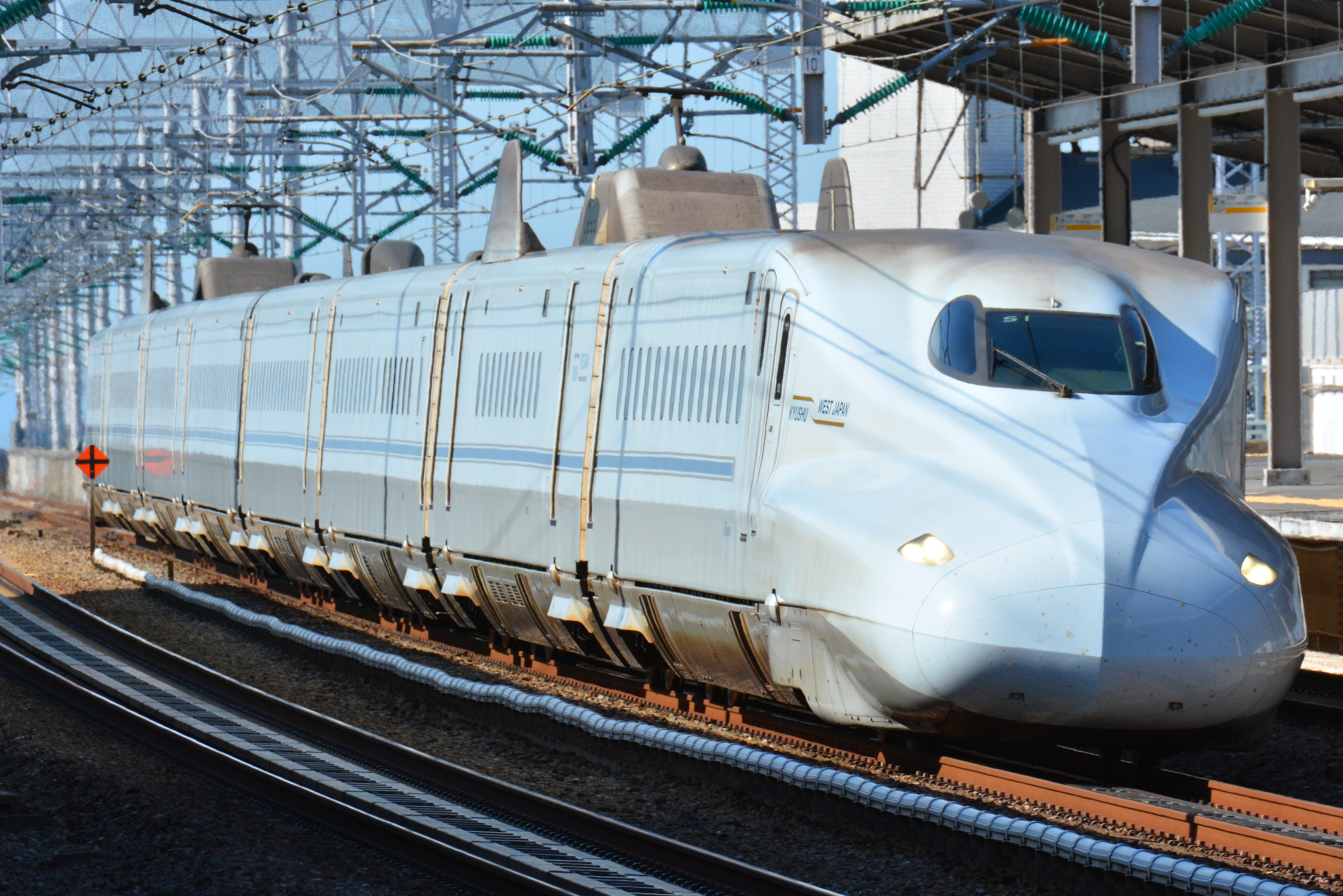
N700계 (큐슈)
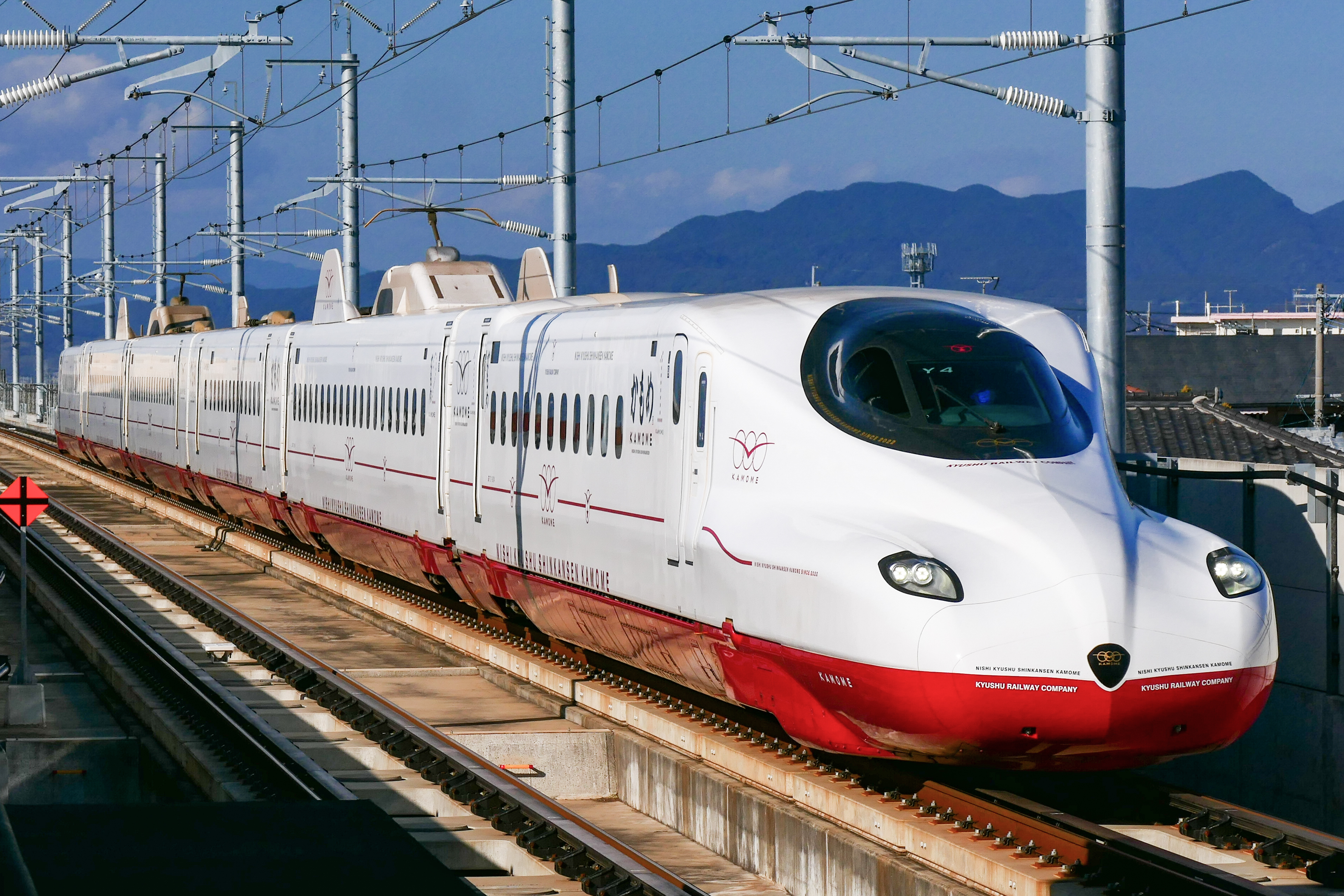
N700S-8000계 (니시큐슈)

1. 도호쿠 · 홋카이도 · 조에쓰 · 호쿠리쿠 · 야마가타 · 아키타 신칸센 계통
  - E3계 : 고마치, 쓰바사 등 미니 신칸센 계통에 사용된다.일부는 야마비코나 나스노의 증결용으로도 사용된다.
  - E5계 : 2011년 3월 5일에 하야부사라는 이름으로 도쿄-신아오모리 구간을 첫운행개시 되고, 같은해 11월 18일에 하야테, 야마비코, 나스노에도 도입했다.
  - E6계 : 2013년 3월 16일 다이어 개정으로 '슈퍼 고마치'라는 이름으로 도쿄-아키타 구간으로 운행을 개시했다. 이후 E3계를 대체할 예정. 2013년 3월 16일 다이어 개정으로 '슈퍼 고마치'라는 이름으로 도쿄-아키타 구간으로 운행을 개시했다. 이후 E3계를 대체했다. 이 차량은 슈퍼 고마치 외에도 고마치에도 사용된다.요즘은 슈퍼 고마치라는 이름은 사라졌다.또한 모리오카행 하야부사의 증결용으로도 사용된다. 도쿄-모리오카 구간은 E5계와 병결하여 운행한다.
  - E7・W7계 : JR 동일본과 JR 서일본이 공동으로 개발하는 차량으로 2015년도에 호쿠리쿠 신칸센 가나자와 연장에 맞춰 투입되었다.
  - E8계 : 야마가타 신칸센에서 운행 중인 E3계 대체 차량으로 2022년 9월부터 시범 차량을 제작에 들어갈 예정으로 오는 2024년부터 양산화 시작과 동시에 2026년까지 순차별로 도입될 예정이다.[51]
  - H5계: JR 홋카이도가 JR 동일본이 소유하고 있는 신칸센 E5계를 기초해서 개발하는 차량으로 2016년 3월 26일에 홋카이도 신칸센 신아오모리-신하코다테호쿠토 구간 개통에 맞춰 투입되었다.

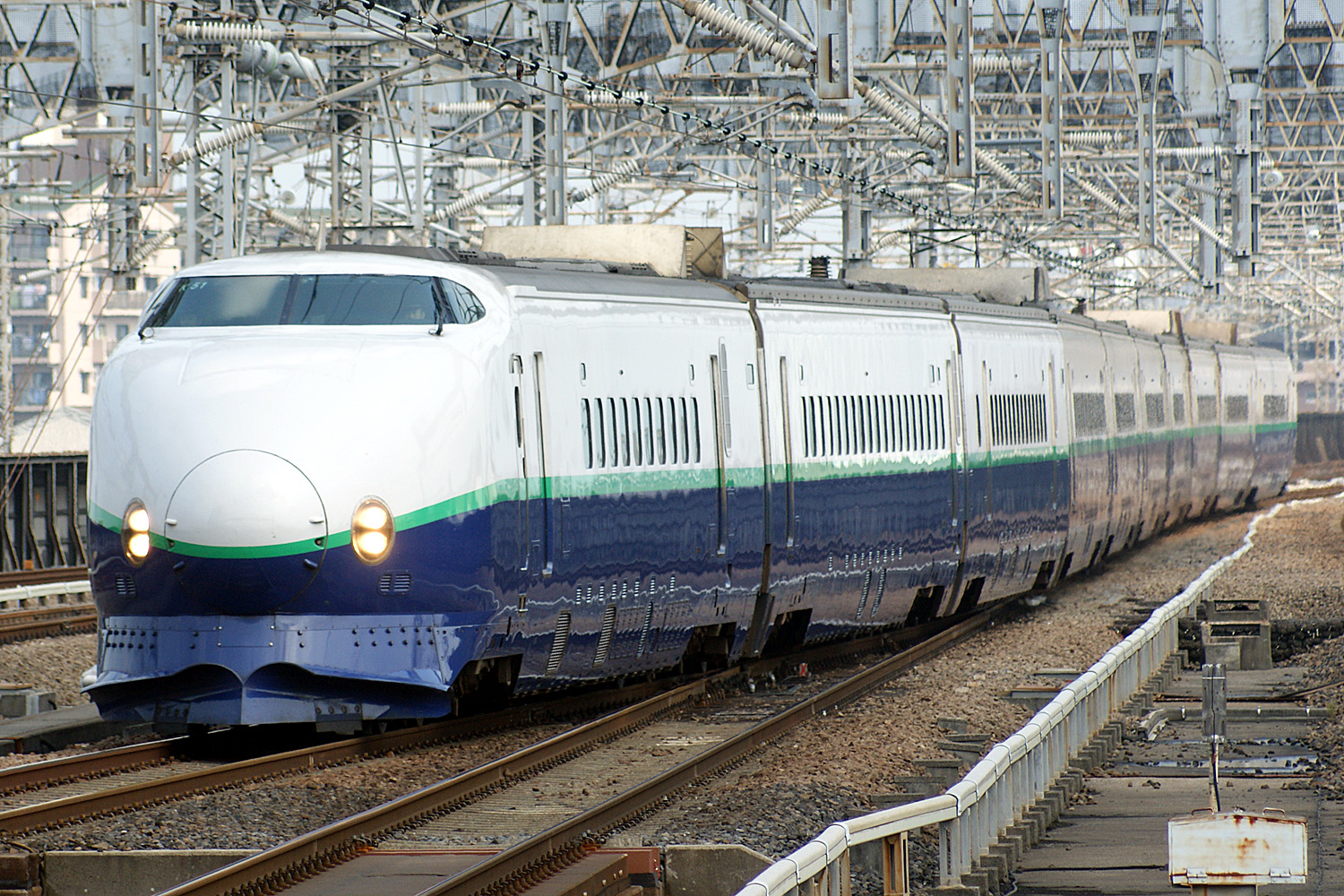
200계
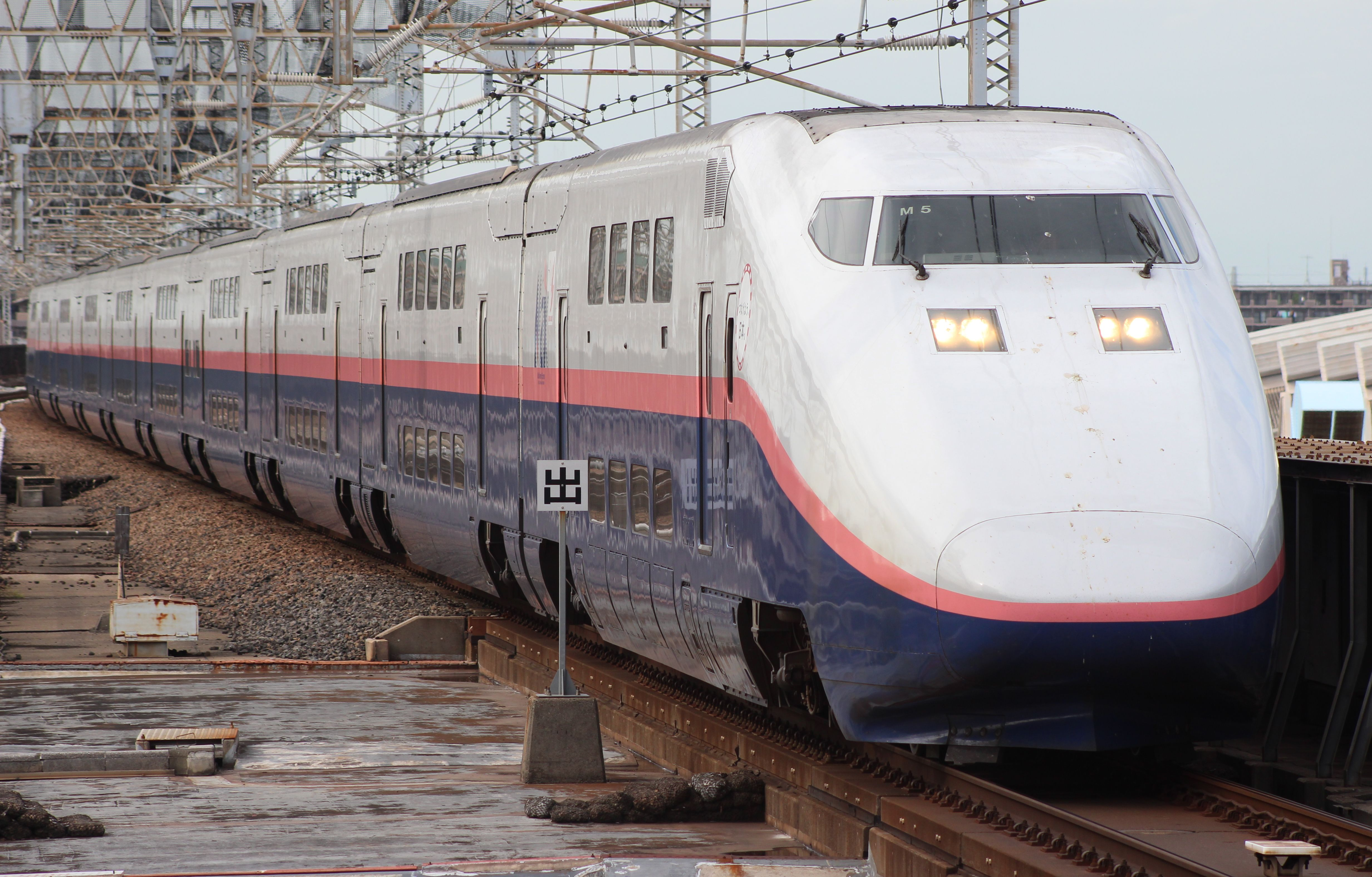
E1계 (MAX)
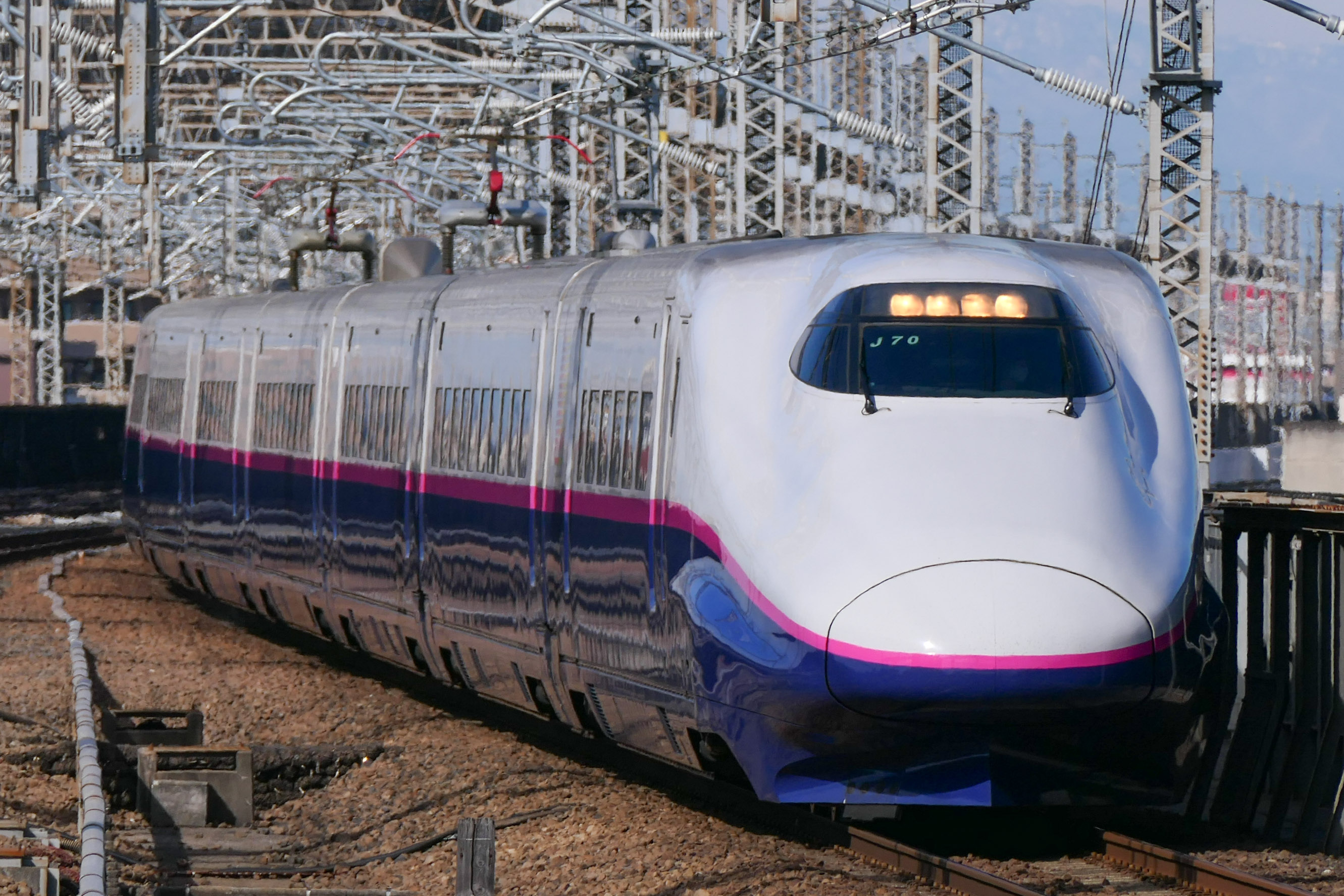
E2계
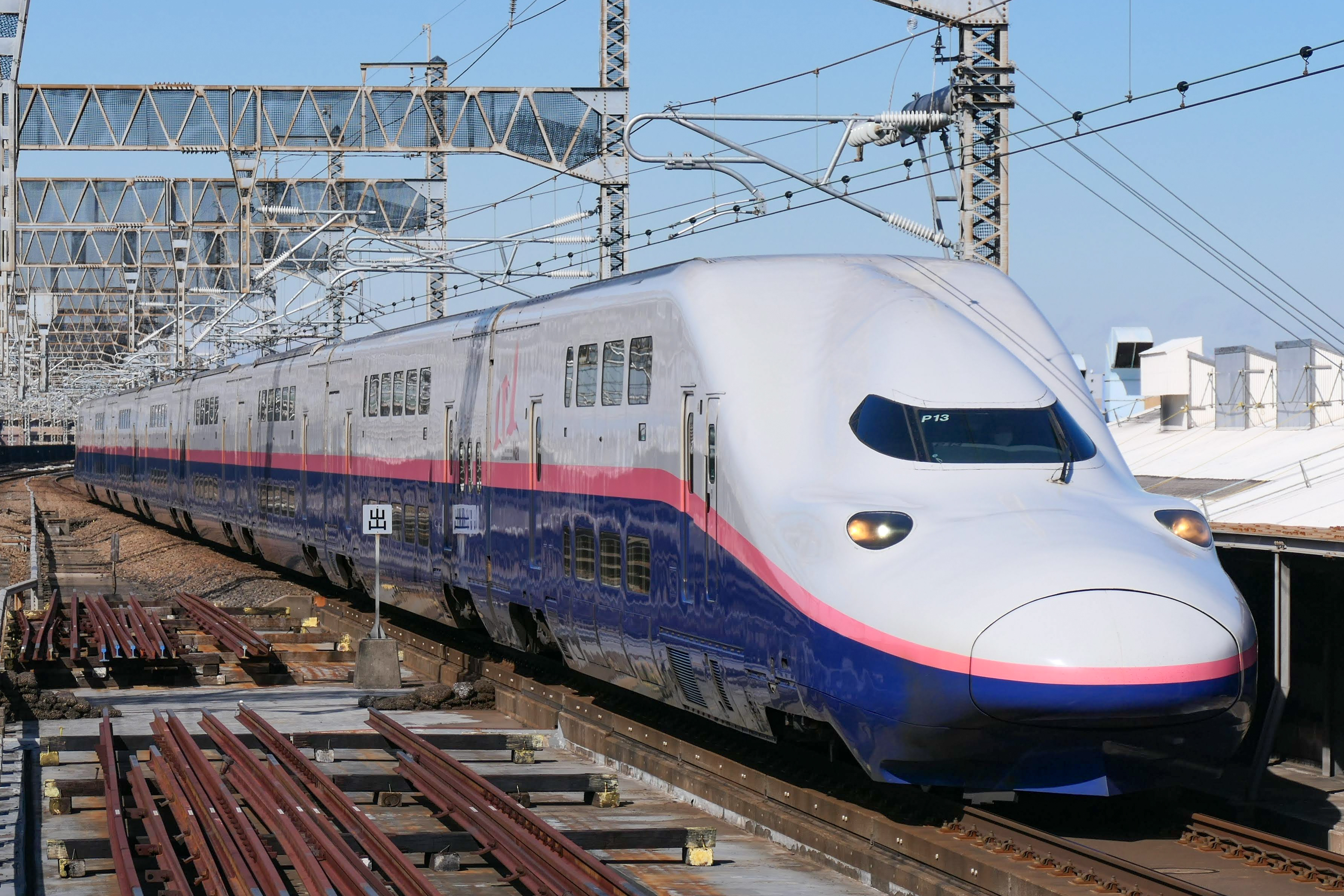
E4계 (MAX)
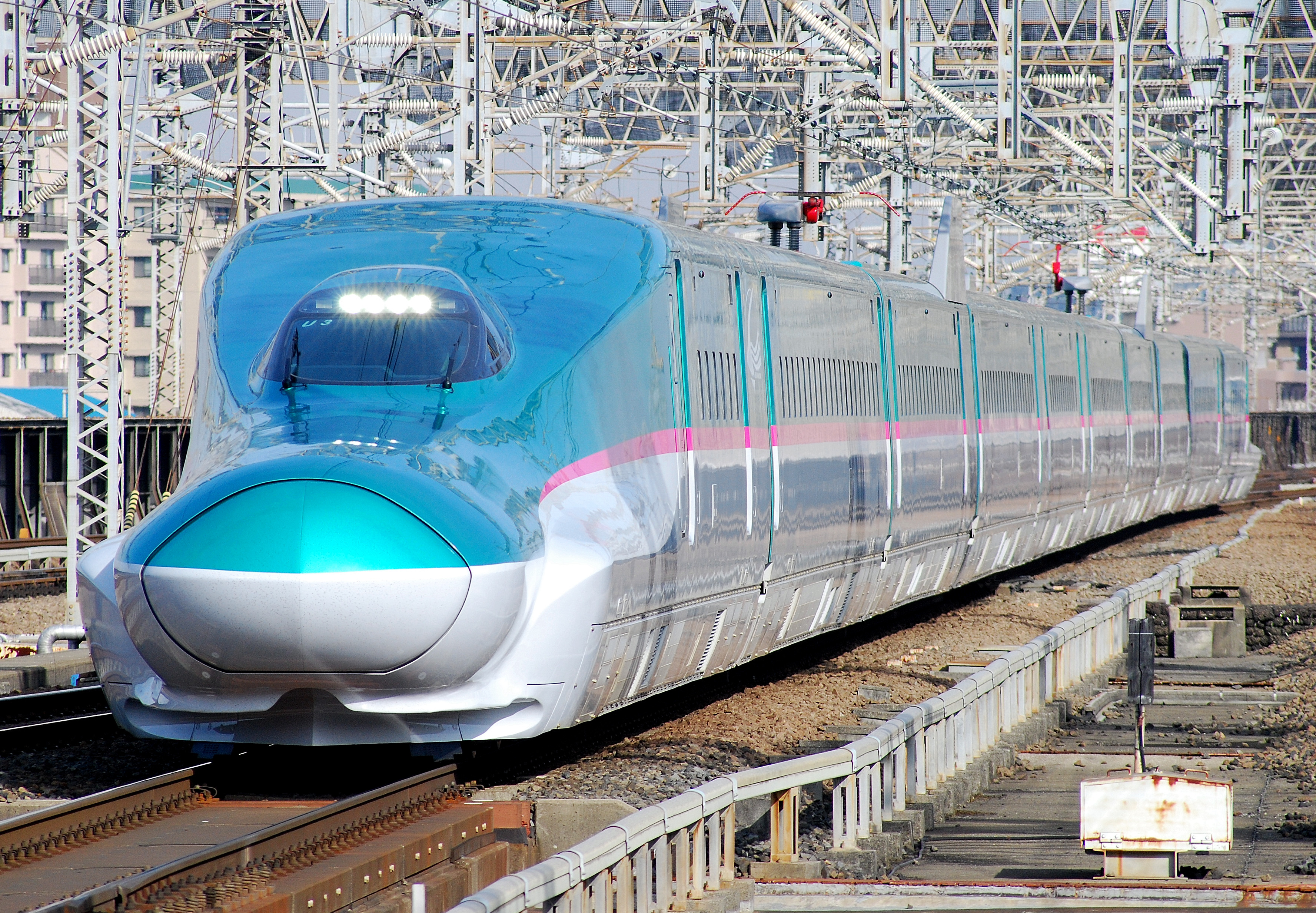
E5계
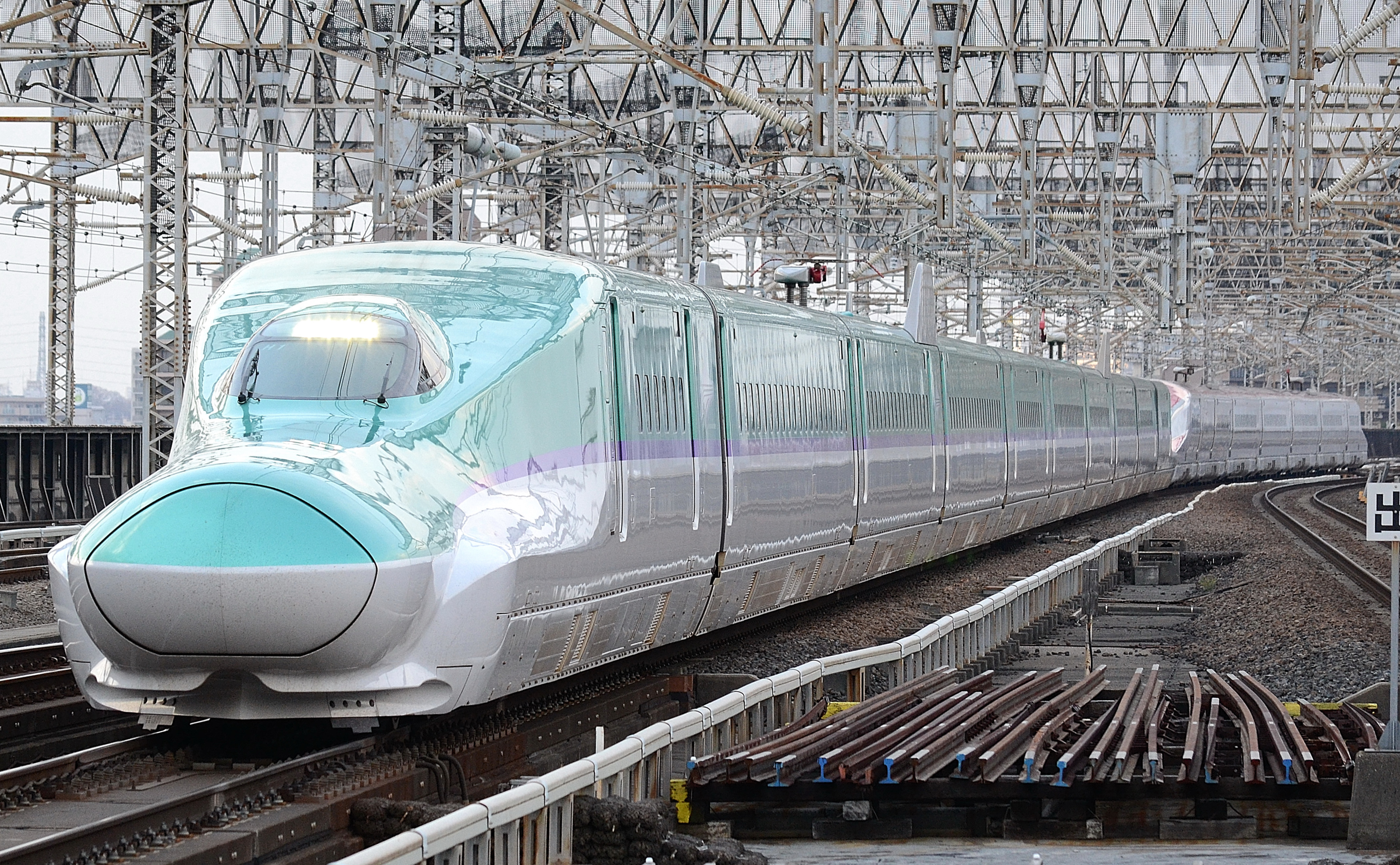
H5계
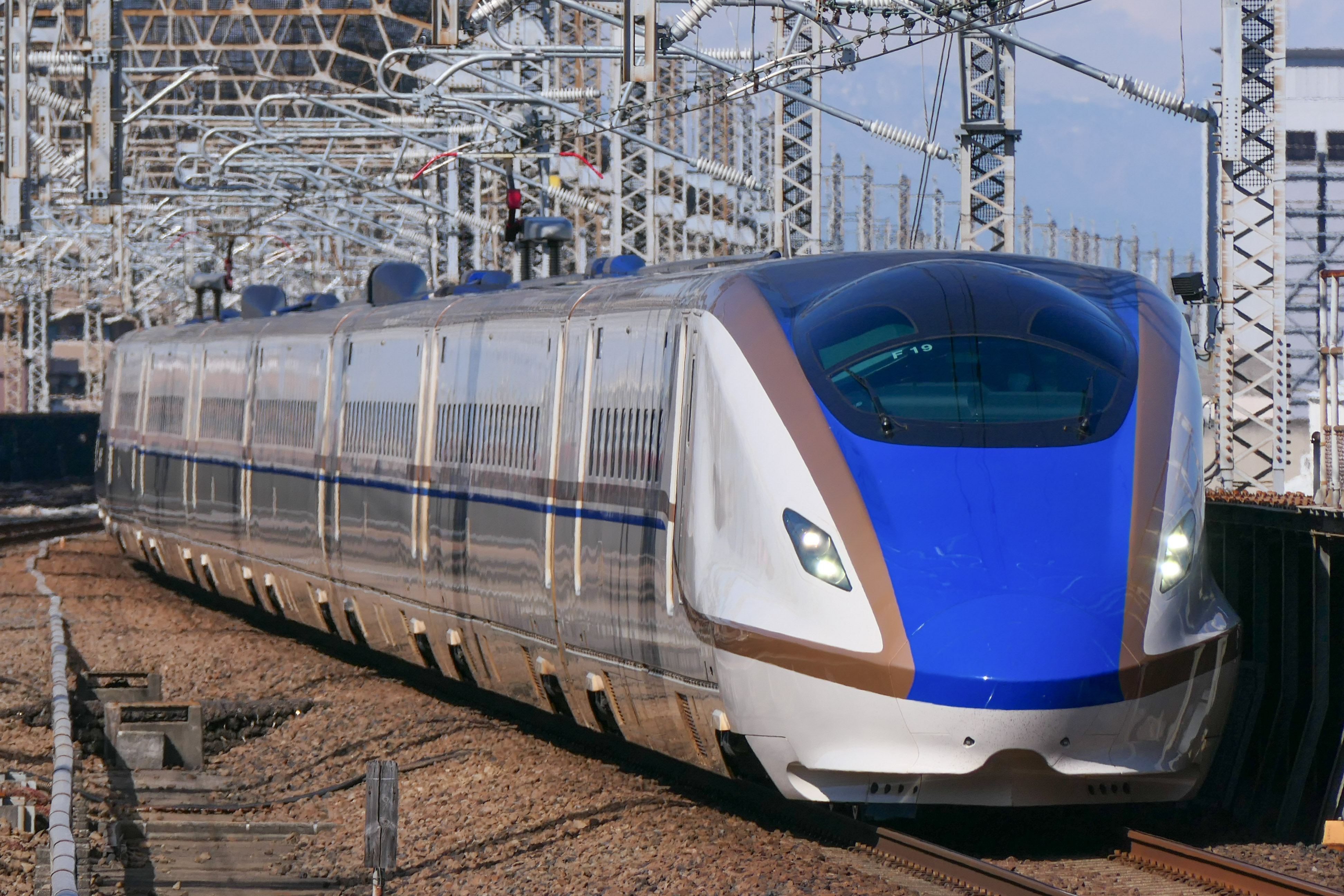
E7계
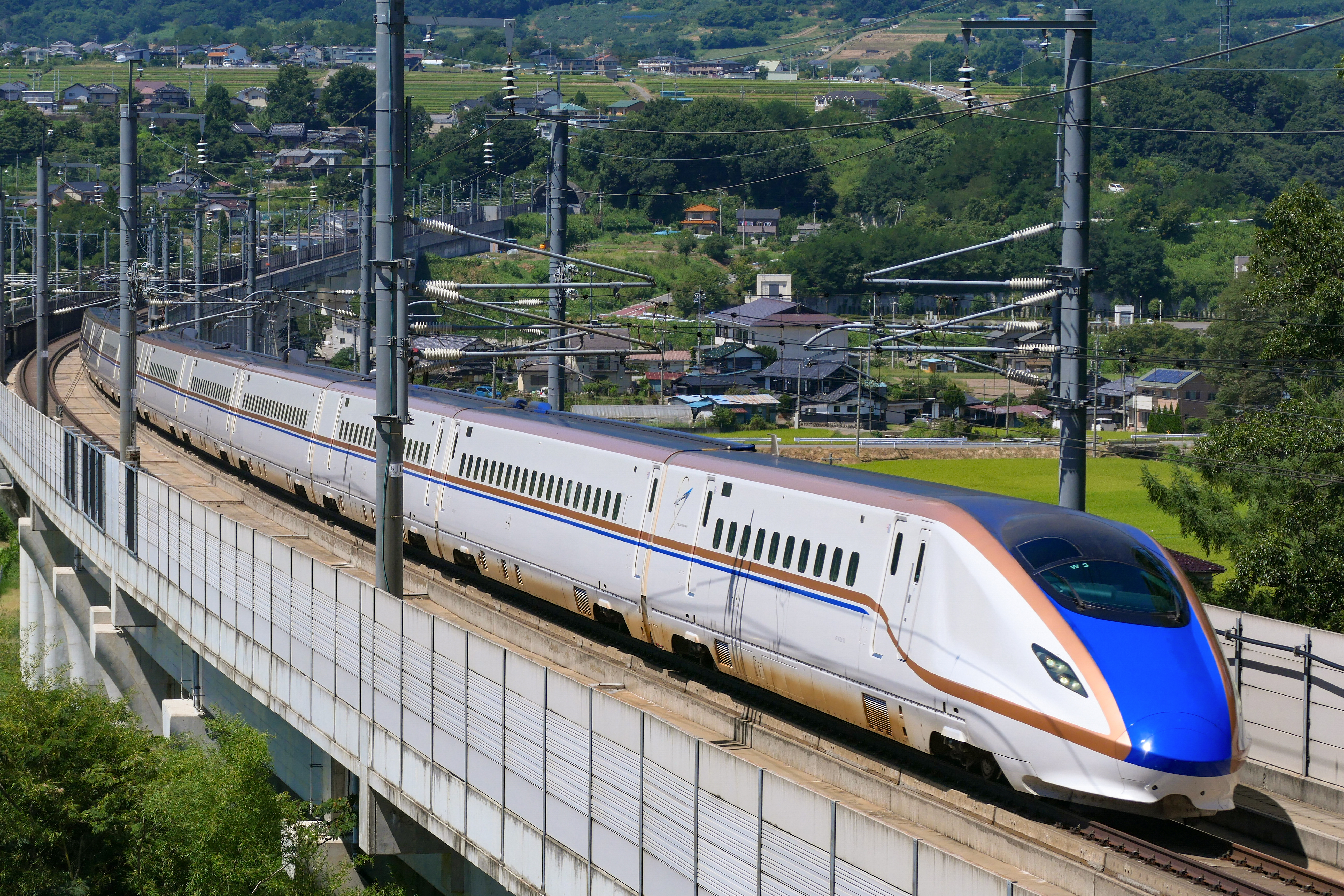
W7계

1. 야마가타 및 아키타 신칸센
  - 400계: 최초의 미니 신칸센 유형으로, 1992년 야마가타 신칸센 쓰바사 서비스에 최고 속도 240km/h로 도입되었다. 2010년 4월에 퇴역했다.
  - E3계: 1997년 아키타 신칸센 고마치 및 야마가타 신칸센 쓰바사 서비스에 최고 속도 275km/h로 도입되었으며, 나중에 야마가타 신칸센에서만 운행되었다.
  - E6계: 2013년 3월 아키타 신칸센 고마치 서비스에 도입되었으며, 최고 속도 300 킬로미터 매 시 (190 mph)였으나 2014년 3월에 320 킬로미터 매 시 (200 mph)로 상향 조정되었다.
  - E8계: 쓰바사 서비스를 위한 E3계의 대체 차량으로, 2024년부터 도입되었다.

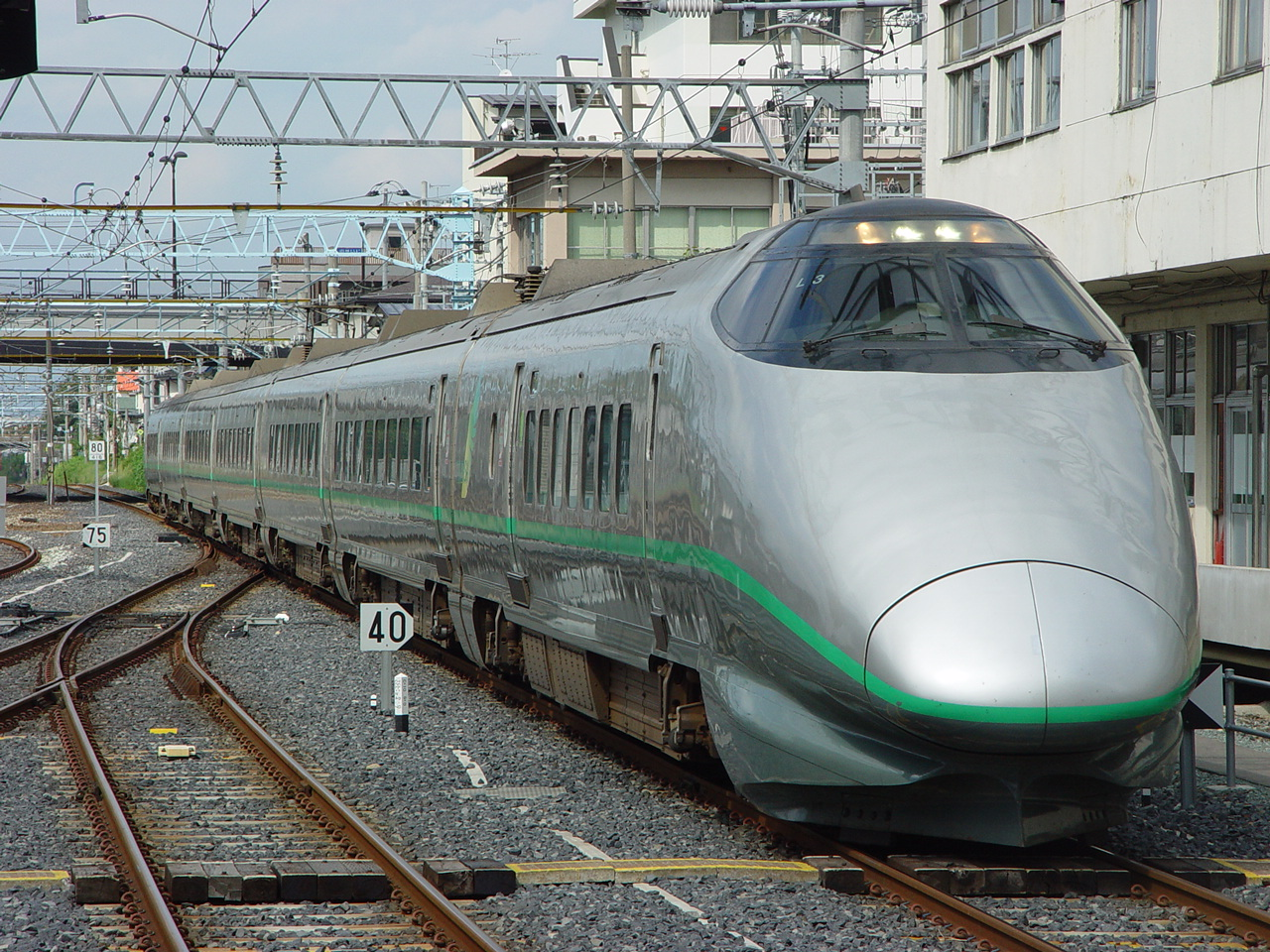
400계
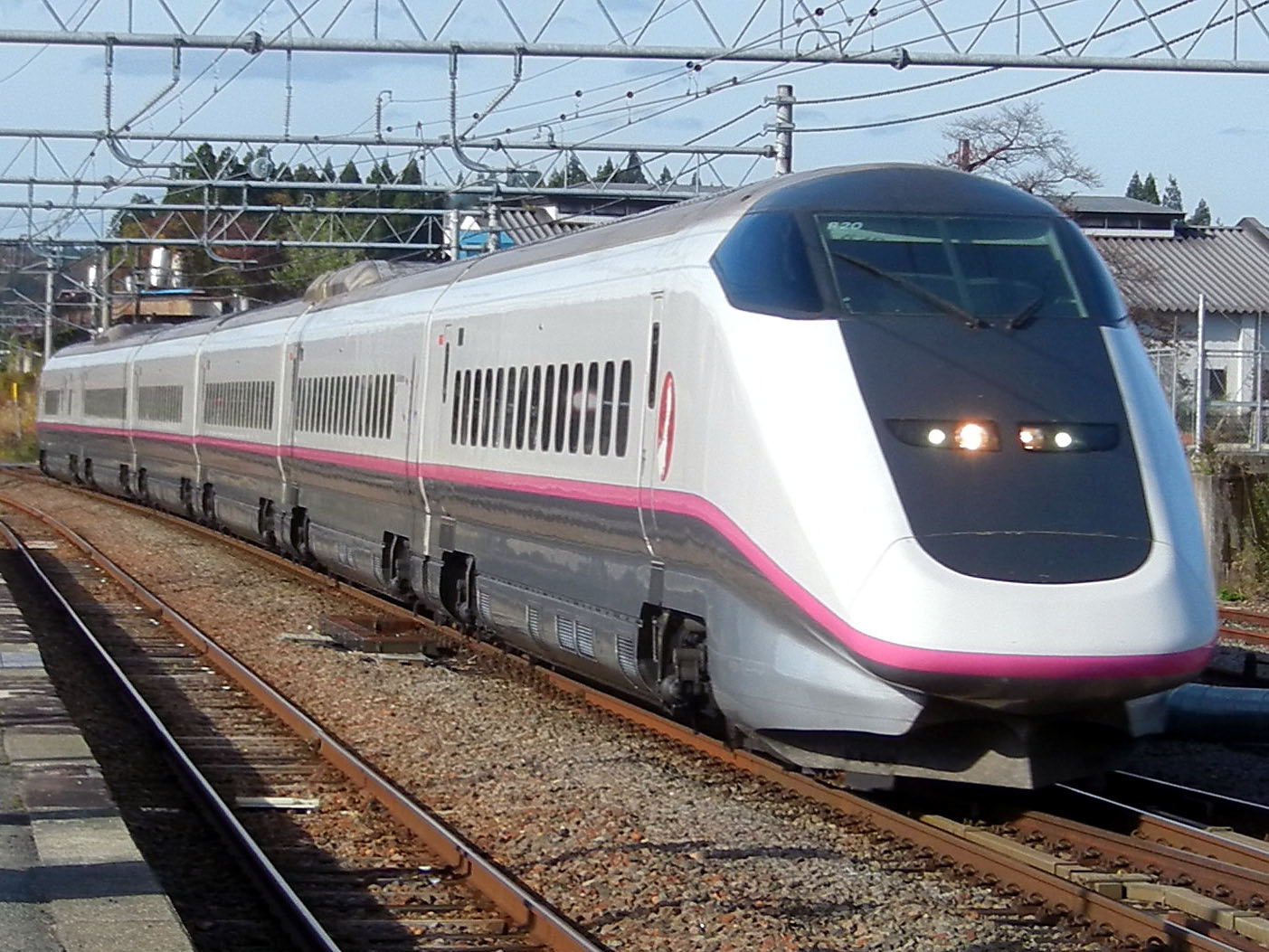
E3계 (고마치)
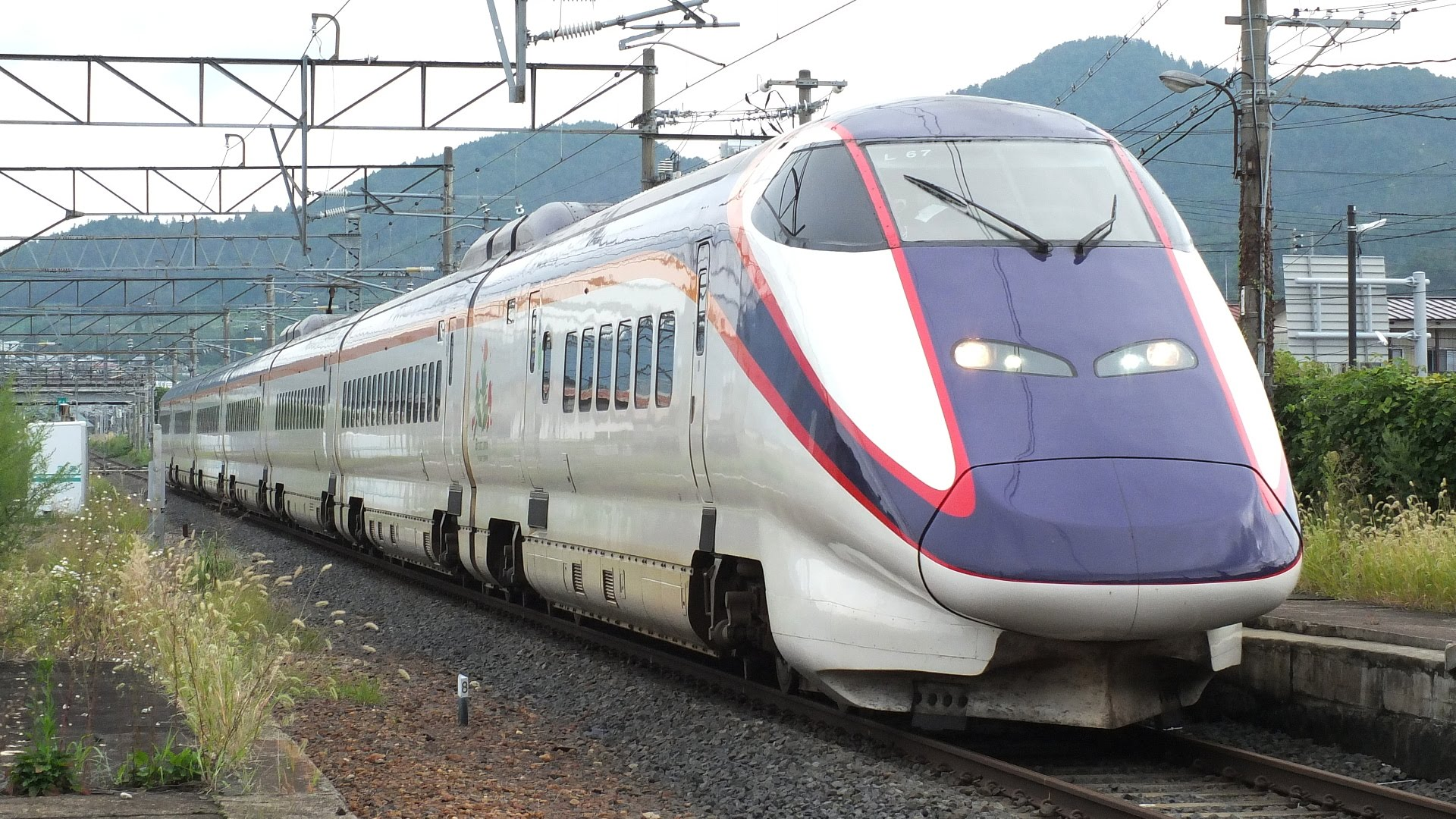
E3계 (쓰바사)
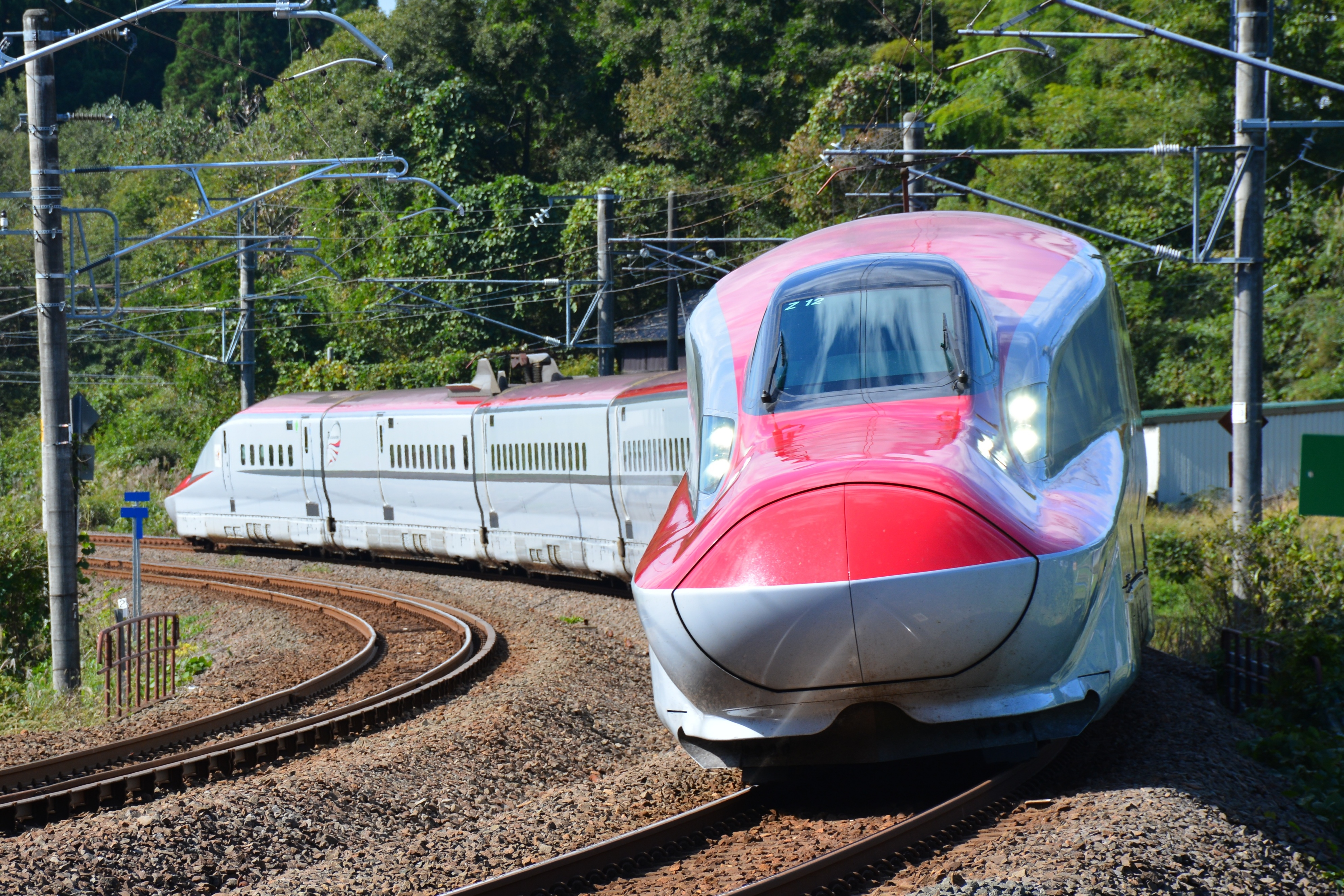
E6계
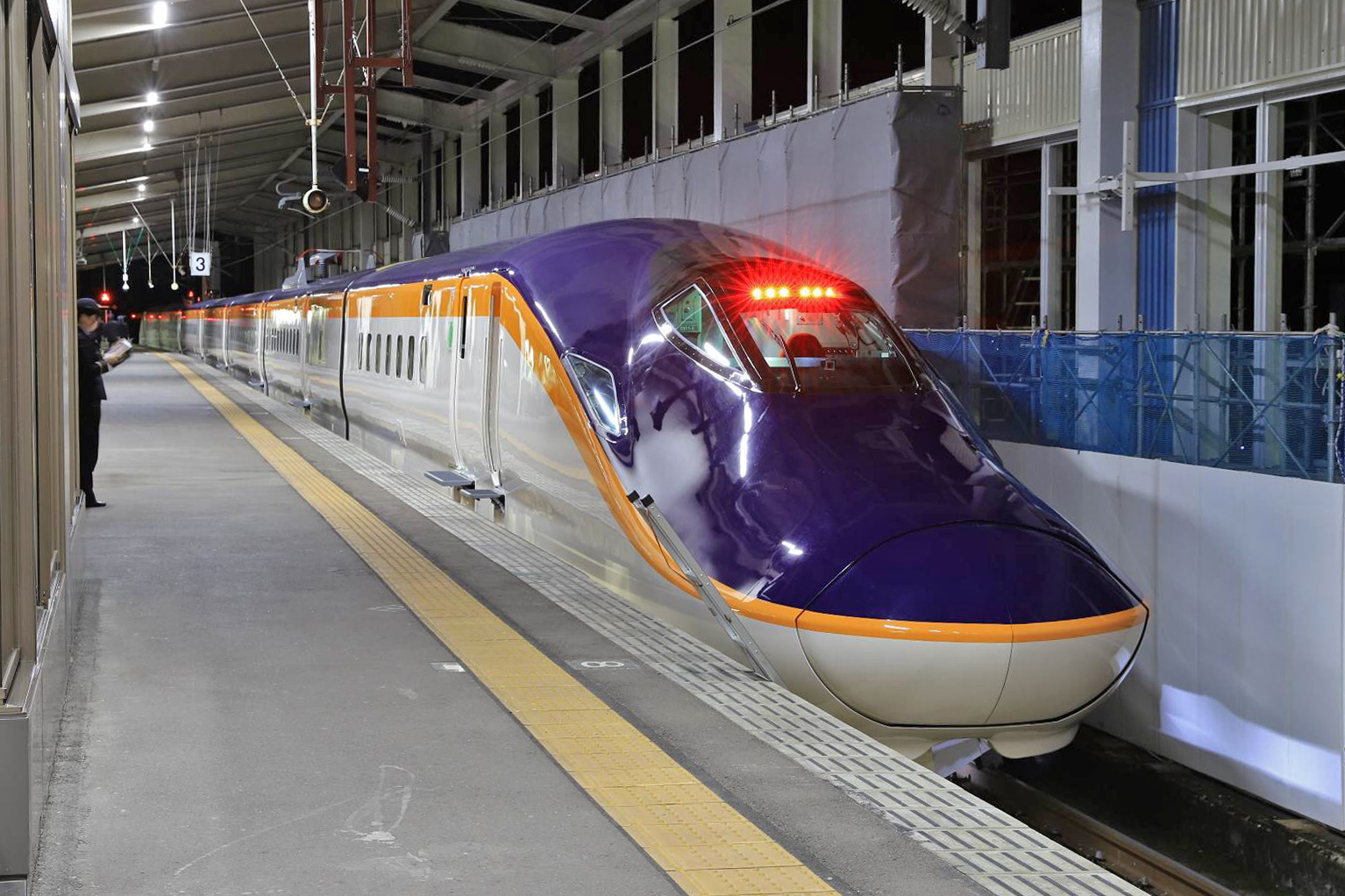
E8계

### 퇴역 차량
- 0계 : 도카이도 신칸센 개통 당시, 초창기에 투입된 최초의 신칸센 차량으로, 히카리나 고다마에 사용되었다. 1999년 9월 18일에 도카이도 신칸센, 2008년 12월 14일에 산요 신칸센 등 모든 운행에서 완전히 운용을 종료했다.
- 100계 : 2003년 9월 16일에 도카이도 신칸센, 2012년 3월 16일에 산요 신칸센등 모든 운행에서 완전히 운용을 종료했다.
- 300계 : 1992년에 투입된 도카이도•산요신칸센의 첫 노조미 차량으로, 2012년 3월 16일 이후 완전히 운용을 완전히 종료했다.
- 400계 : 쓰바사 투입용으로 제작된 차량이며, 2010년 4월 19일 이후로 완전히 운용을 종료했다.
- 700계: 1999년에 도입되었으며, 최고 속도 285 킬로미터 매 시 (177 mph)였다. JR 도카이 소유 유닛은 2020년 3월에 퇴역했으며, JR 서일본 소유 유닛은 신오사카와 하카타 간 산요 신칸센 노선에서 계속 운행된다.
- E1계 : 조에쓰 신칸센과 도호쿠 신칸센에서 활약하다가, 2012년 10월 이후 완전히 운용을 완전히 종료했다.
- E2계 : 조에쓰 신칸센과 도호쿠 신칸센에서 활약하다가, 2024년 3월 이후 완전히 운용을 완전히 종료했다. 중국의 고속철도인 CRH2는 이 모델을 기반으로 만들어졌다.
- E4계 : E1계와 마찬가지로, 조에쓰 신칸센과 도호쿠 신칸센에서 활약하다가, 2021년 10월 이후 완전히 운용을 완전히 종료했다.

### 도입 예정 차량
- L0계 : 도카이여객철도가 개발한 자기부상열차 차량으로 주오 신칸센 개통에 맞춰 투입될 예정이다.

- 10계: 도호쿠 신칸센 홋카이도 신칸센  2027년부터 순차적으로 도입예정이다.

### 실험용 열차
- 1000형 – 1961
- 951형 – 1969
- 961형 – 1973
- 962형 – 1979
- 500-900형 "WIN350" – 1992
- 952/953형 "STAR21" – 1992
- 955형 "300X" – 1994
- 궤간가변열차 – 1998년부터 현재까지
- E954형 "파스텍 360S" – 2004
- E955형 "파스텍 360Z" – 2005
- E956형 "ALFA-X" – 2019

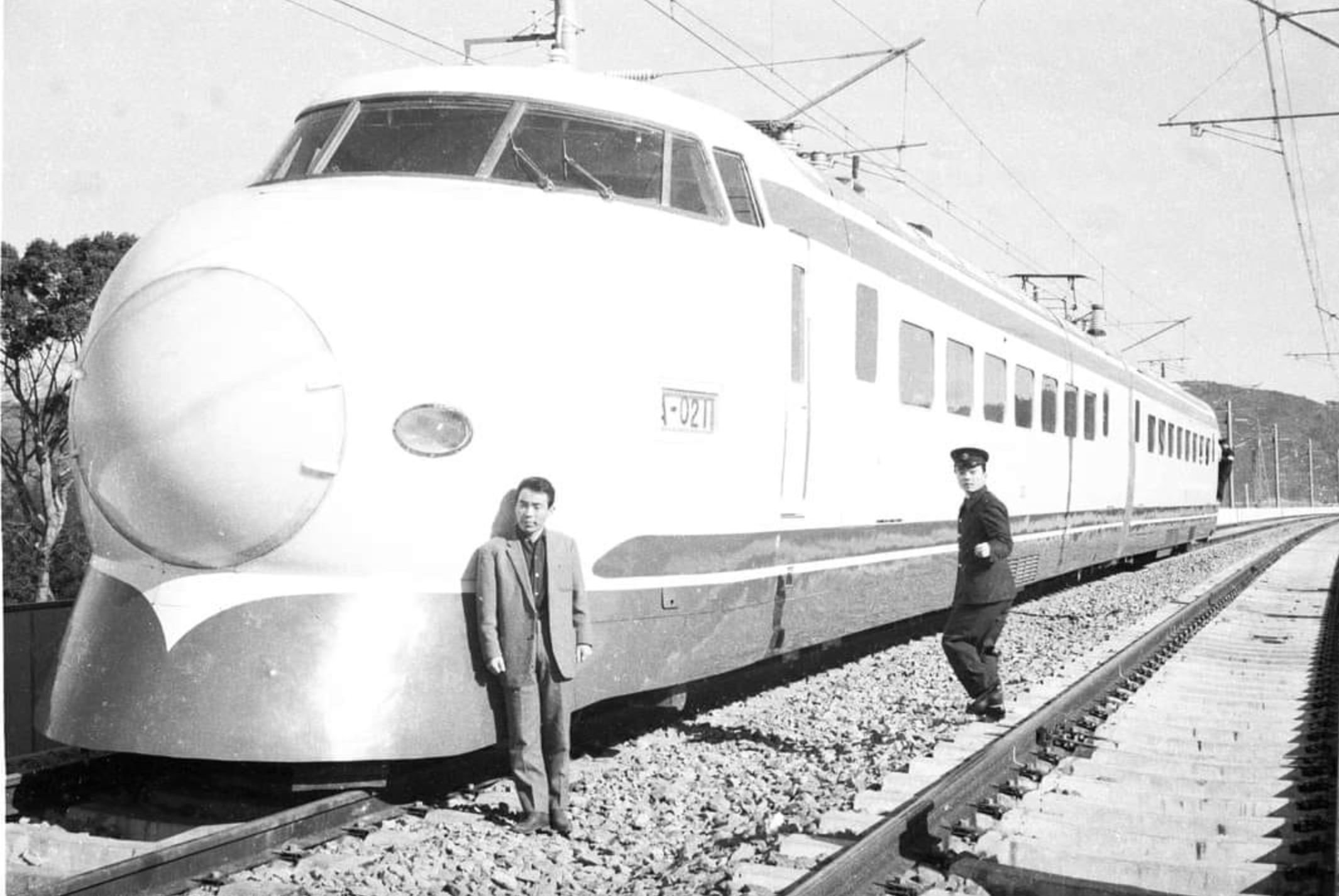
1000형
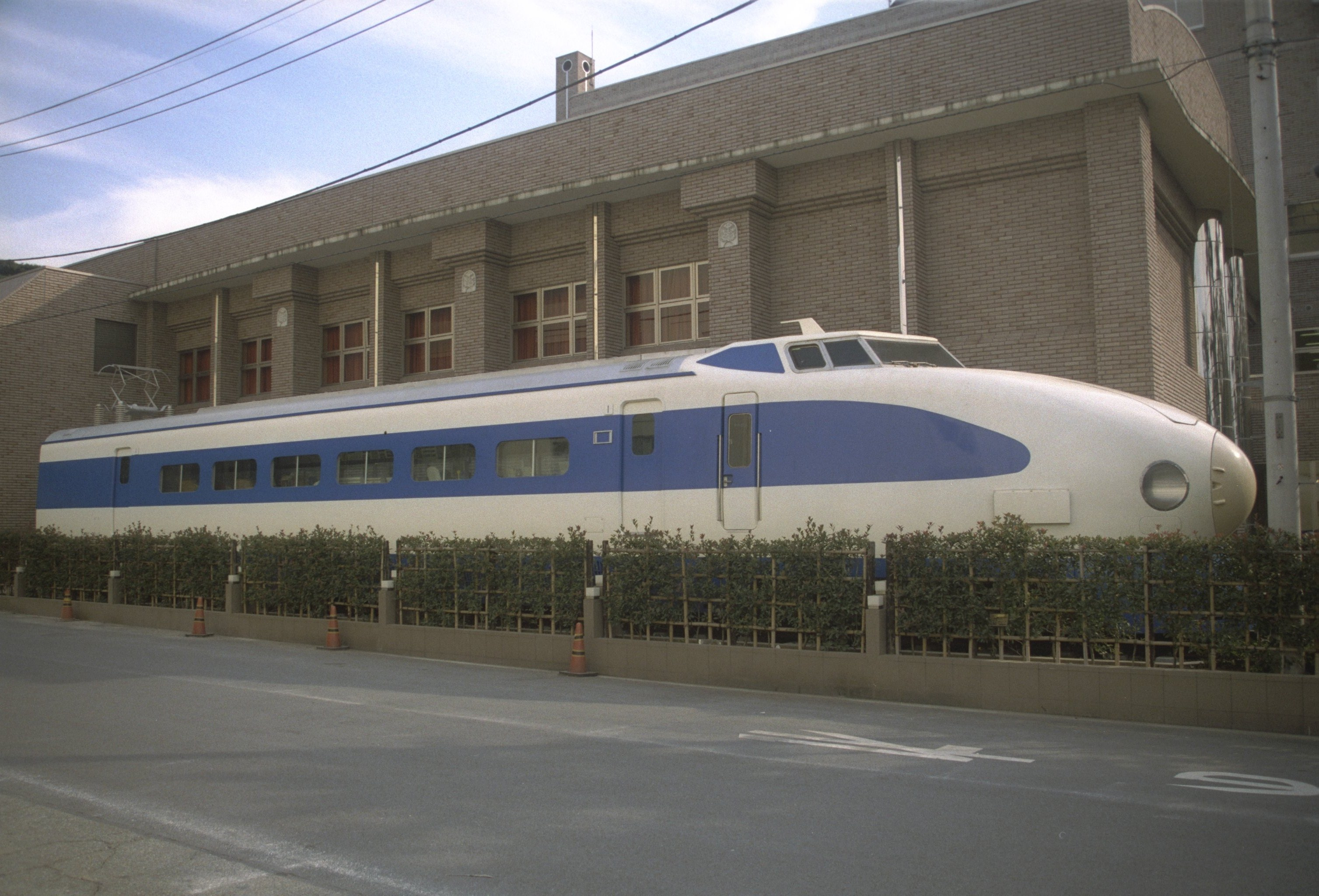
951형
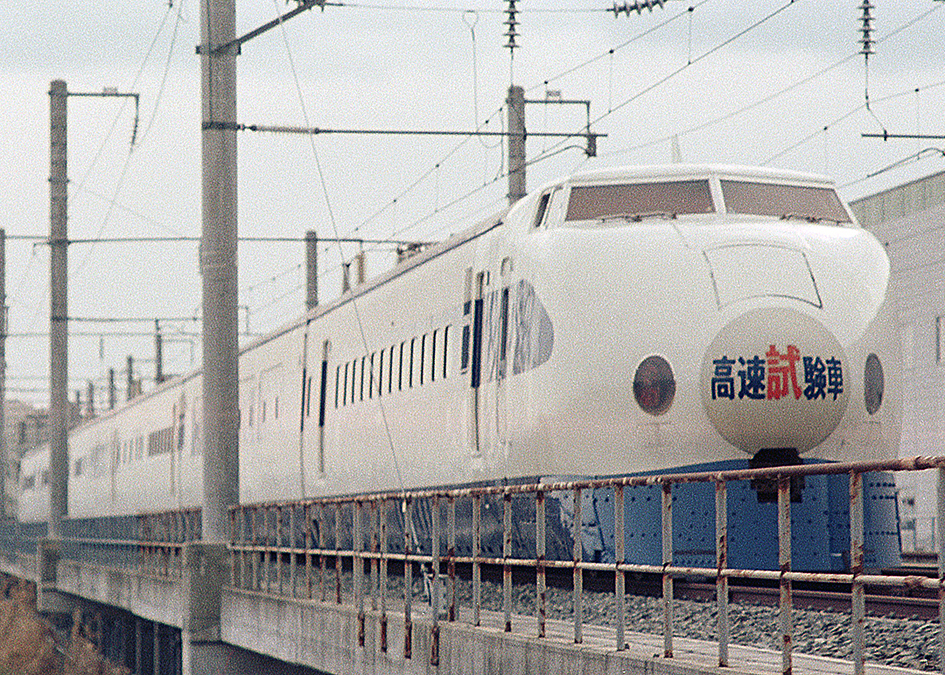
961형
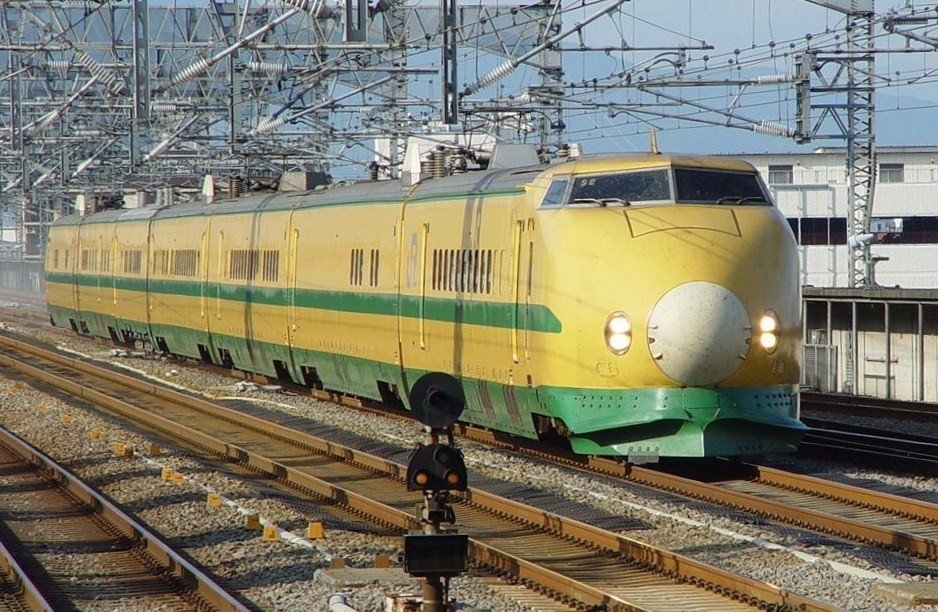
962형
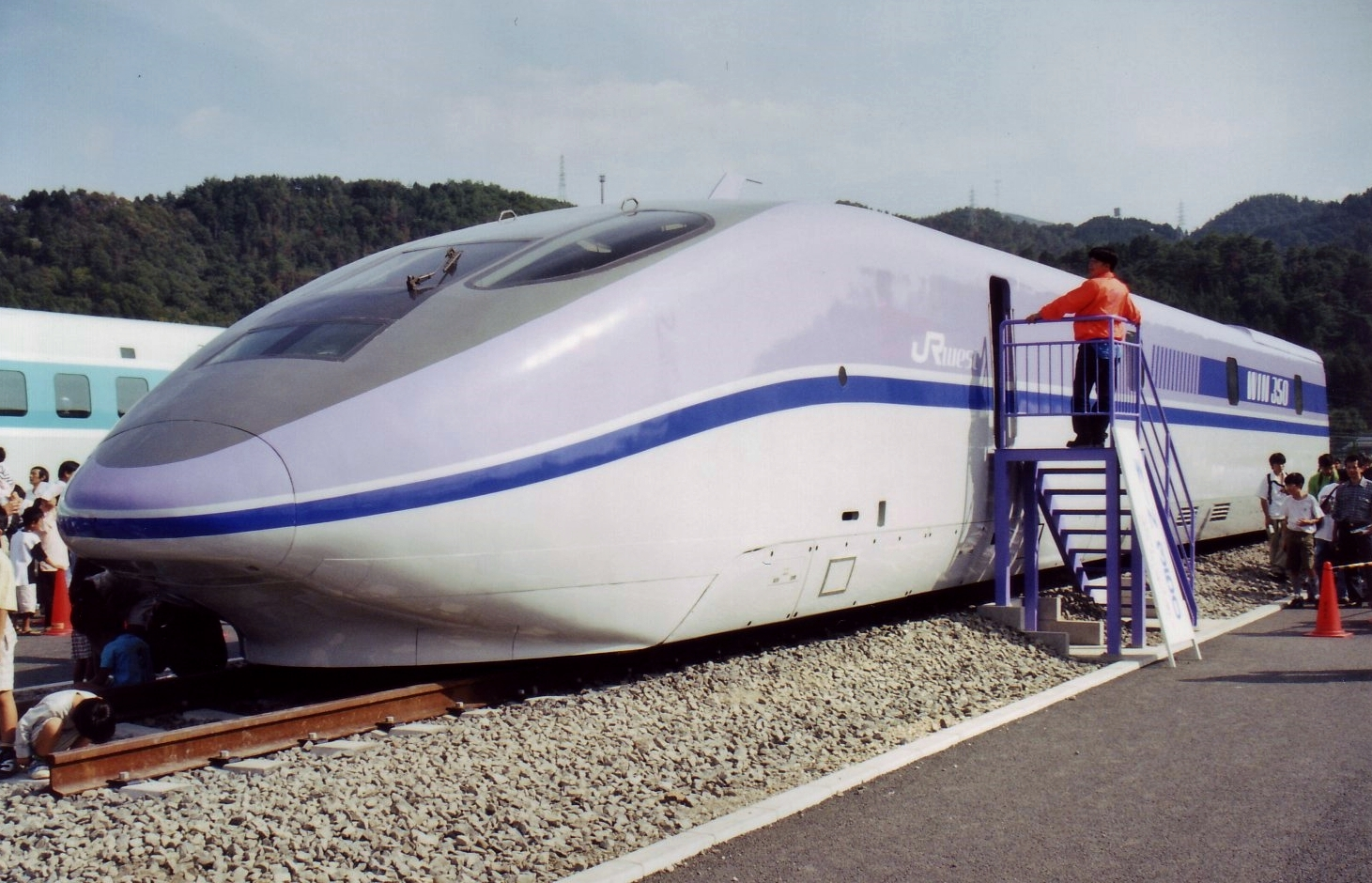
WIN350
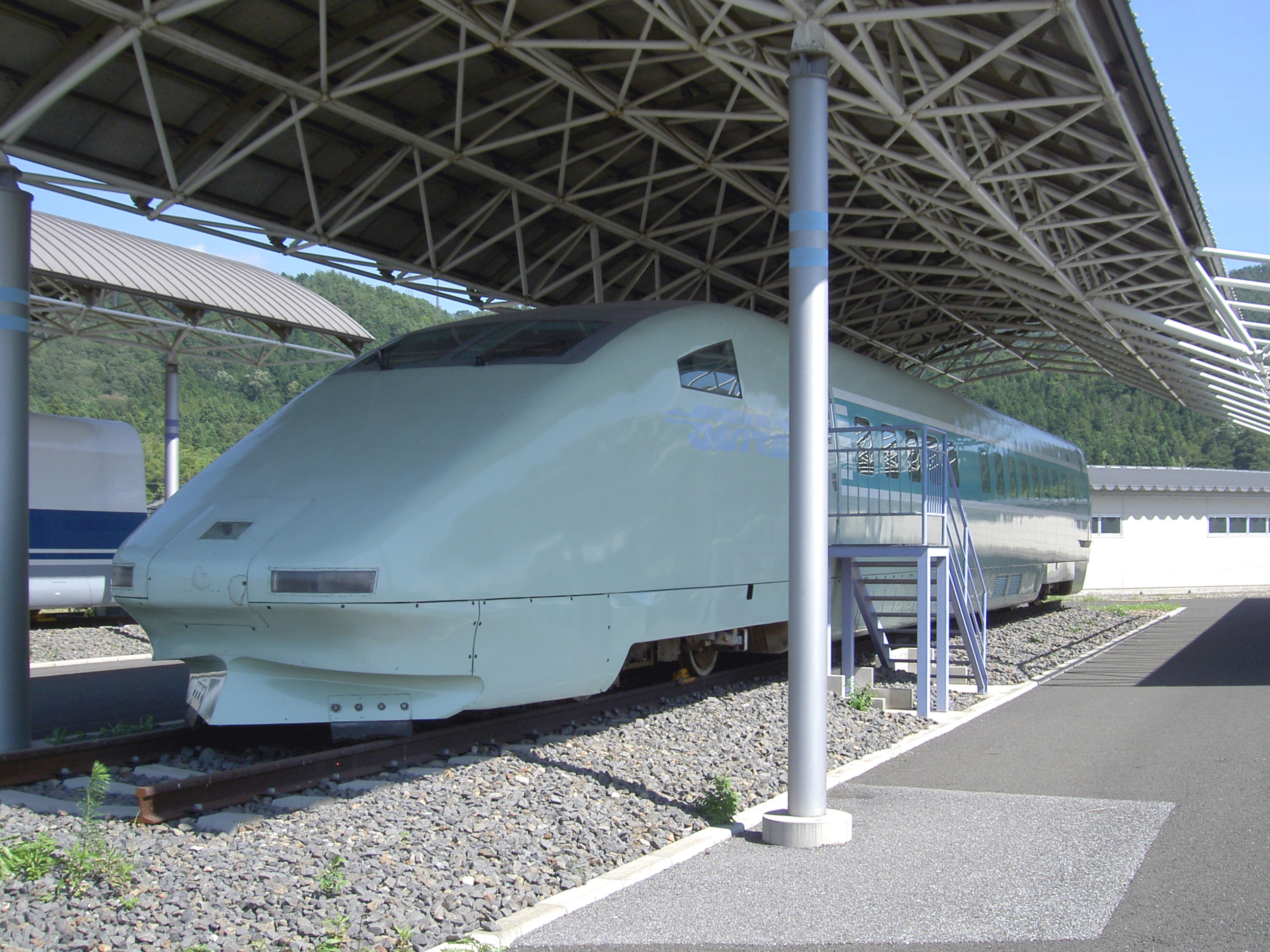
STAR21
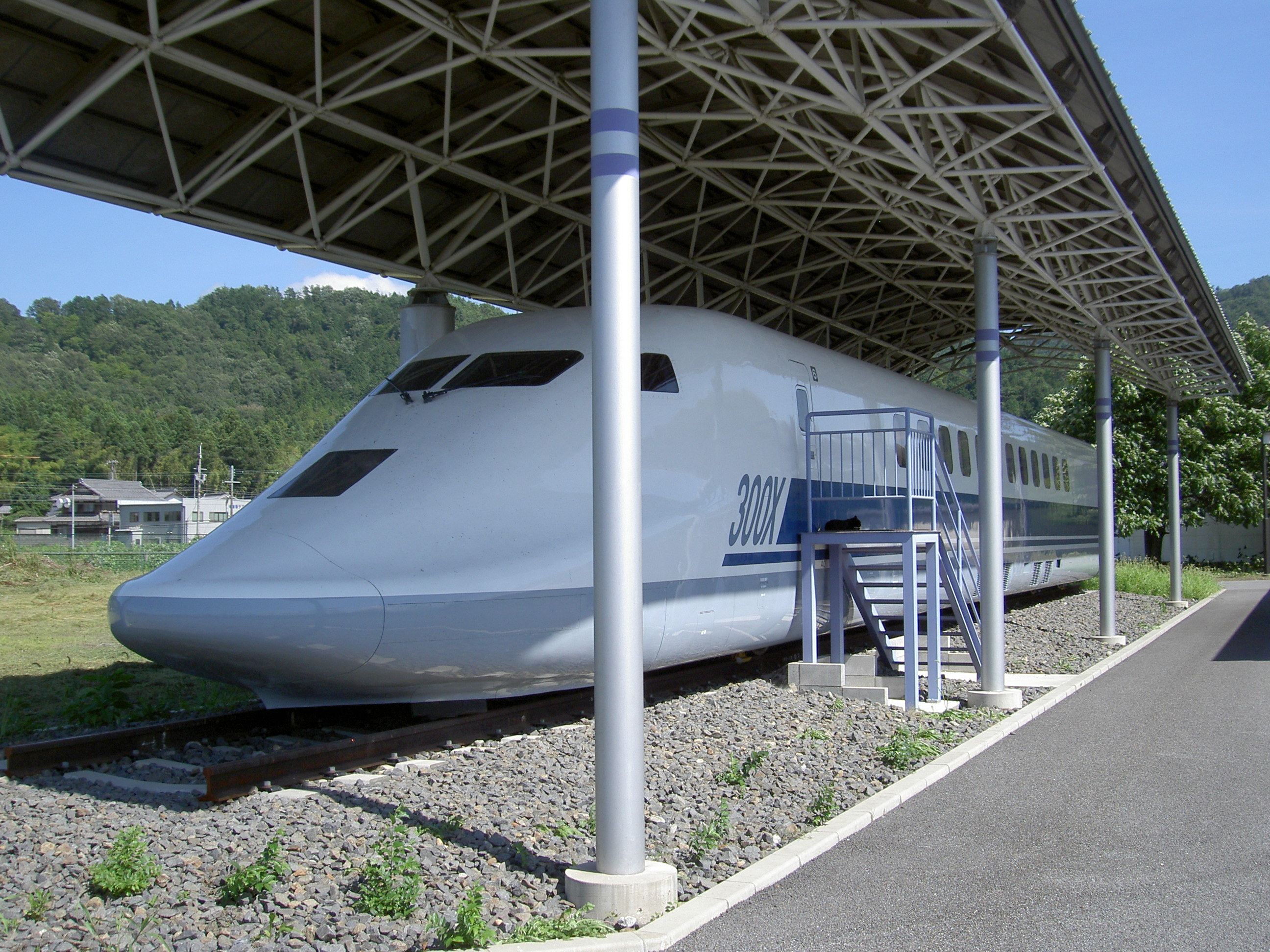
300X
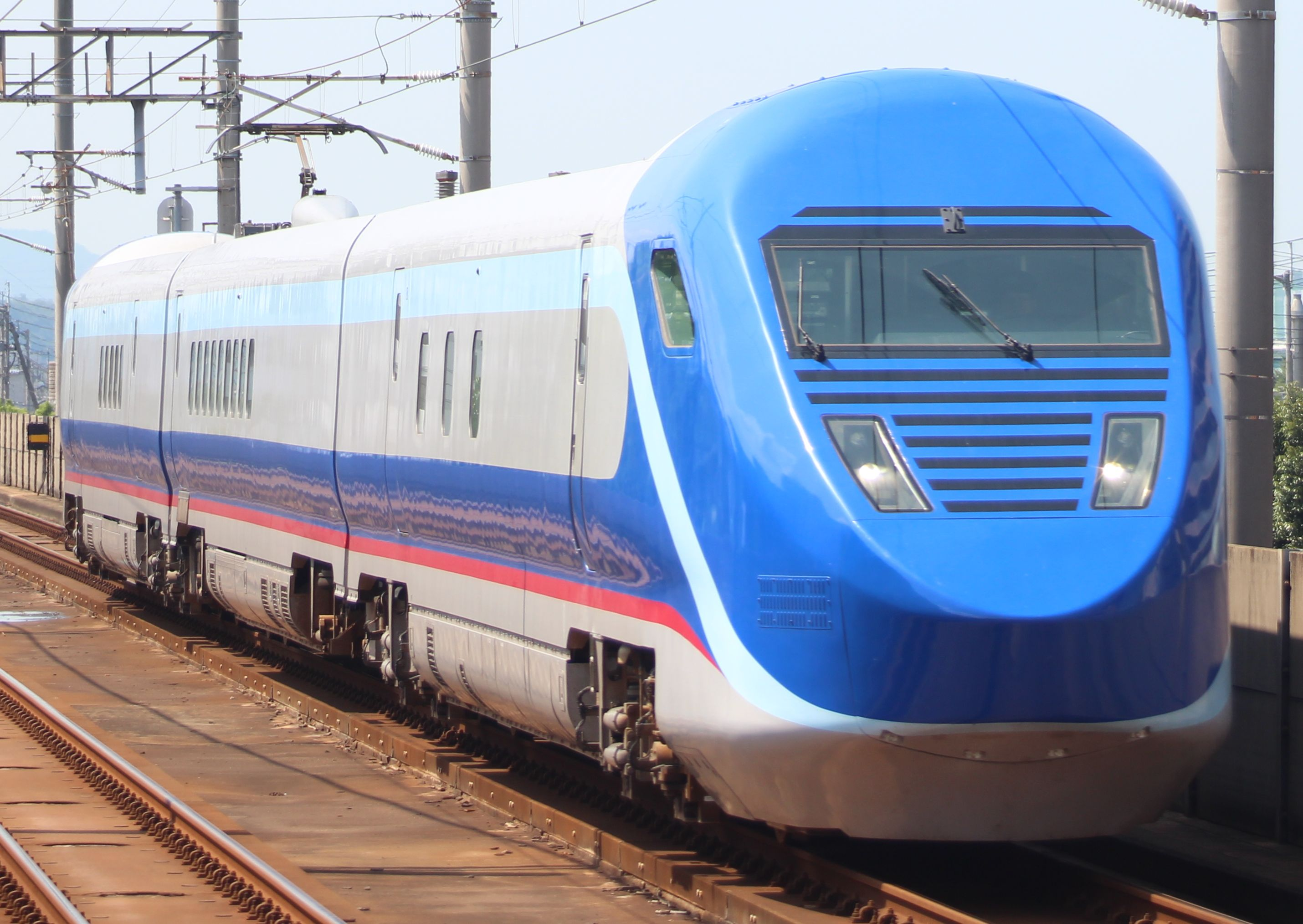
궤간가변열차 (2세대)
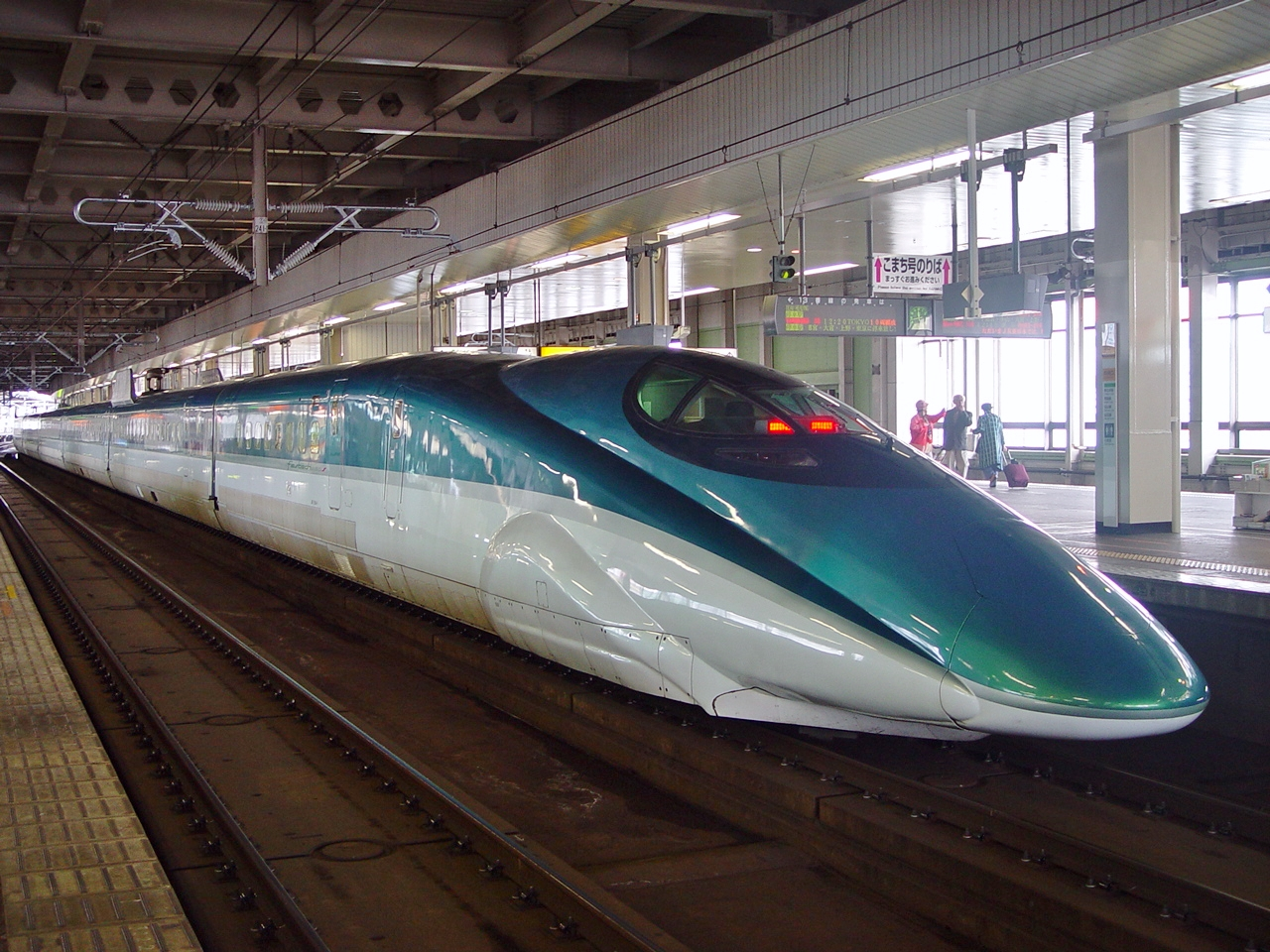
파스텍 360S
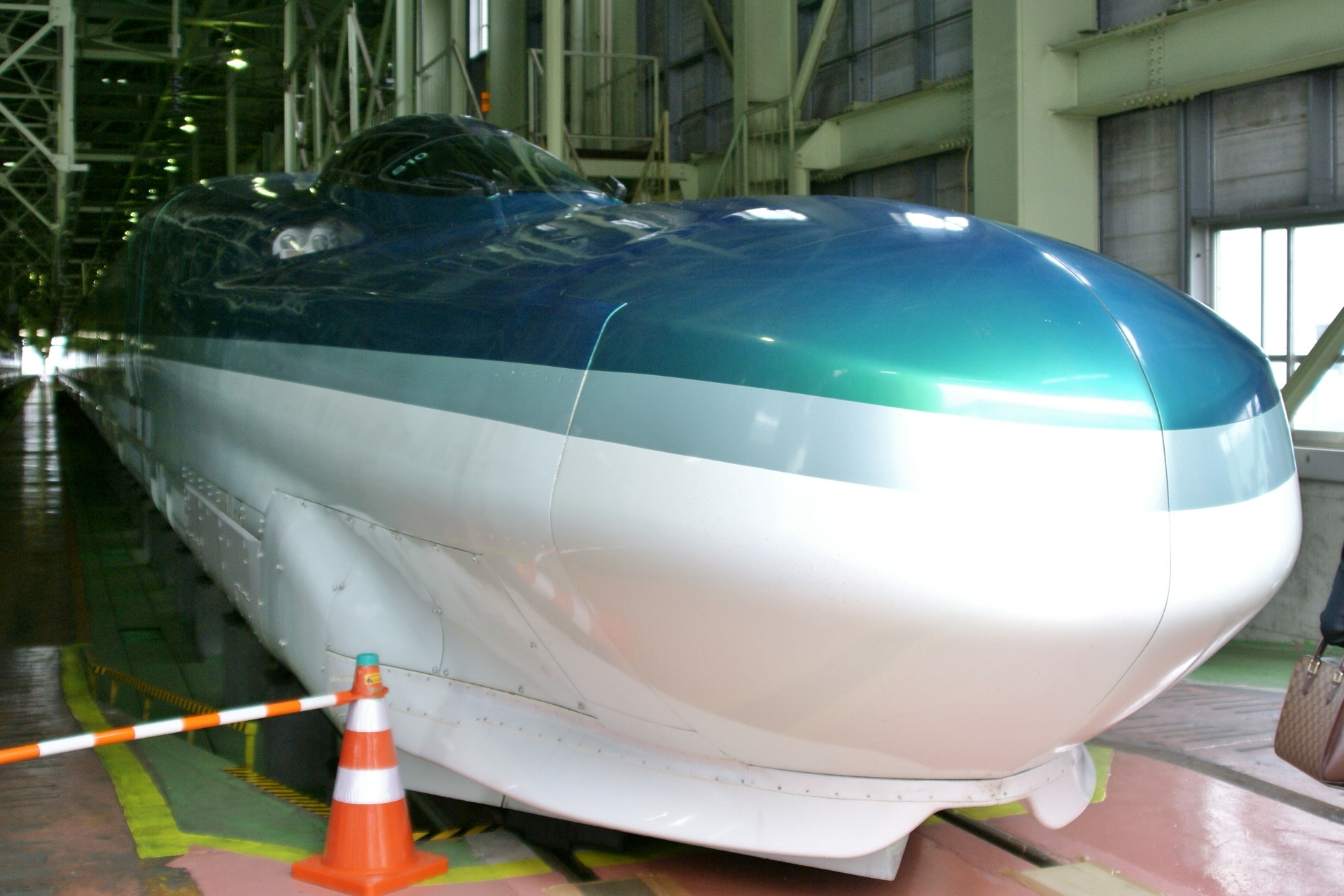
파스텍 360Z
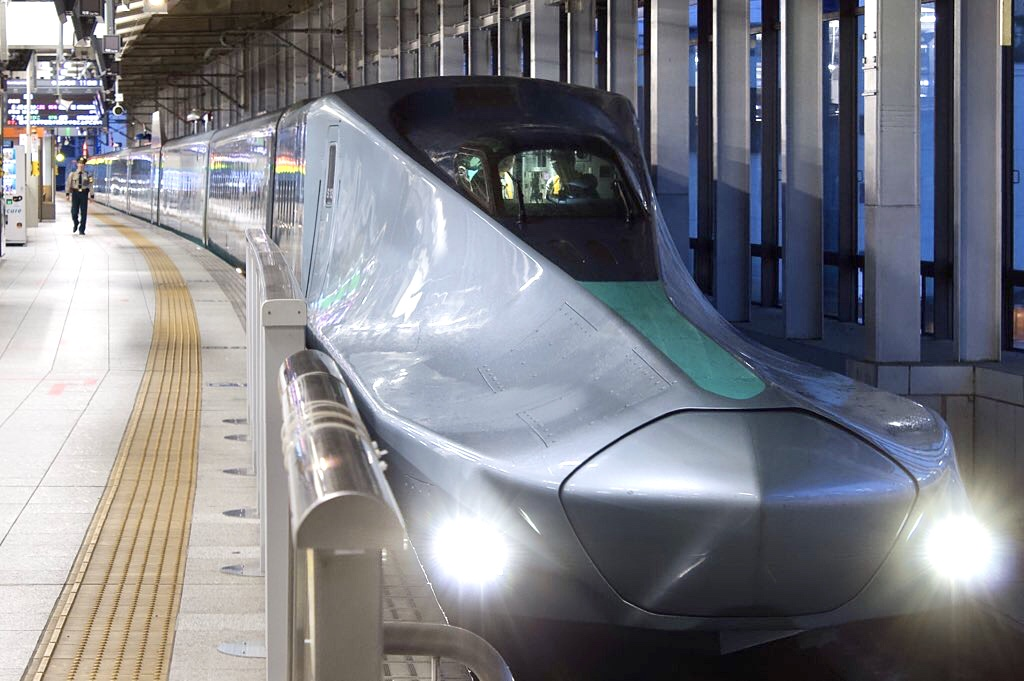
ALFA-X

### 자기부상열차

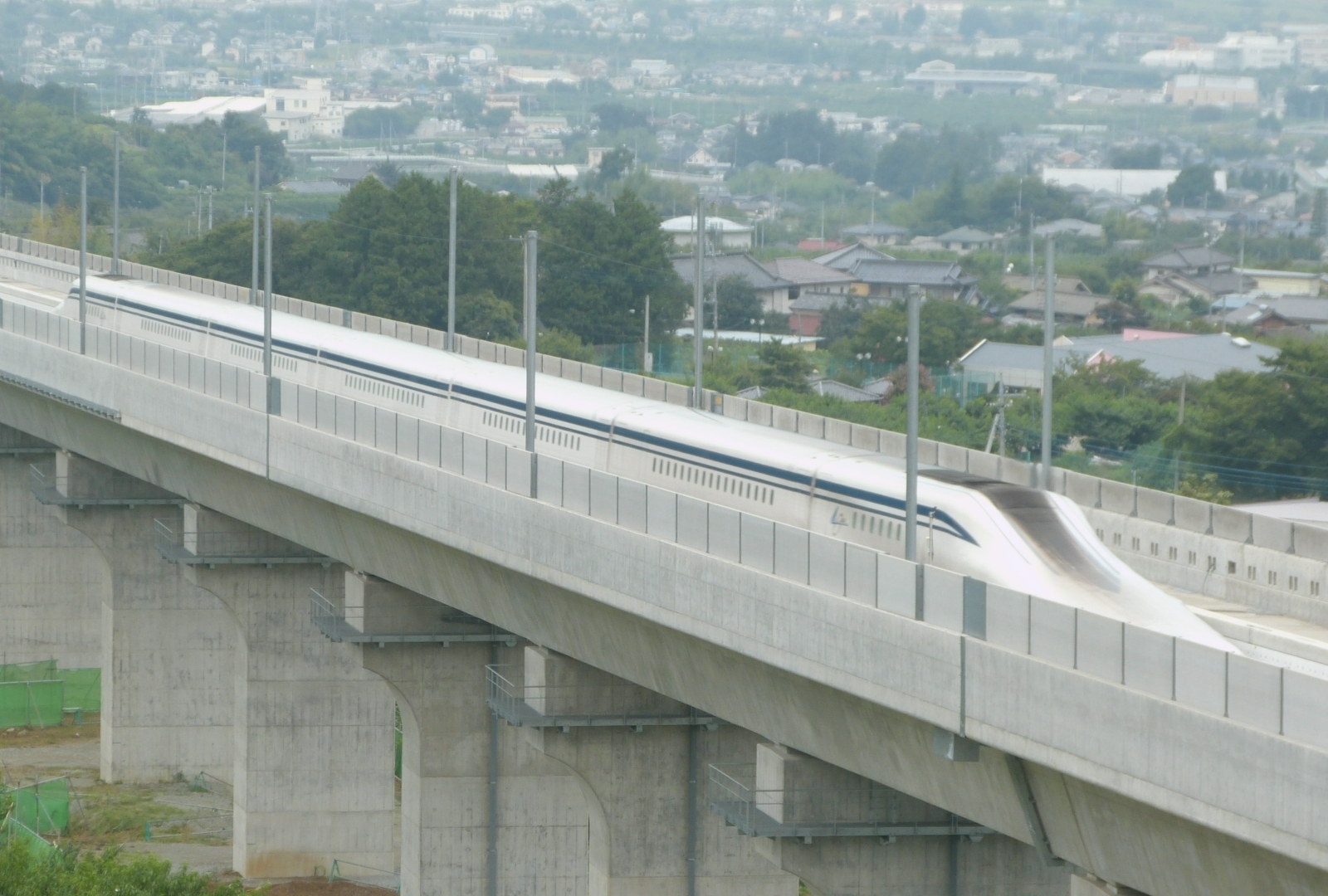
L0계 초전도 리니어, 비전통적인 세계 속도 기록 보유자

이 열차들은 실험 운행에만 사용되었으며, L0계는 여객 열차가 될 수 있다.

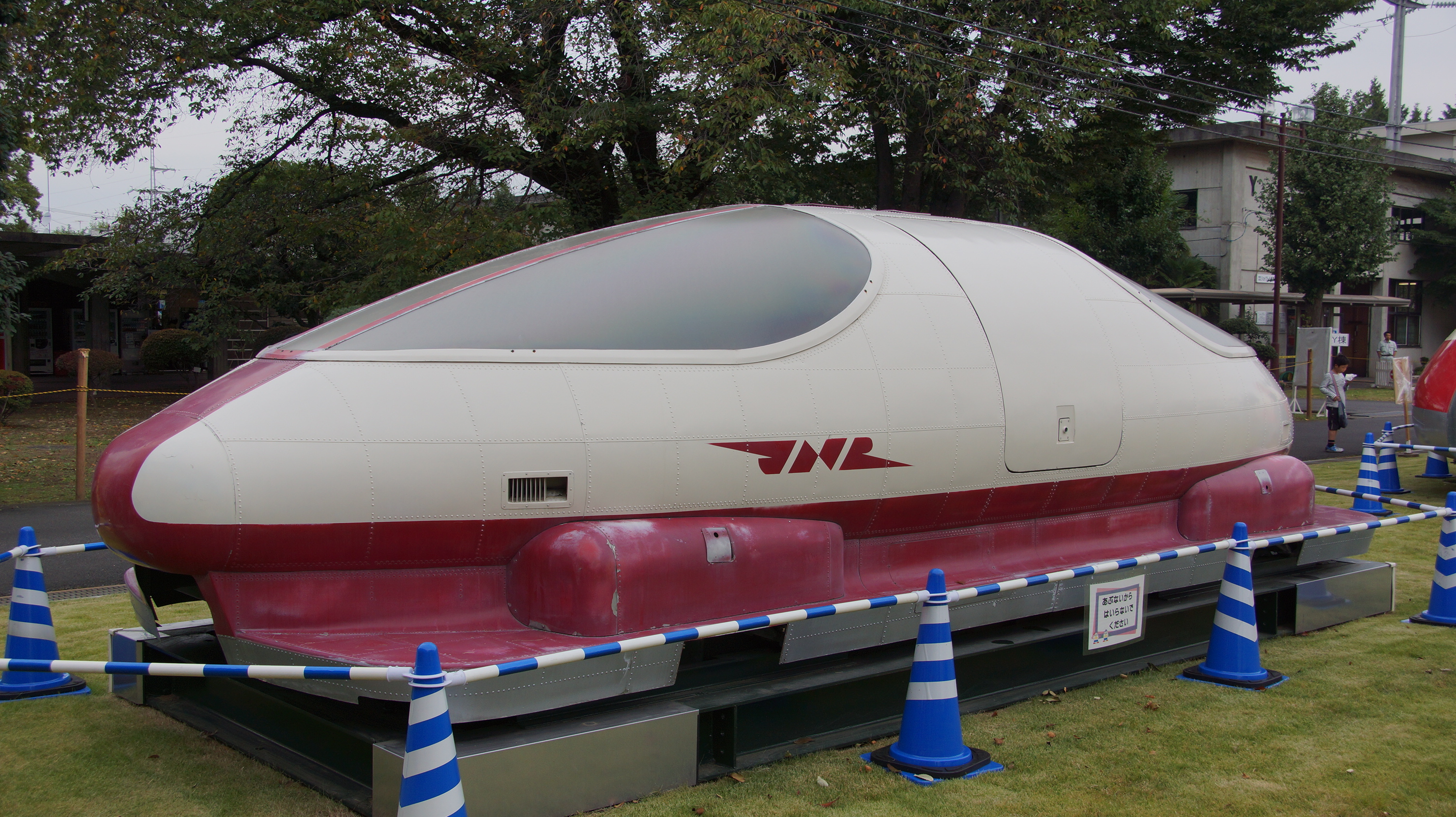
LSM200 – 1972
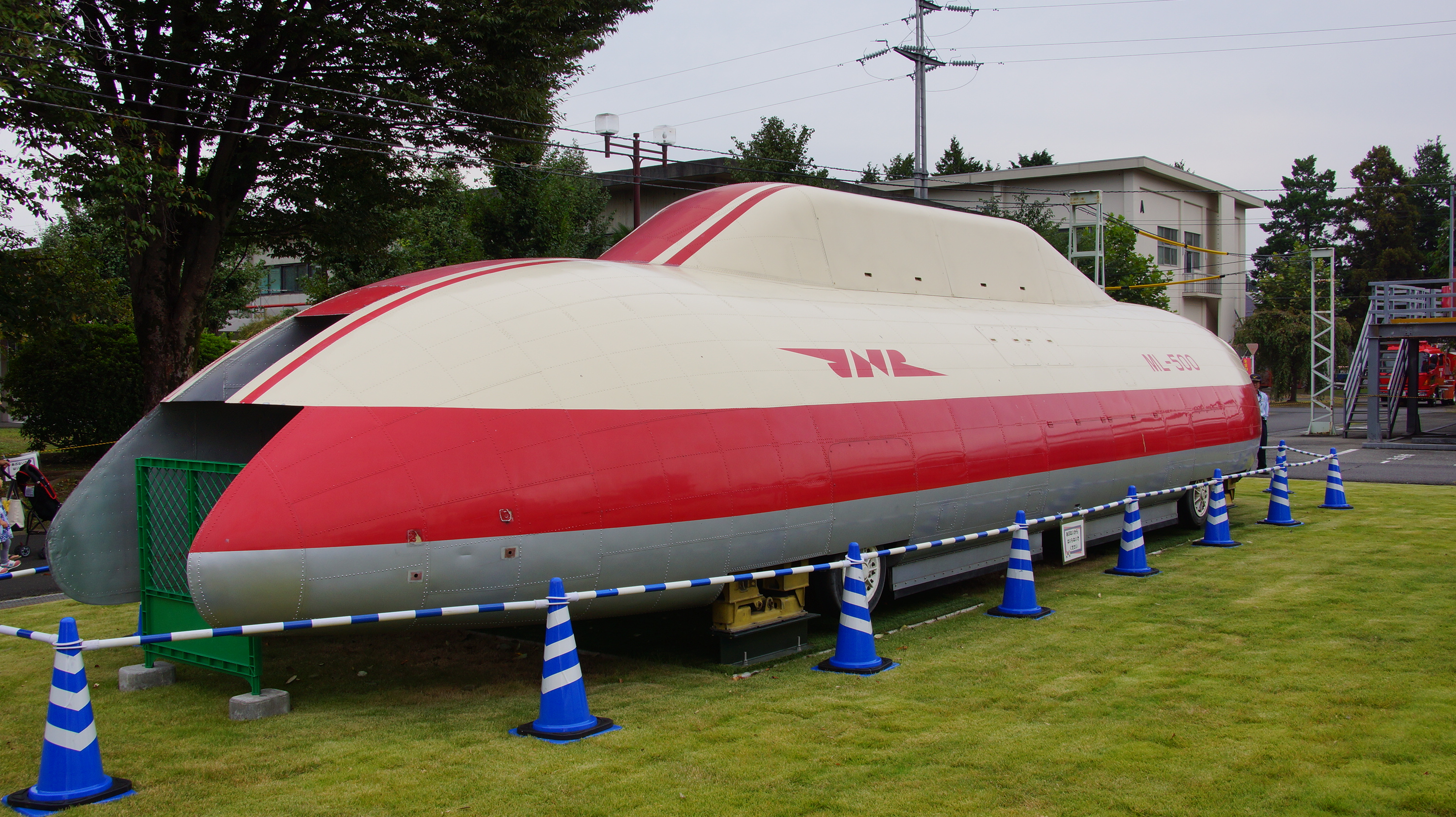
ML100 – 1972
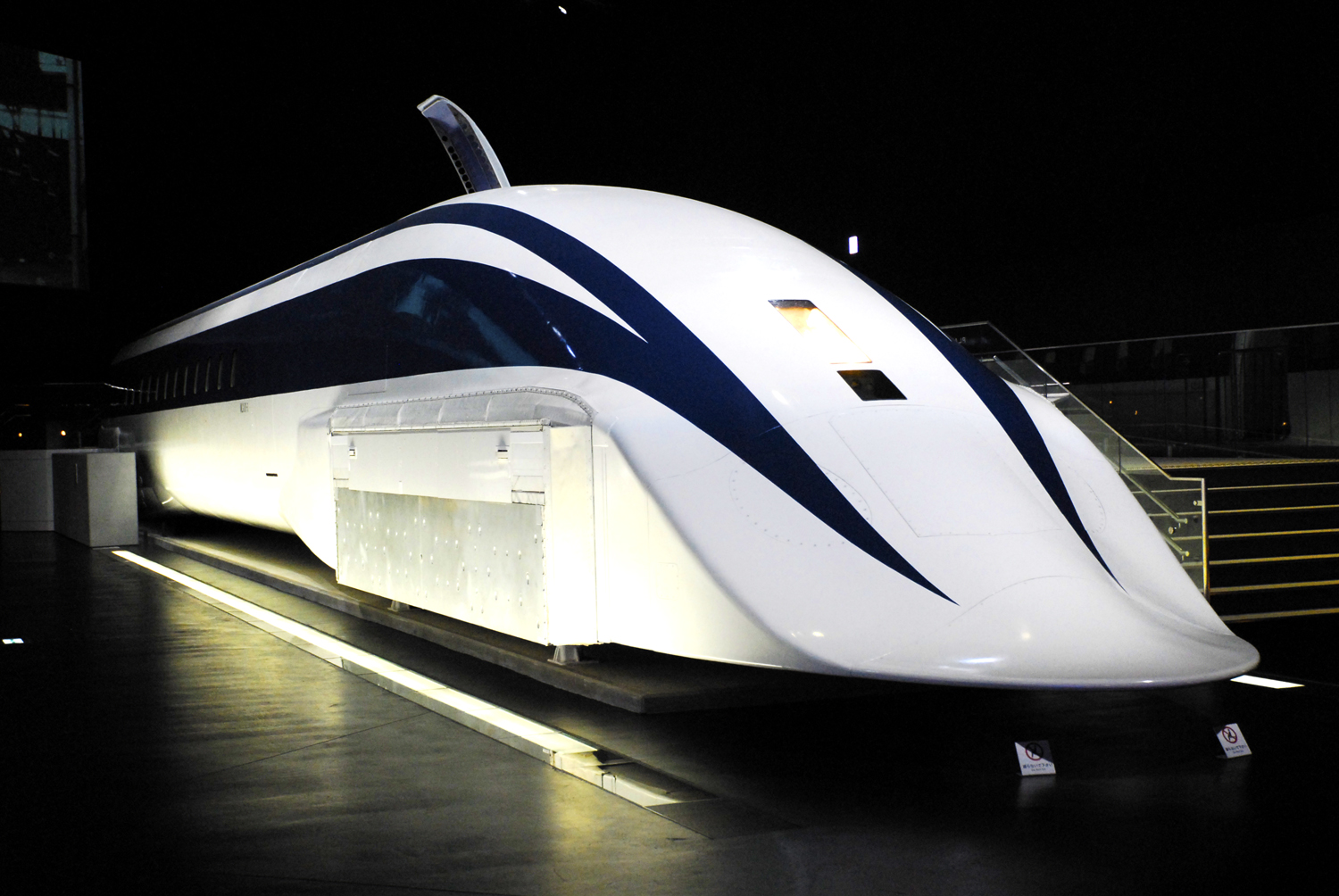
ML100A – 1975
L0계

- ML-500 – 1977
- ML-500R – 1979
- MLU001 – 1981
- MLU002 – 1987
- MLU002N – 1993
- MLX01 – 1996
- L0계 – 2012

- ML100
- ML500
- MLX01
- L0계

### 유지보수 차량
- 911형 디젤 기관차
- 912형 디젤 기관차
- DD18형 디젤 기관차
- DD19형 디젤 기관차
- 941형 (구원열차)
- 921형 (선로 검사차)
- 922형 (닥터 옐로우 T1, T2, T3 편성)
- 923형 (닥터 옐로우 T4, T5 편성)
- 925형 (닥터 옐로우 S1, S2 편성)
- E926형 (East i)

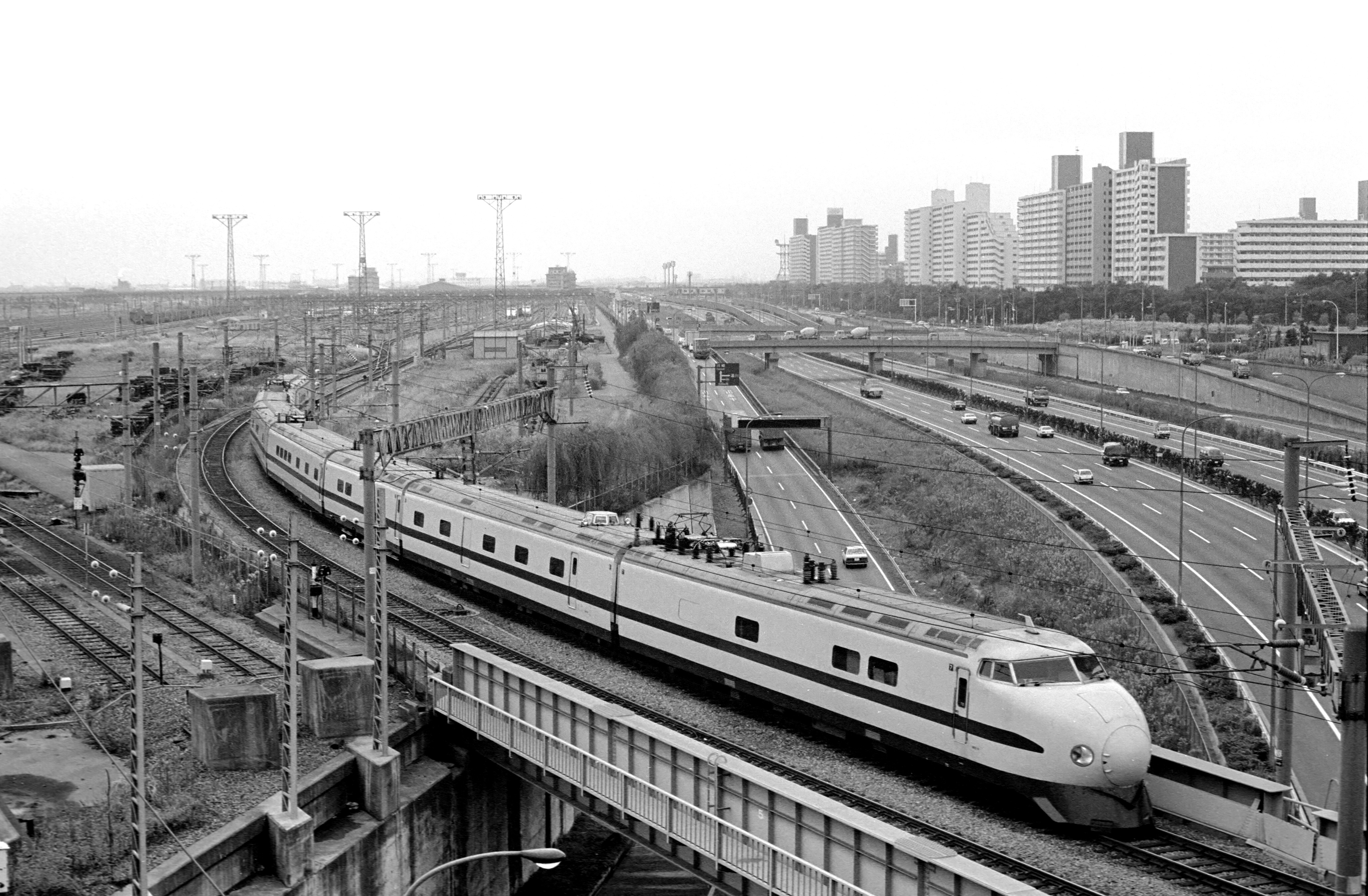
닥터 옐로우 922형
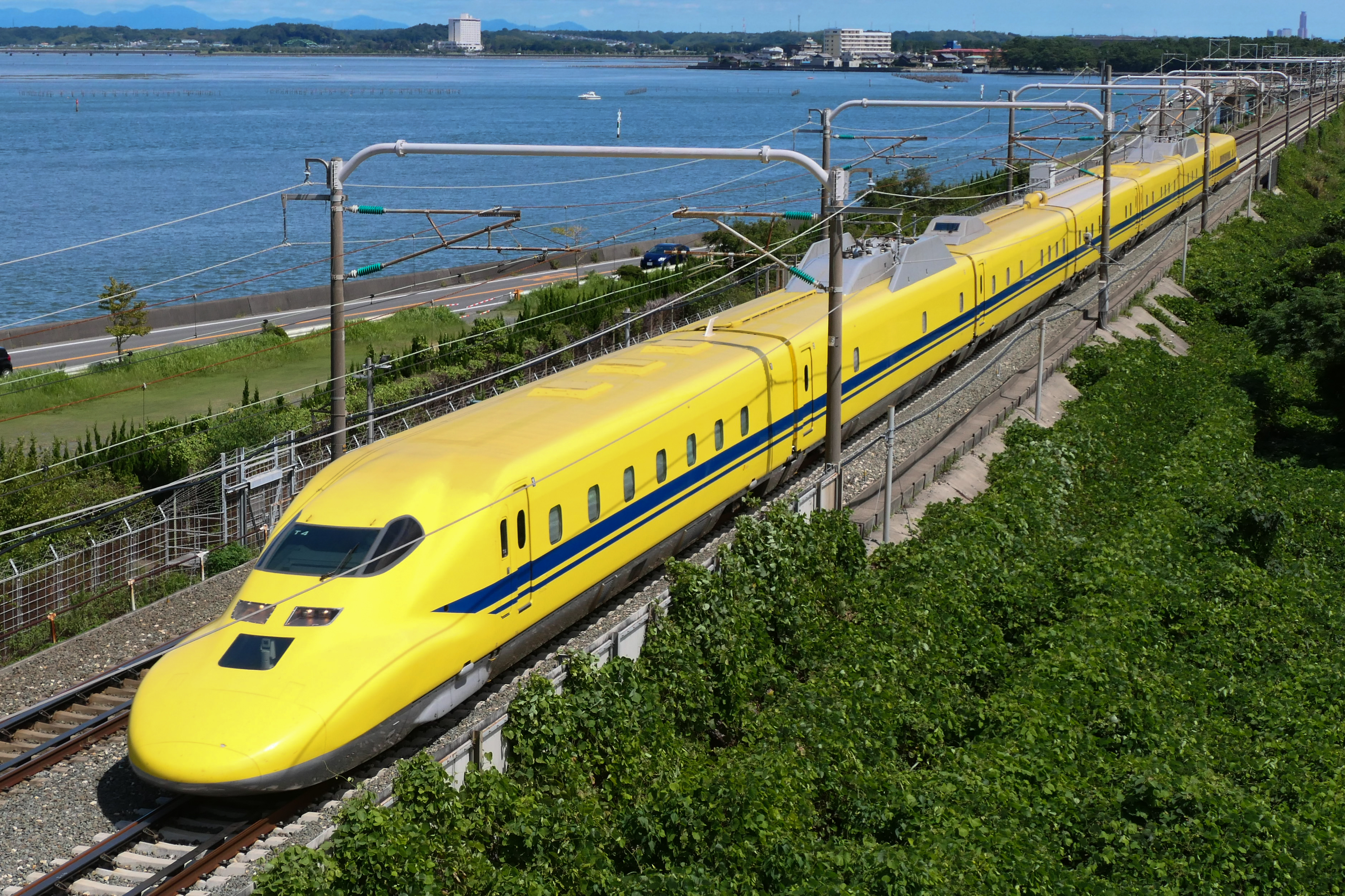
닥터 옐로우 923형
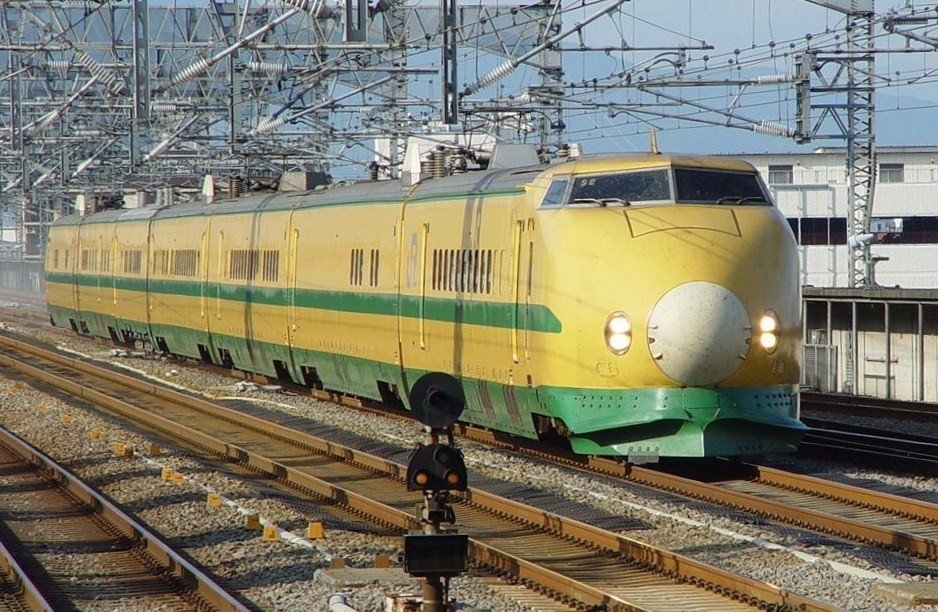
닥터 옐로우 925형
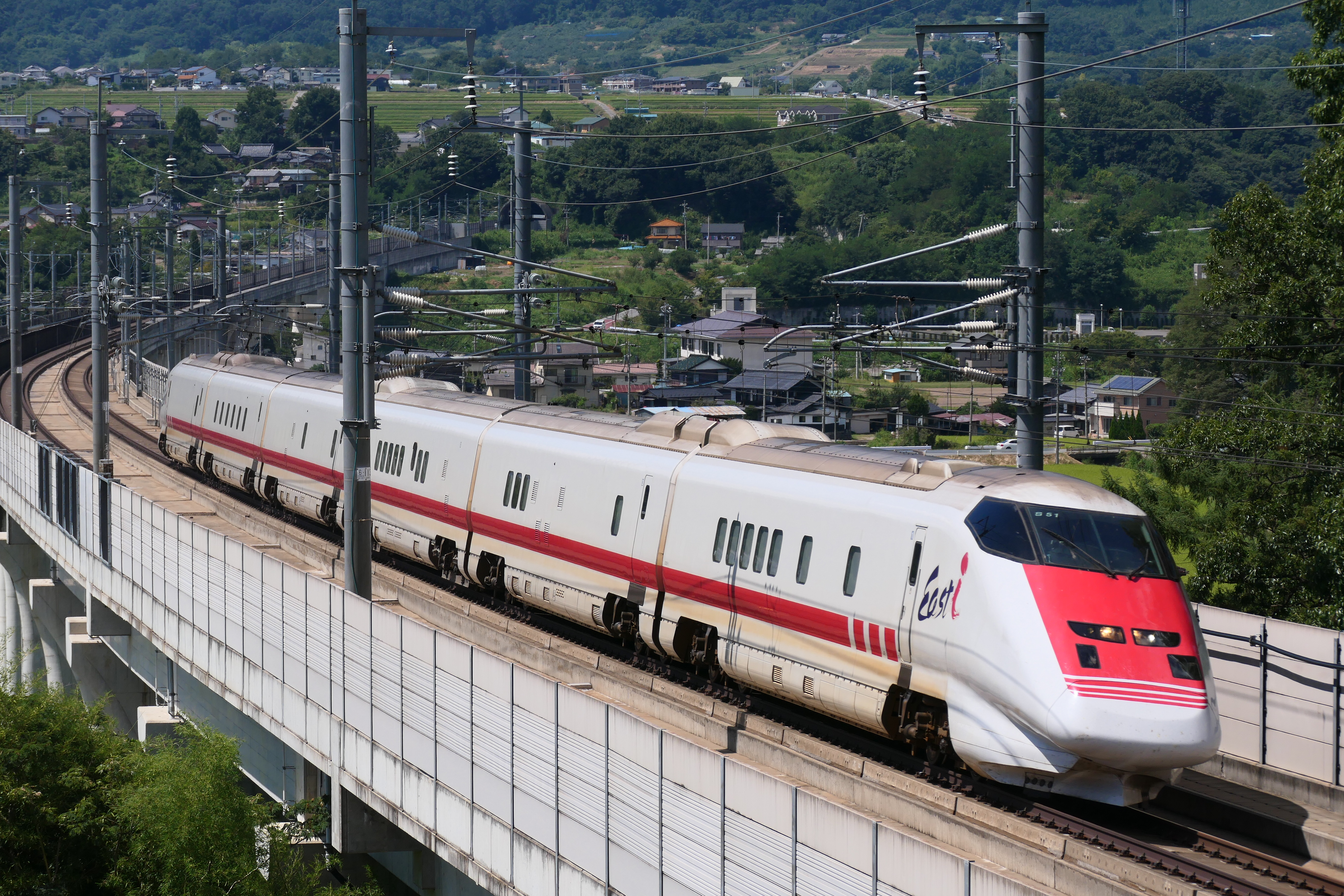
E926형 East-i
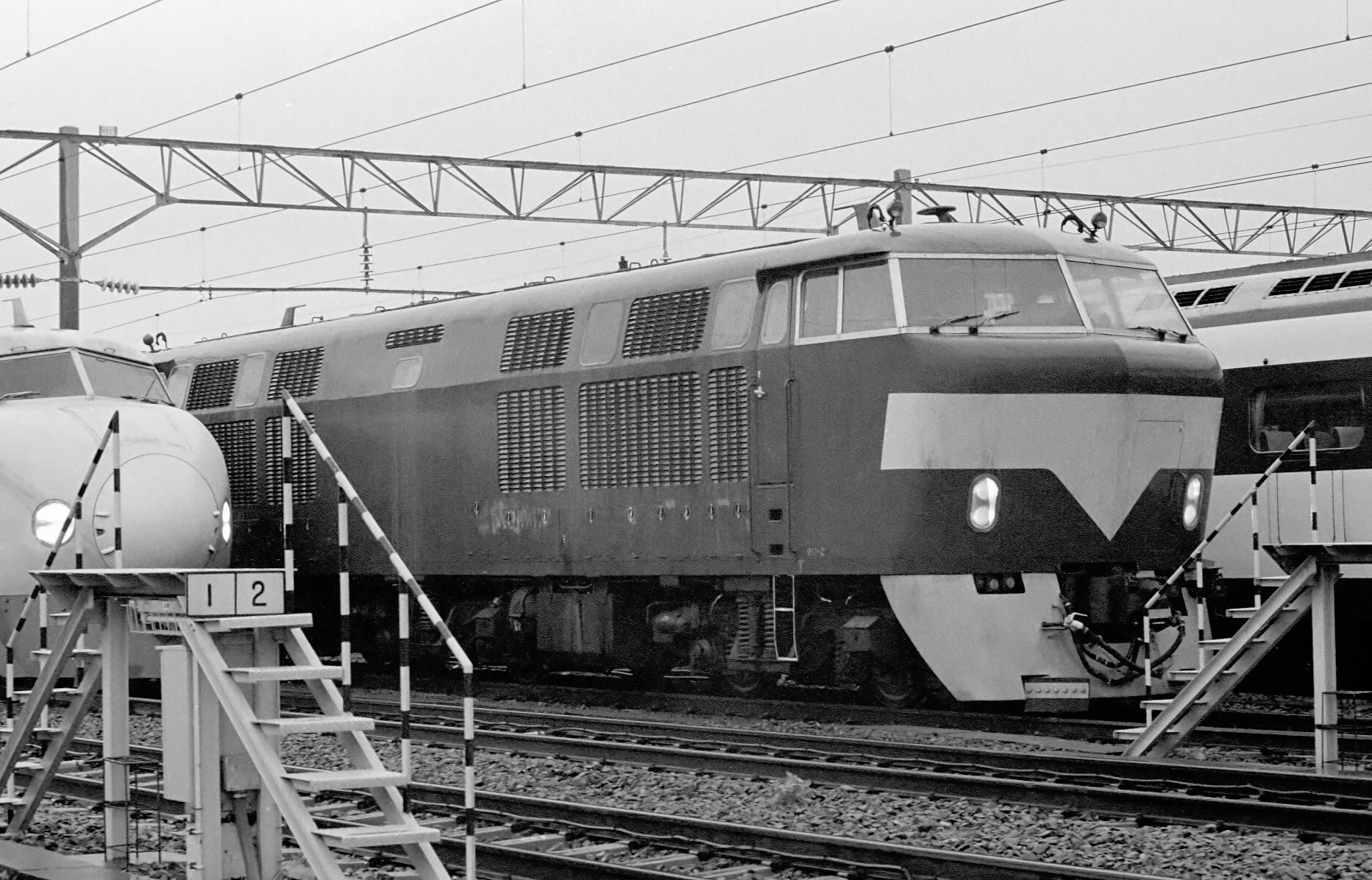
911형 기관차
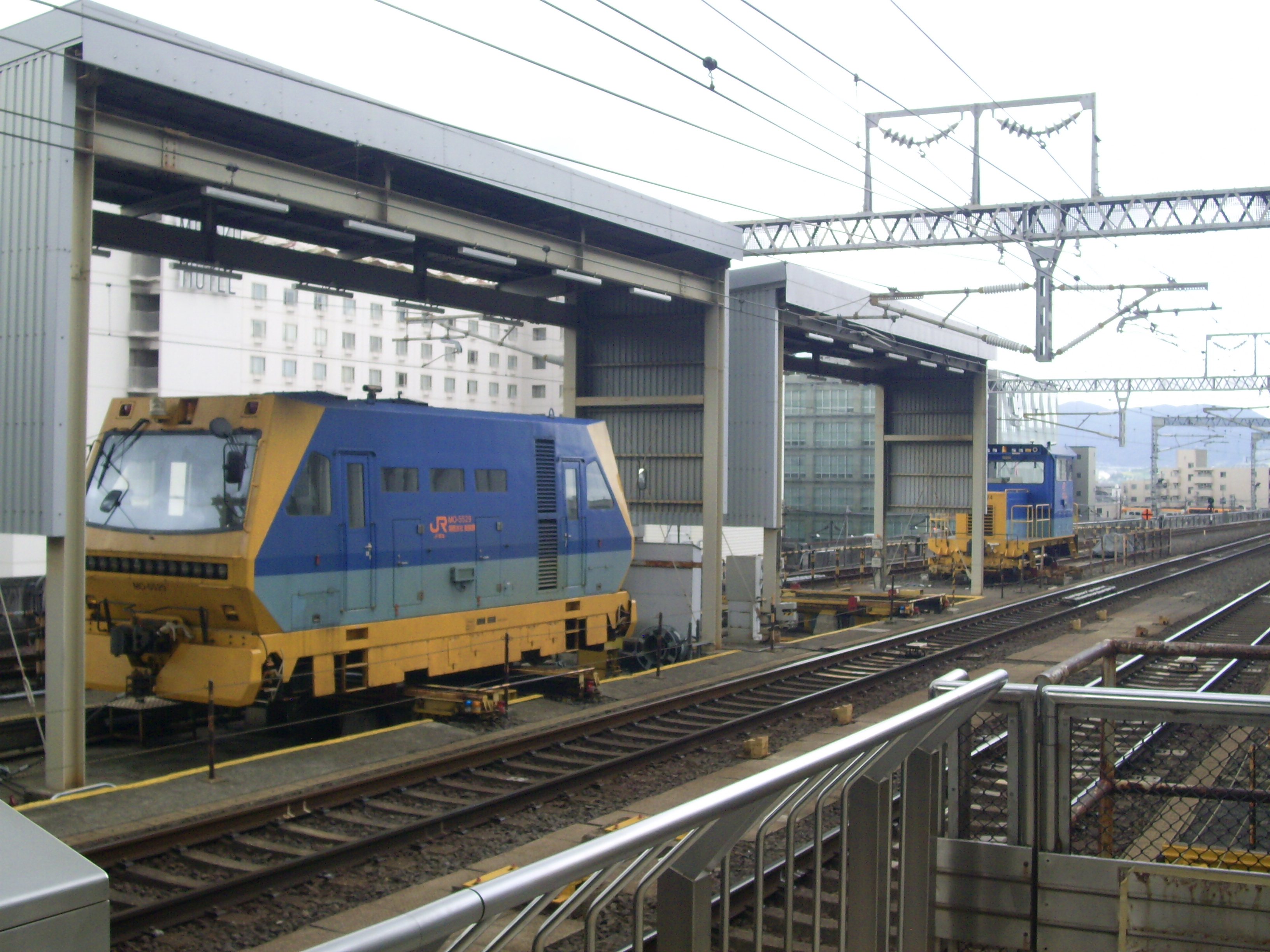
교토역 바깥의 측선에 유치된 선로 유지보수 차량
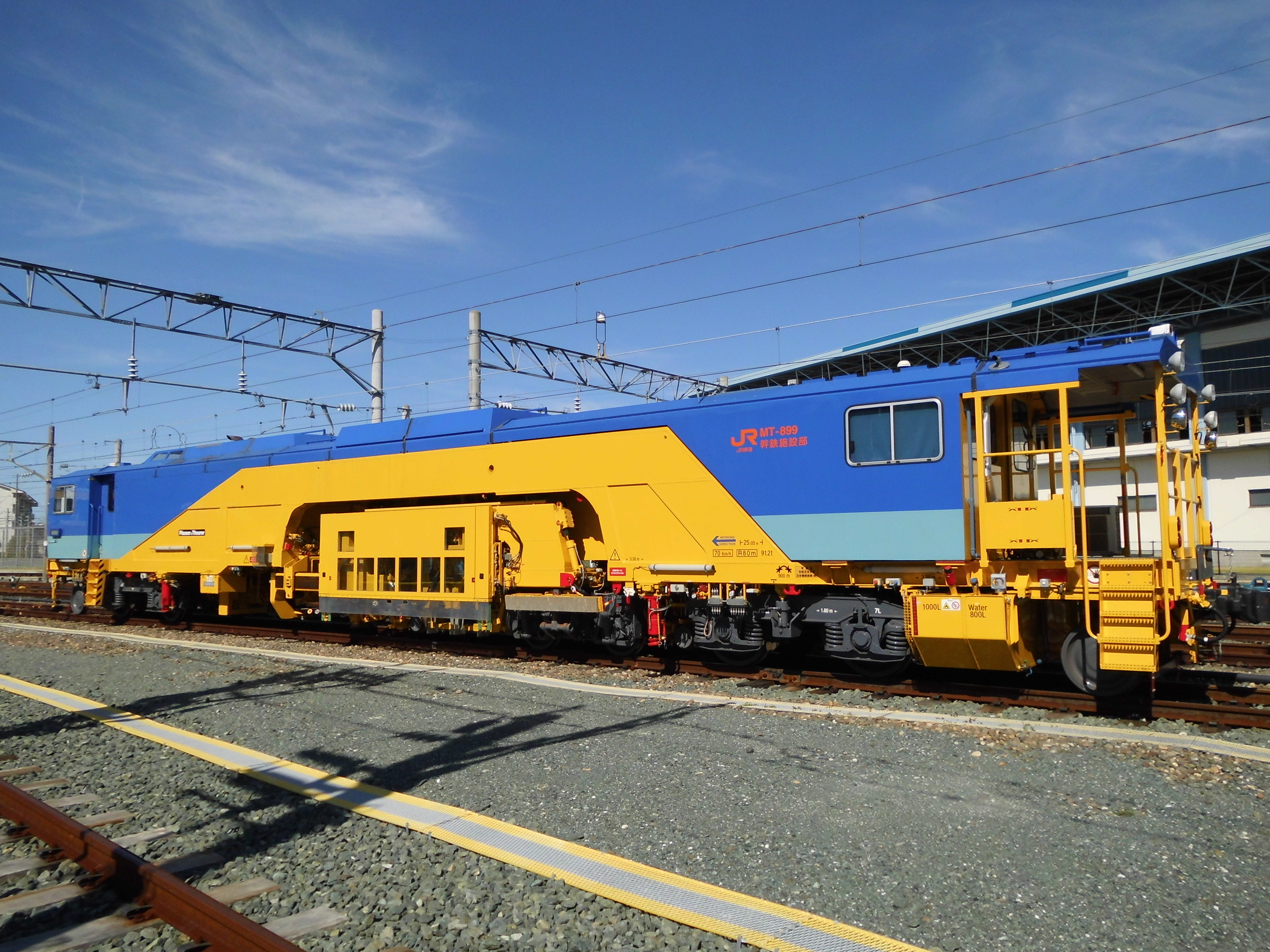
멀티플 타이 탬퍼
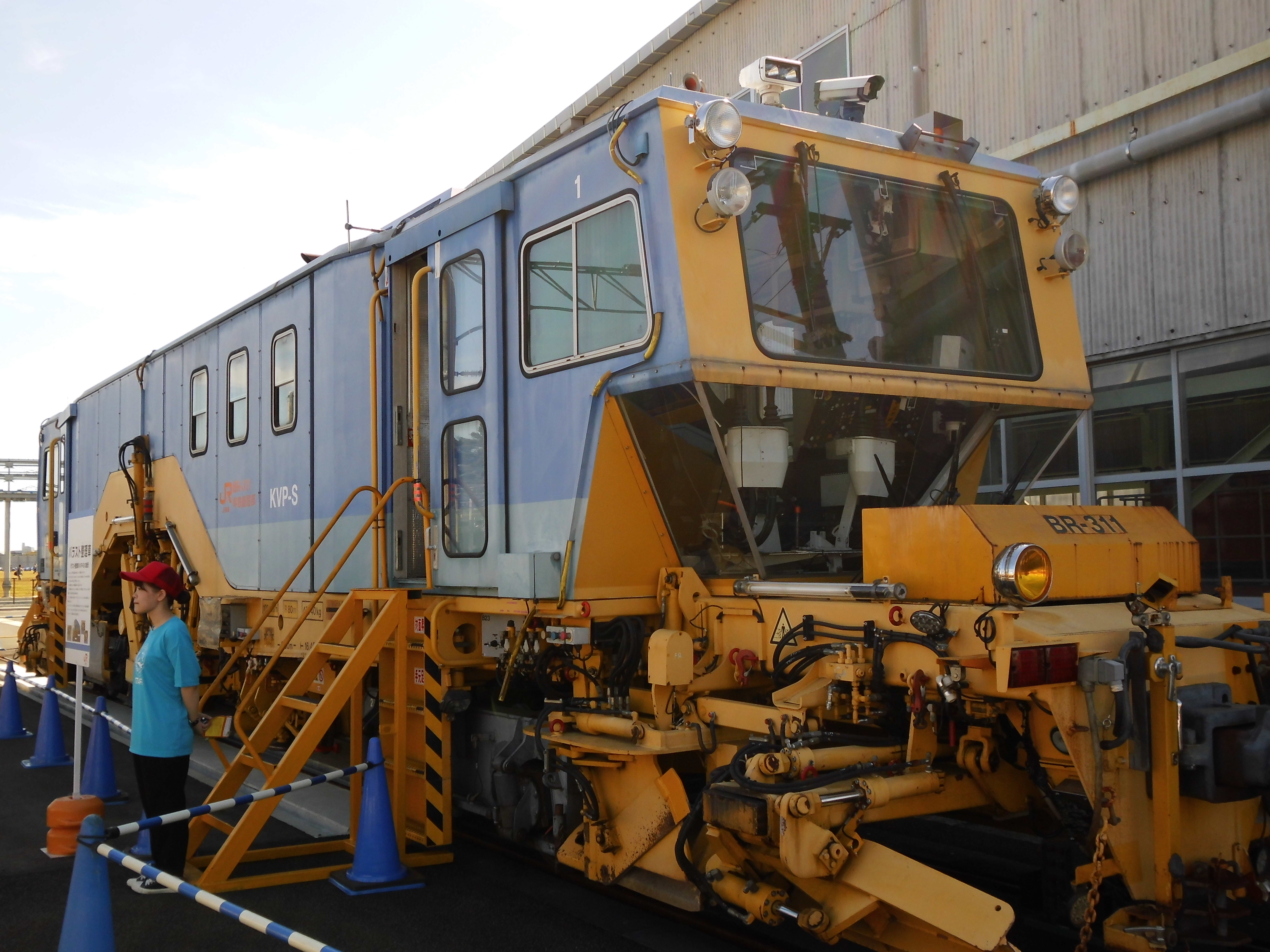
자갈 정리기
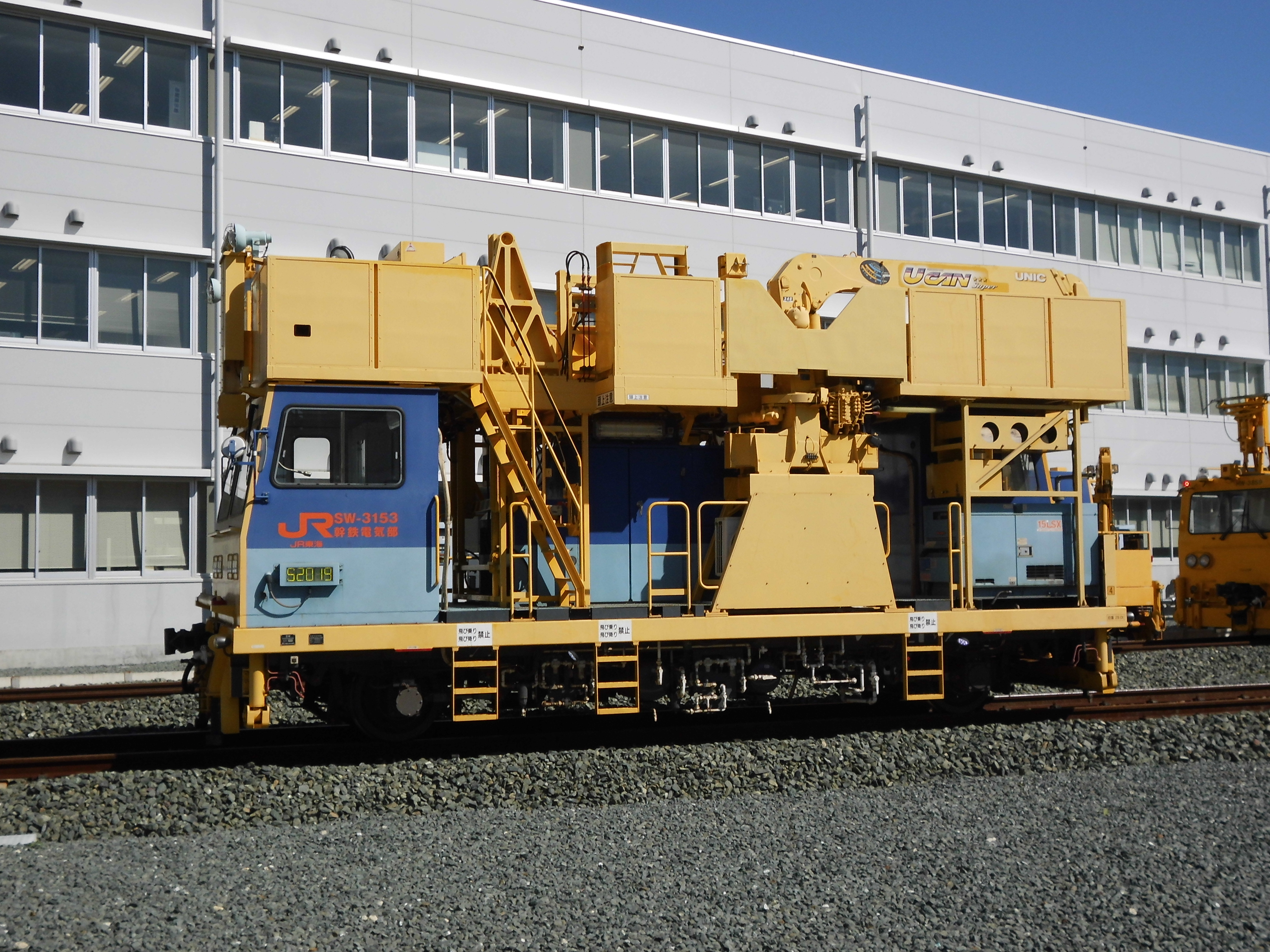
가공선 교체 차량
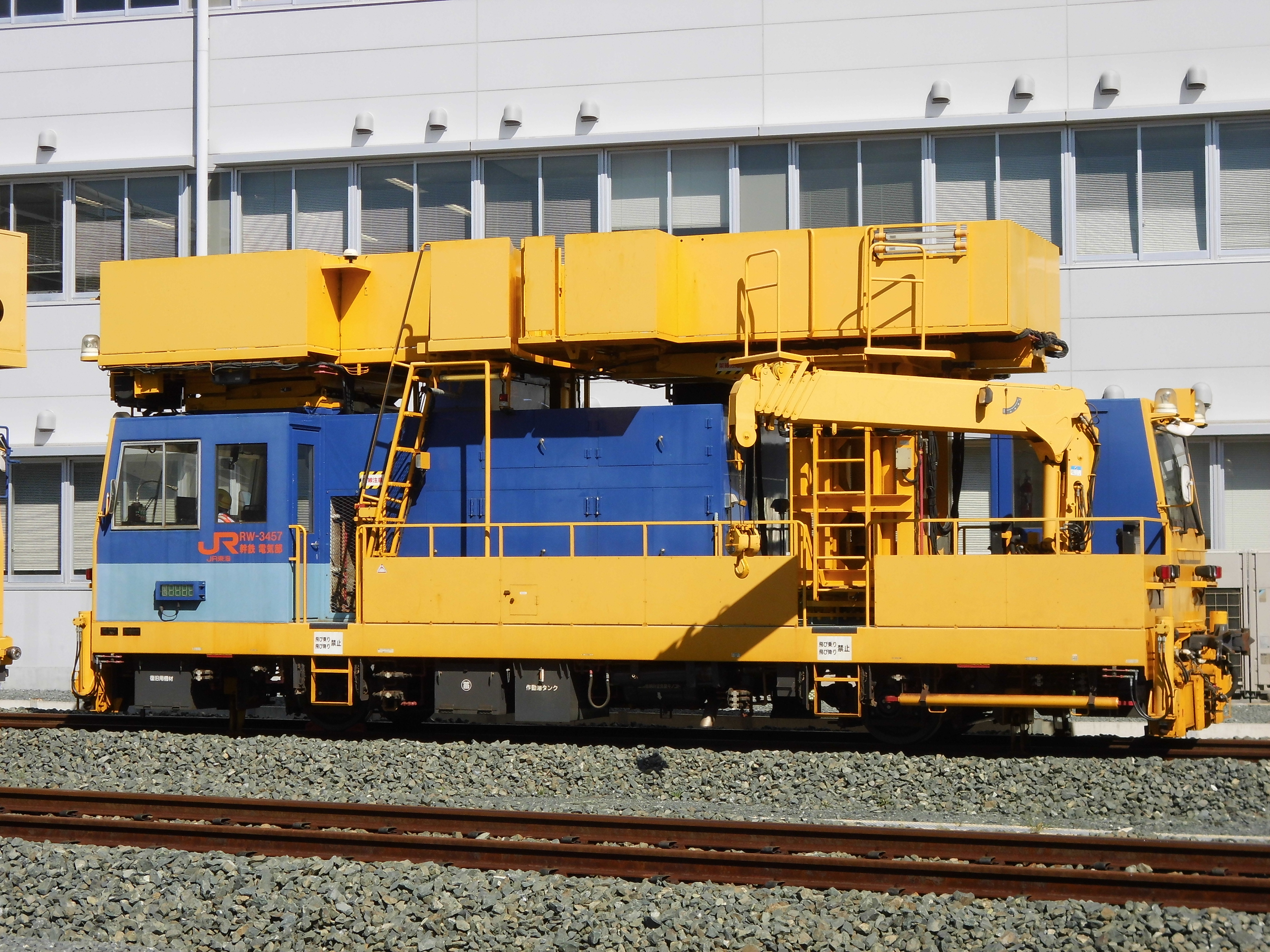
적재 차량

## 기술
신칸센 철도는 대부분의 구간을 시속 200 km 이상의 속도로 운행하기 때문에, 기존 철도와는 다른 기술이 사용되었다. 속도뿐만이 아니라 승차감 및 안전성 면에서도 수준 높은 기술을 도입하여(300계, 500계는 주거성이 희생되었다.), 당시 세계 여러 국가에서 그 가치를 인정받기도 하였다.

### 노선 구성
대부분의 신칸센 노선은 저속 협궤 재래선과 교차하지 않는다. 결과적으로 신칸센은 저속 열차의 영향을 받지 않으며, 많은 고속 열차를 정시 운행할 수 있는 능력을 갖추고 있다. 또한 노선은 도로 교통과 완전히 입체 교차되며, 무단 침입에 대한 처벌이 법으로 규정되어 엄격하게 출입이 금지된다. 이 노선은 터널과 고가교를 광범위하게 사용하여 장애물을 우회하는 대신 통과하며, 최소 곡선 반경은 4,000 미터 (13,000 ft)이지만, 오래된 도카이도 신칸센 노선은 최소 2,500 미터 (8,200 ft)이다.
대부분의 신칸센 노선이 이 패턴을 따르지만, 두 가지 예외가 존재한다. 이들은 미니 신칸센 노선으로, 표준궤로 개조된 기존 노선에서 운행된다. 그리고 홋카이도 신칸센은 세이칸 터널을 통해 협궤 화물 열차와 선로를 공유한다.

### 선로

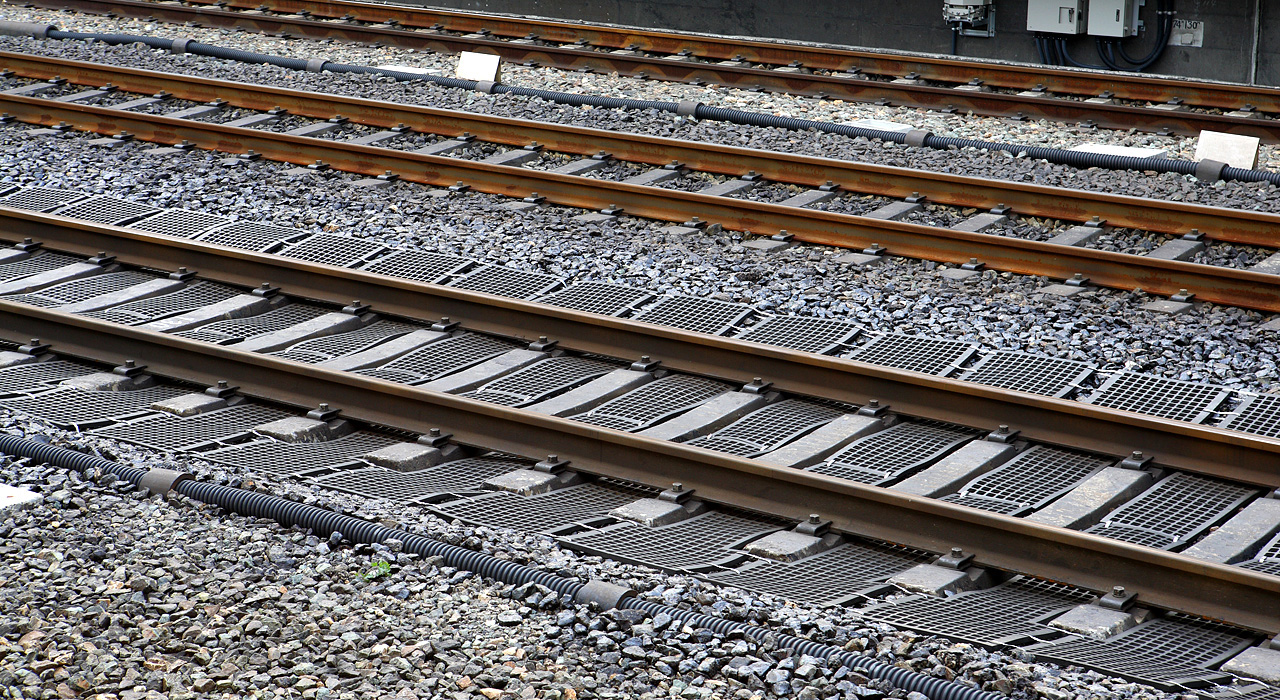
용접된 레일로 진동을 줄인 신칸센 표준궤 선로

신칸센은 일본의 대부분 다른 노선에서 사용되는 1,067 mm (3 ft 6 in) 협궤와 달리 1,435 mm (4 ft 8 1⁄2 in) 표준궤를 사용한다. 롱 레일과 스윙 노즈 크로싱 포인트가 사용되어 분기기 및 교차 지점의 틈새를 없앤다. 긴 레일이 사용되며, 열 팽창 및 수축으로 인한 궤간 변동을 최소화하기 위해 신축 이음으로 연결된다.
자갈 도상과 슬래브 궤도의 조합이 사용되며, 고가교 및 터널과 같은 콘크리트 침목 구간에는 슬래브 궤도만 사용된다. 슬래브 궤도는 터널 구간에서 훨씬 비용 효율적이다. 왜냐하면 낮은 궤도 높이가 터널의 단면적을 줄여 건설 비용을 최대 30%까지 절감하기 때문이다.
그러나 일부 다른 고속 노선에 비해 신칸센 터널의 직경이 작아 터널 부밍 문제가 터널 입구 근처에 거주하는 주민들에게 우려를 낳았다.
슬래브 궤도는 레일, 체결 장치 및 시멘트 아스팔트 모르타르로 된 궤도 슬래브로 구성된다. 노반 및 터널에는 직경 400–520 밀리미터 (16–20 in) 및 높이 200 밀리미터 (7.9 in)의 원형 돌출부가 5미터 간격으로 위치한다. 조립식 돌출부는 철근 콘크리트 또는 프리스트레스트 철근 콘크리트로 만들어지며, 궤도 슬래브가 횡방향 또는 종방향으로 움직이는 것을 방지한다. 한 개의 궤도 슬래브는 약 5톤의 무게에 폭 2,220–2,340 밀리미터 (87–92 in), 길이 4,900–4,950 밀리미터 (193–195 in), 두께 160–200 밀리미터 (6.3–7.9 in)이다.

### 신호 시스템

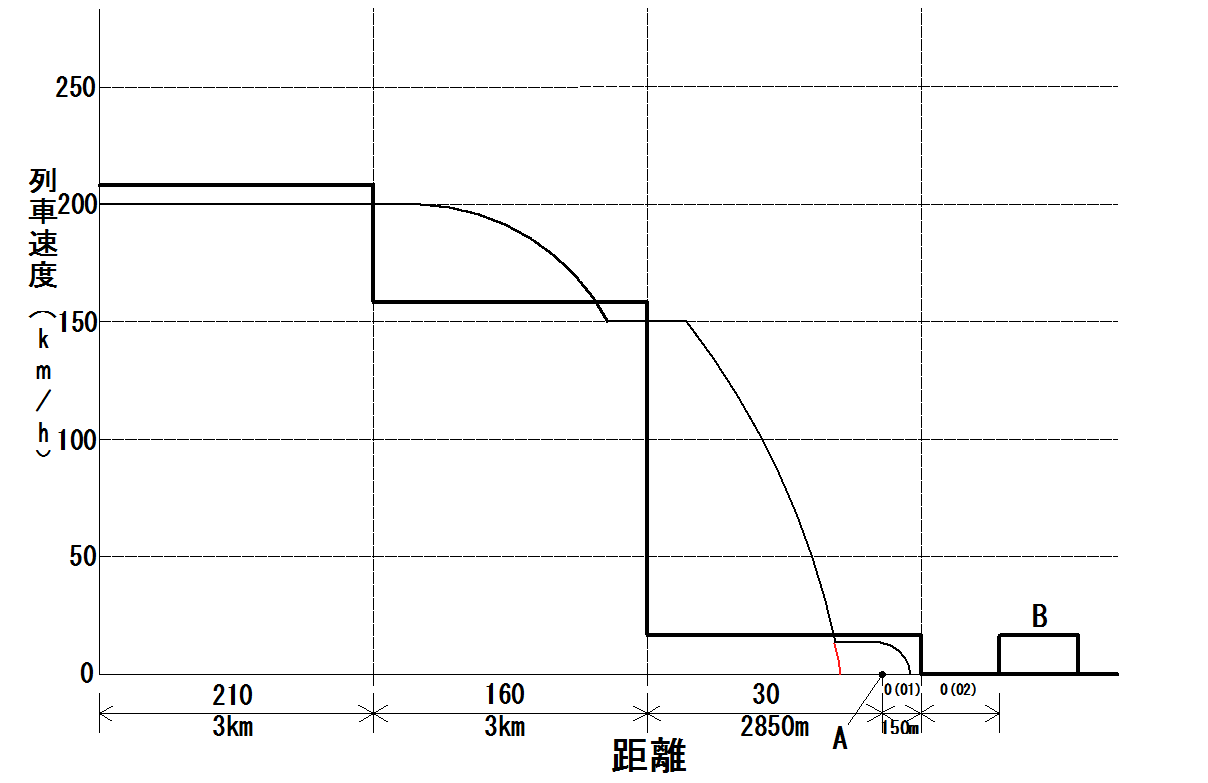
도카이도 신칸센에 사용된 오리지널 ATC-1의 제동 곡선 (수직축은 열차의 속도를 나타내고 수평축은 거리를 나타낸다)

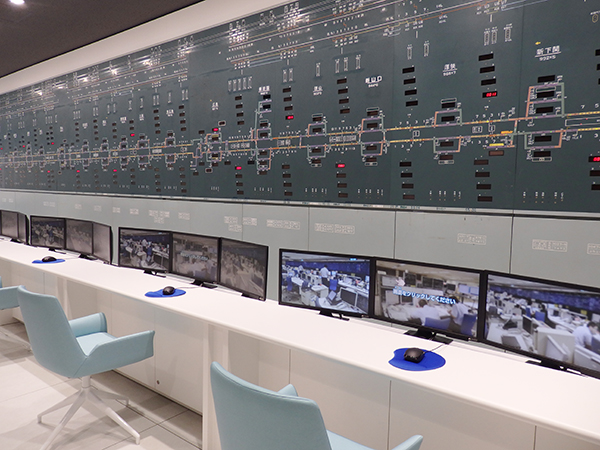
교토 철도 박물관에 전시된 신칸센 CTC 복제품

신칸센은 ATC(자동 열차 제어) 시스템을 사용하여 궤도 옆 신호가 필요 없다. 이는 자동 열차 방호 장치의 포괄적인 시스템을 사용한다. 열차 집중 제어 장치가 모든 열차 운행을 관리하며, 열차 이동, 선로, 역 및 일정과 관련된 모든 작업이 네트워크화되고 전산화되어 있다.

### 전기 시스템
신칸센은 기존 전철화된 협궤 시스템에서 사용되는 1,500V 직류의 한계를 극복하기 위해 교류 25kV 가공 전력 공급 방식(미니 신칸센 노선에서는 20kV AC)을 사용한다. 전력은 단일 동력차 아래의 무거운 차축 하중을 줄이기 위해 열차의 차축을 따라 분배된다. 도카이도 신칸센의 전력 공급 AC 주파수는 60Hz이다.

### 열차

일본 차량 한계 범례.
녹색: 신칸센 차량 한계
회색: 재래선 차량 한계
파란색: 지방 차량 한계
괄호 안의 숫자는 이전 제한이다.

신칸센 열차는 전기 동력분산식 열차(EMU)로, 기관차나 동력차에 비해 가벼운 차량을 사용하여 빠른 가속, 감속 및 선로 손상 감소를 제공한다. 차량은 고속으로 터널에 진입할 때 안정적인 기압을 유지하기 위해 공기밀폐 처리된다.
신칸센 열차(미니 신칸센 제외)는 또한 재래식 속도 차량에 비해 더 큰 차량한계로 제작된다. 이 더 큰 차량한계는 더 넓은 객차를 허용하며, 표준 등급 객차에서는 5열 좌석(2+3)이 가능하며, 이는 다른 곳에서 흔히 볼 수 있는 4열 좌석(2+2)에 비해 더 넓다. 때로는 이러한 더 넓은 차량한계를 사용하여 E1 및 E4계 편성처럼 특정 열차에서 6열 좌석(3+3)을 허용하기도 했다. 이는 동력차의 부족과 결합되어 더 짧은 열차 길이 내에서 더 높은 승객 수용력을 가능하게 한다. 그러나 미니 신칸센 노선은 사실상 선로 개궤된 재래선이므로, 1,067mm 노선의 재래식 차량한계가 여전히 미니 신칸센 노선에 적용된다.

### 견인
신칸센은 시초부터 전기 동력분산식 열차(EMU)를 사용했으며, 신칸센 0계 전동차는 모든 차축에 동력이 공급되었다. 다른 철도 제조업체는 전통적으로 동력분산식 구성(탈고, 독일의 ICE 2 및 프랑스(및 이후 한국)의 TGV(및 KTX-I 및 KTX-산천)는 기관차 (또는 동력차) 구성을 사용하며, 렌페 102급은 관절대차 설계를 사용하여 두 개 대신 단일 차축을 사용하고 바퀴가 서로 독립적으로 회전할 수 있도록 하는 Talgo의 대차 설계의 일부로 동력 대차를 사용할 수 없기 때문에 ICE 2, TGV 및 KTX는 높은 승차감과 적은 전기 장비를 쉽게 허용하기 때문이다) 사용에 소극적이거나 불가능했다. 일본에서는 동력분산식 구성에 대한 상당한 공학적 선호가 존재한다. 더 많은 동력 차축 비율은 더 높은 가속을 허용하므로, 신칸센은 자주 정차해도 많은 시간을 잃지 않는다. 신칸센 노선은 세계 다른 지역의 고속 노선보다 길이에 비례하여 정거장이 더 많다.

## 속도 기록

### 재래식 철도

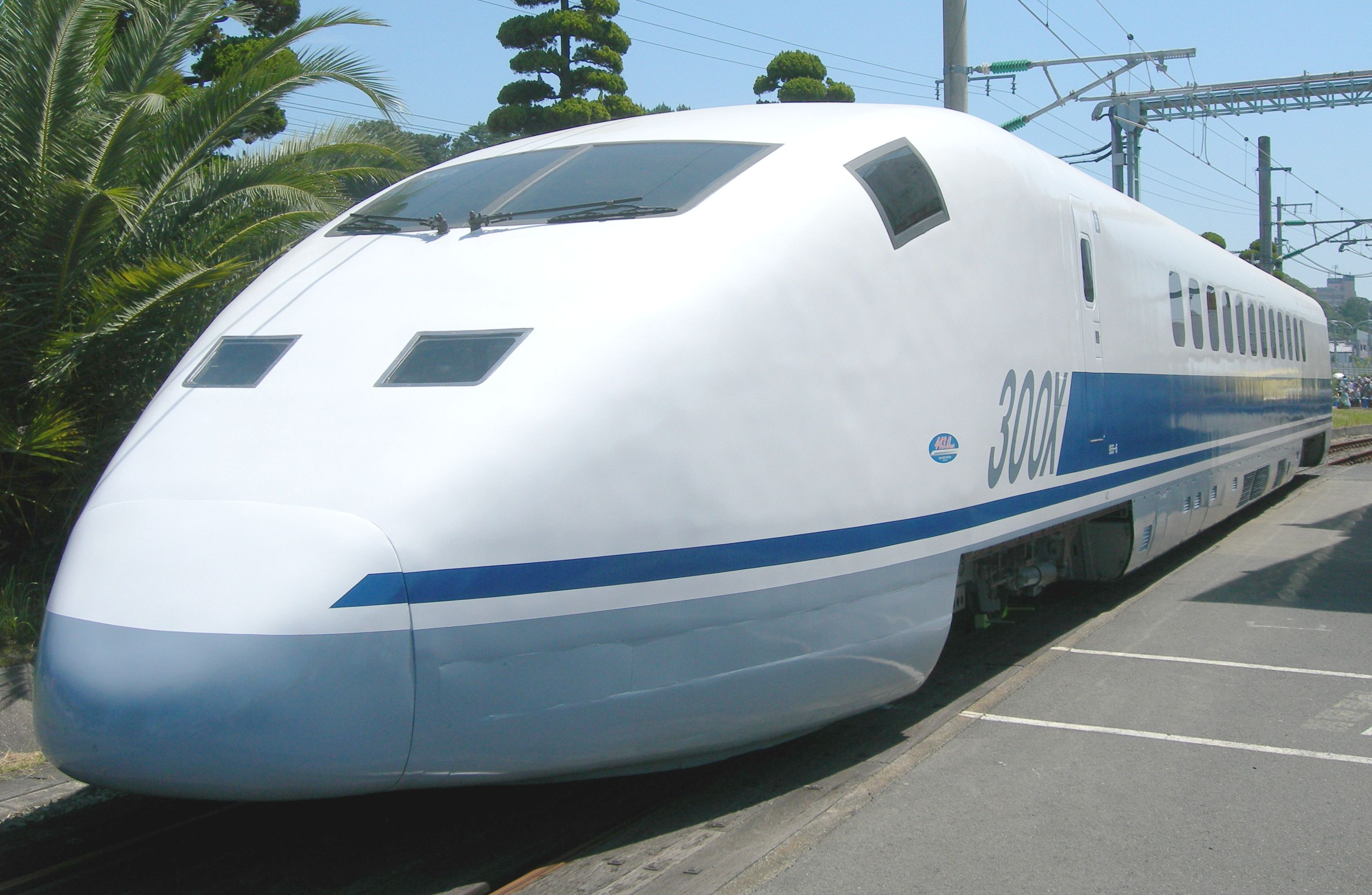
955형 "300X"

| 속도 | 속도 | 열차               | 위치                                                     | 날짜             | 비고                             |
| km/h | mph  | 열차               | 위치                                                     | 날짜             | 비고                             |
| ---- | ---- | ------------------ | -------------------------------------------------------- | ---------------- | -------------------------------- |
| 200  | 120  | 1000형 신칸센      | 도카이도 신칸센의 일부인 오다와라의 가모노미야 시험 선로 | 1962년 10월 31일 |                                  |
| 256  | 159  | 1000형 신칸센      | 가모노미야 시험 선로                                     | 1963년 3월 30일  | 이전 세계 속도 기록 전동차 열차. |
| 286  | 178  | 951형 신칸센       | 산요 신칸센                                              | 1972년 2월 24일  | 이전 세계 속도 기록 전동차 열차. |
| 319  | 198  | 961형 신칸센       | 오야마 시험 선로, 도호쿠 신칸센의 일부                   | 1979년 12월 7일  | 이전 세계 속도 기록 전동차 열차. |
| 326  | 203  | 300계              | 도카이도 신칸센                                          | 1991년 2월 28일  |                                  |
| 336  | 209  | 400계              | 조에쓰 신칸센                                            | 1991년 3월 26일  |                                  |
| 345  | 214  | 400계              | 조에쓰 신칸센                                            | 1991년 9월 19일  |                                  |
| 346  | 215  | 500-900형 "WIN350" | 산요 신칸센                                              | 1992년 8월 6일   |                                  |
| 350  | 220  | 500–900형 "WIN350" | 산요 신칸센                                              | 1992년 8월 8일   |                                  |
| 352  | 219  | 952/953형 "STAR21" | 조에쓰 신칸센                                            | 1992년 10월 30일 |                                  |
| 425  | 264  | 952/953형 "STAR21" | 조에쓰 신칸센                                            | 1993년 12월 21일 |                                  |
| 427  | 265  | 955형 "300X"       | 도카이도 신칸센                                          | 1996년 7월 11일  |                                  |
| 443  | 275  | 955형 "300X"       | 도카이도 신칸센                                          | 1996년 7월 26일  |                                  |

### 자기부상열차
| 속도 | 속도 | 열차  | 위치                             | 날짜             | 비고                |
| km/h | mph  | 열차  | 위치                             | 날짜             | 비고                |
| ---- | ---- | ----- | -------------------------------- | ---------------- | ------------------- |
| 550  | 340  | MLX01 | 주오 신칸센 (야마나시 시험 선로) | 1997년 12월 24일 | 이전 세계 속도 기록 |
| 552  | 343  | MLX01 | 주오 신칸센 (야마나시 시험 선로) | 1999년 4월 14일  | 이전 세계 속도 기록 |
| 581  | 361  | MLX01 | 주오 신칸센 (야마나시 시험 선로) | 2003년 12월 2일  | 이전 세계 속도 기록 |
| 590  | 370  | L0계  | 주오 신칸센 (야마나시 시험 선로) | 2015년 4월 16일  | 이전 세계 속도 기록 |
| 603  | 375  | L0계  | 주오 신칸센 (야마나시 시험 선로) | 2015년 4월 21일  | 세계 속도 기록      |

## 안전성
1964년 10월 1일에 최초의 신칸센인 도카이도 신칸센이 개업한 이래, 사업자측의 책임 사고로서 확정된 사고는 1995년에 뛰어들어 승차한 승객의 손을 문에 끼워 끌어 사망시킨 미시마역 승객 전락 사고(여객이 사망)와 2015년에 발생한 산요 신칸센 부품 탈락 사고(여객이 부상)의 2건이다.
역 승강장에서의 사고(역 승강장에서 전락 또는 고의로 투신해 차량에 접촉, 혹은 가선에 접촉해 감전 등)나 선로 내 출입 등에 의한 사망 사례는 다수 발생하고 있지만, 이것들은 철도 사업자측의 책임 사고가 아니며, 또 이것들은 신칸센 시스템 그 자체의 근본적 결함에 기인하는 사고가 아니기 때문에 신칸센의 안전성에 관해서는 매우 높고, 이 사실은 신칸센의 안전신화로 알려져 있다.
2011년에는 '가장 안전한 고속철도 네트워크'로서 기네스 세계기록에 인정되는 등 신칸센 차량 자체의 탈선, 전복이나 충돌에 의한 여객 사망사고는 아직 발생하지 않았지만, 중대한 사고에 이르기 직전의 사태는 과거에 몇 번인가 발생했다.

## 신뢰성

### 정시성
신칸센은 저속 교통과의 거의 완벽한 분리 등 여러 요인 덕분에 매우 신뢰성이 높다. 신칸센 열차, 선로 또는 운행을 방해하거나 다른 방식으로 방해하는 것을 규제하는 별도의 법률이 있다. 2016년 도카이 여객철도는 신칸센의 열차당 평균 지연이 24초였다고 보고했다. 여기에는 자연재해와 같은 통제 불가능한 원인으로 인한 지연도 포함된다.

### 안전 기록
신칸센은 60년 이상의 역사 동안 100억 명 이상의 승객을 수송했음에도 불구하고, 탈선이나 충돌과 같은 열차 사고로 인한 승객 사망자는 없었다. 잦은 지진과 태풍에도 불구하고 말이다. 승객이나 소지품에 문이 닫히면서 부상과 한 명의 사망자가 발생했다. 이러한 사고를 막기 위해 승강장에는 안내원이 배치된다. 그러나 움직이는 열차에서 승객이 뛰어내리거나 열차 앞에서 뛰어내리는 자살 사건은 있었다. 
신칸센 열차의 운행 중 탈선 사고는 두 건이 발생했다. 첫 번째 사고는 2004년 주에쓰 지진 당시인 2004년 10월 23일에 발생했다. 조에쓰 신칸센의 도키 325호 열차 10량 중 8량이 나가오카의 나가오카역 근처에서 탈선했다. 154명의 승객 중 사상자는 없었다.
또 다른 탈선 사고는 2013년 3월 2일 아키타 신칸센에서 발생했다. 다이센에서 고마치 25호 열차가 눈보라 속에서 탈선했다. 승객 중 부상자는 없었다.
지진 발생 시에는 지진 감지 시스템이 열차를 매우 빠르게 정지시킬 수 있다. 신형 열차는 더 가볍고 제동 시스템이 더 강력하여 더 빠르게 정지할 수 있다. 조에쓰 탈선 사고 분석 후 새로운 탈선 방지 장치가 선로에 설치되었다.
고베 제강 위조 스캔들이 폭로된 지 몇 달 후, 신칸센 열차의 고장력 저합금강 공급업체 중 하나인 고베 제강에서 단일 대차 검사 시 균열이 발견되어 2017년 12월 11일 운행이 중단되었다.
2024년 1월 23일, 도호쿠, 호쿠리쿠, 조에쓰 신칸센 노선에 대규모 정전이 발생하여 283개 열차가 취소되고 약 12만 명의 승객이 영향을 받았다. 동일본여객철도는 정전이 사이타마의 오미야역과 도쿄의 우에노역 사이에서 금속 지지대가 부러져 늘어진 가공 전차선에 가가야키 열차가 닿으면서 발생했다고 밝혔다. 이 사고로 열차의 팬터그래프와 창문이 손상되었으며, 수리 중 현장에서 발생한 폭발로 인해 두 명의 철도 직원이 병원에 입원했다. 대부분의 신칸센 서비스는 다음 날 아침에 복구되었다.
2024년 9월과 2025년 3월, 도호쿠선을 운행하는 열차에서 두 번의 차량 분리 사고가 발생했다.

## 신칸센의 수출

### 대만
타이베이역 - 가오슝역 간 중 타이베이역 - 쭤잉역 약 340km에서 운행하게 된 대만 고속철도는 독일, 프랑스 연합이 선행하는 형태로 일본 연합과의 수주 경쟁이 이루어졌으나 1999년 대만에서 대지진이 일어나 대만 측은 지진 시의 리스크를 우려하게 되었고, 그 결과 신칸센은 지진 시에 안전성이 높은 것에 초점이 맞춰져 최종적으로 일본 연합이 역전되어 차량이나 운행 관리 시스템 등 근본 부분을 수주하는 데 성공했다.
일본 최초의 수출용 신칸센 차량으로 JR도카이와 JR서일본이 700계 전동차를 바탕으로 공동 개발한 700T형 전동차가 사용되고 있다. 운행 관리 시스템, 승무원의 트레이닝도 일본식이 채용되었다.
타이난 고속철도역에는 시험용으로 사용되었던 신칸센 0계 전동차의 동력차가 전시되어 있다. 이는 일본 외 박물관에 전시된 두 대의 신칸센 중 하나이다. 대만 고속철도가 운영하는 700T형은 일본 외에 수출된 최초의 상업 운행 신칸센 유형이다. 700계를 기반으로 가와사키 중공업이 제작했으며 12량 편성으로 운행된다. 2007년 1월부터 운행을 시작했으며, 최고 속도는 300 킬로미터 매 시 (190 mph)이다.

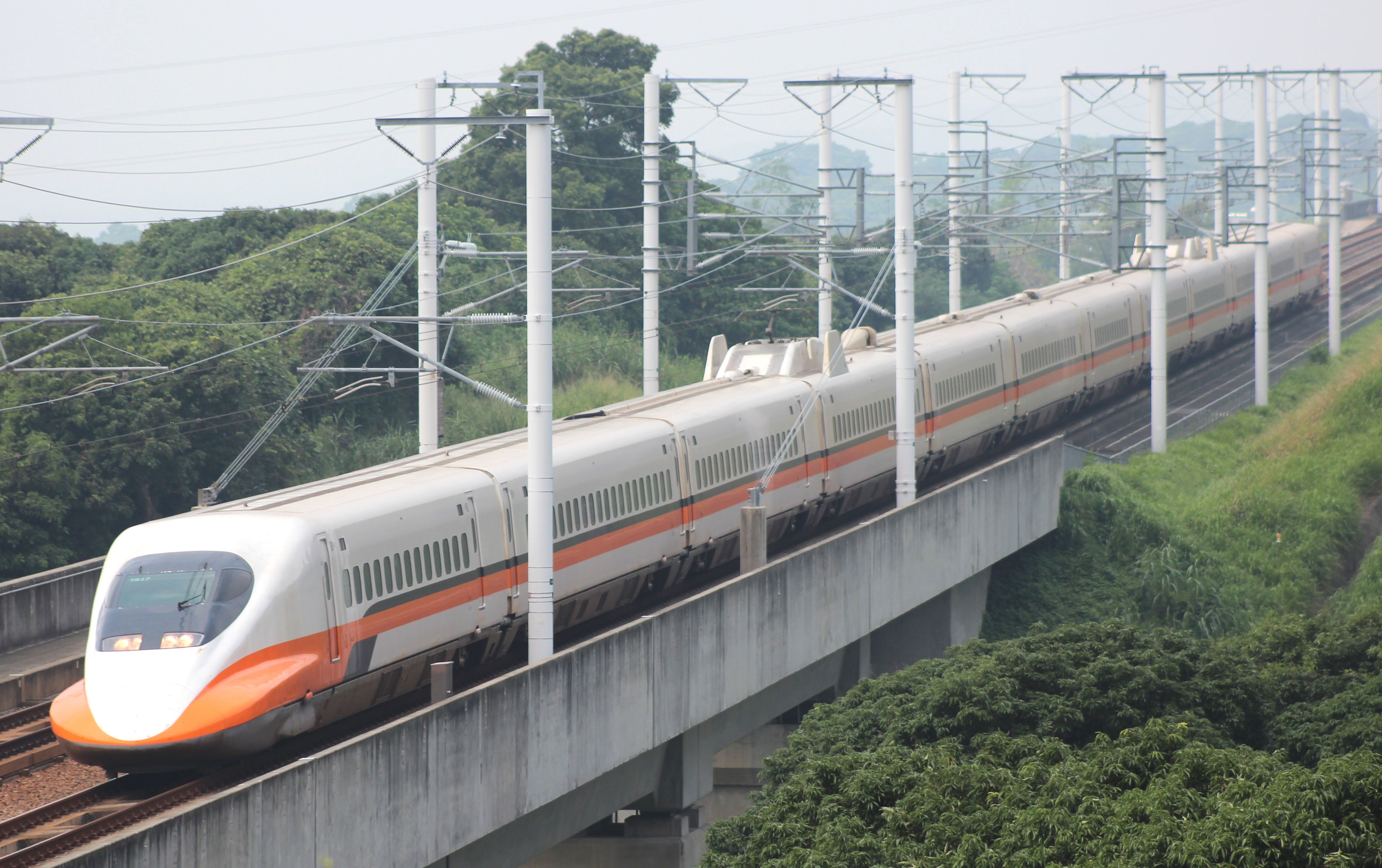
2013년 9월 대만 고속철도 시험 운행 중인 700T 열차

### 미국
텍사스주 휴스턴 - 달라스 사이를 90분에 잇는 텍사스 센트럴 철도의 건설 계획이 일본의 신칸센 방식을 도입하기로 결정되어 빠르면 2021년에 건설을 시작해 2026년의 개업을 예정하고 있다. 차량은 JR도카이의 N700S계 전동차 개량판이 도입될 예정이다.

### 영국
히타치 제작소는 2009년부터 런던 - 켄트주간의 고속 신선 'High Speed 1 (HS1, 구명칭 CTRL: Channel Tunnel Rail Link)'로 운행되는 고속 철도 차량 '영국철도 395(클래스 395)' 29편성, 합계 174량을 수주해, 2007년 8월부터 인도가 시작되었다. 신칸센 400계 전동차를 바탕으로 제작돼 일본에서 영국으로 첫 수출한 열차다.
투척용 창을 뜻하는 재블린(Javelin)이라는 애칭이 있다. 2012년 런던 올림픽 회장 접근용 열차 '올림픽 재블린'으로도 사용되었다.
신칸센 0계 전동차의 퇴역한 동력차가 2000년에 국립 철도 박물관에 기증되었다. 이는 일본 외 박물관에 전시된 두 대의 신칸센 중 하나이다.

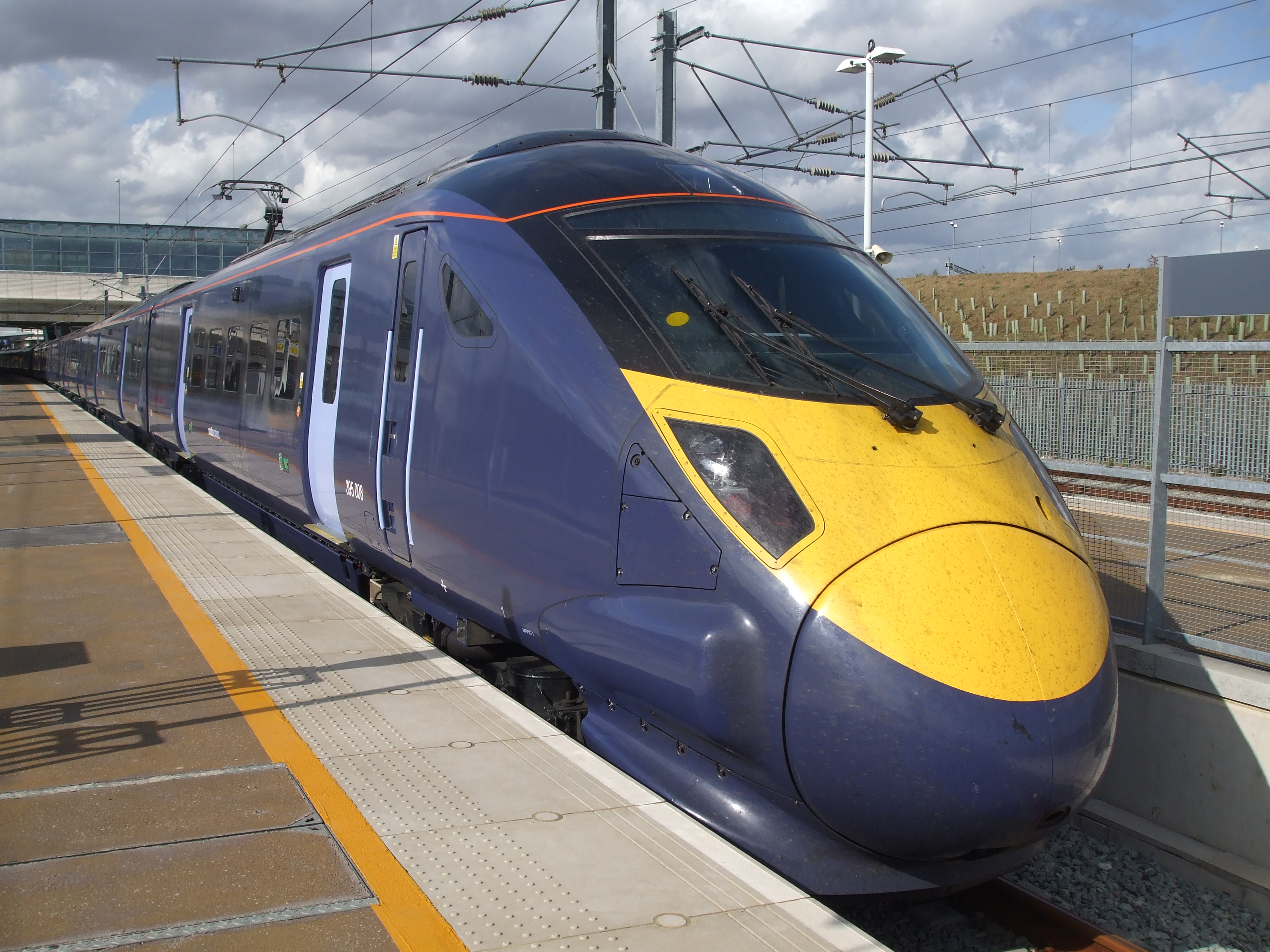
2009년 9월 영국에서 운행 중인 영국 철도 395

사우스이스턴이 운영하는 영국 철도 395는 신칸센 400계 전동차의 기술을 통합하고 있다. 히타치 A-트레인 AT300 인터시티 계열의 일부로, HS1 노선 통근 서비스를 위해 히타치로부터 29개 편성을 주문받았다. 이 열차들은 2009년 6월부터 운행을 시작했으며, 최고 속도 140mph(225km/h)로 운행된다.
히타치는 영국 철도 운영사를 위한 AT300 인터시티 열차를 계속 개발하고 건설했다. 2014년부터 2025년까지 추가로 182개의 AT300 인터시티 편성이 인도되었으며, 영국 철도 800-810 계열로 분류되었다. 여기에는 5량 또는 9량 편성의 바이모드 800급 열차 80대, 5량 또는 9량 편성의 EMU 801급 42대, 5량 또는 9량 편성의 바이모드 802급 24대, 5량 편성의 EMU 803급 5대, 5량 편성의 바이모드 805급 13대, 7량 편성의 EMU 807급 10대, 그리고 5량 편성의 바이모드 810급 33대가 포함된다.

### 중국
중국은 징후 고속철도 등 8개 노선, 합계 7,000 km의 여객 전용선 (최고 속도 350 km/h) 외에 중국 전역에 고속철도망의 건설 (최고 속도 200-350 km/h)을 진행하고 있지만, 국산 고속차량 '중화지성'의 개발로 많은 트러블이 발생한 적도 있어, 일본의 신칸센의 기술 도입과 동시에 프랑스, 독일, 캐나다 등으로부터도 기술 도입을 도모하고 있다.
2007년에는 주요 도시 간의 재래선 고속화(200–250km/h)를 위해 JR동일본의 신칸센 E2계 전동차 (가와사키 중공업이 제조)를 기반으로 한 CRH2형을 도입하고 있다. 신칸센 차량의 해외 수출은 대만고속철도 700T형 전동차 다음으로 두 번째이다. 애칭은 〈총알〉이라는 뜻의 〈자탄두〉이며, 모든 CRH 차량은 허셰호로 불리고 있다.

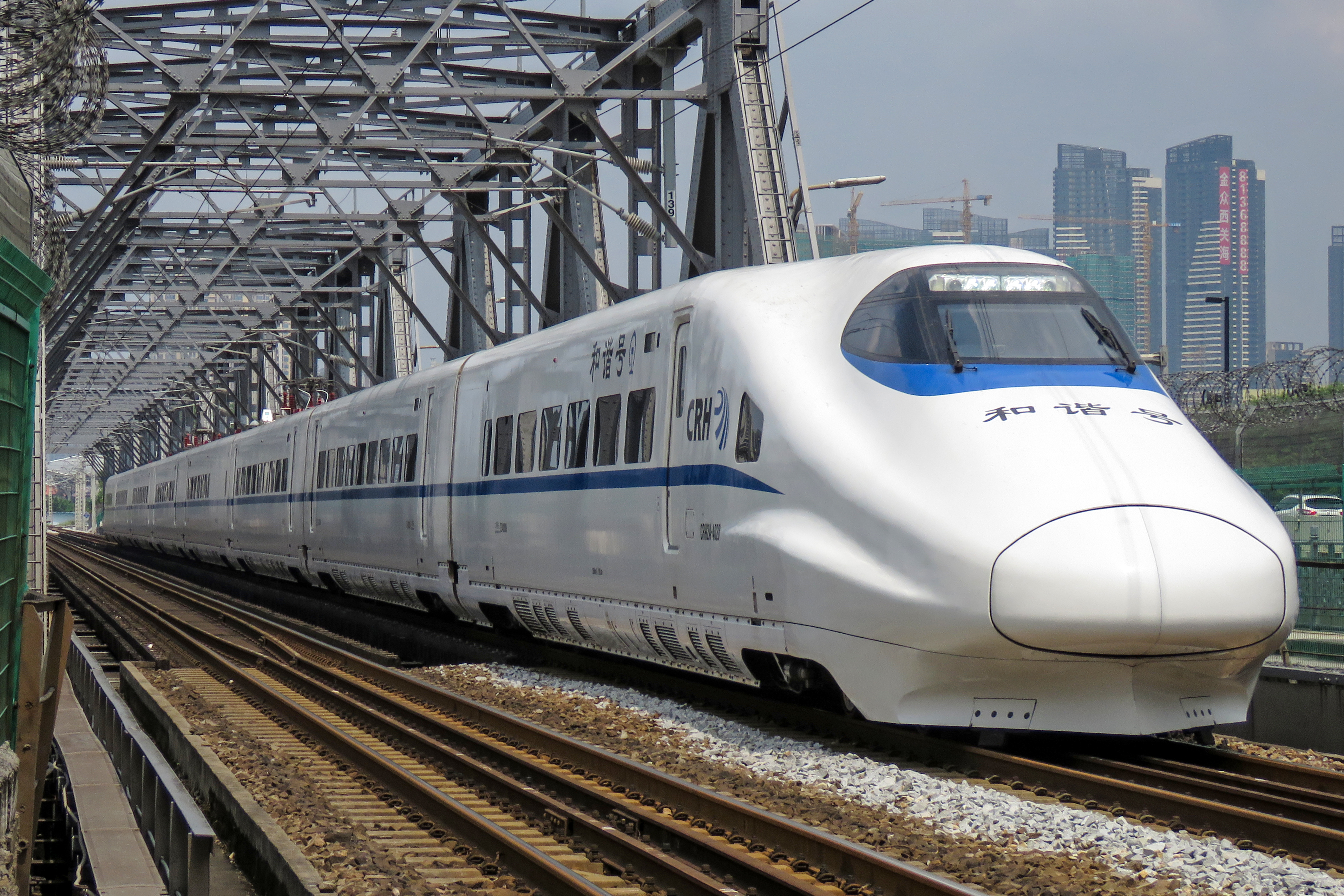
2018년 9월 신칸센 E2계 전동차를 기반으로 한 중국철도 CRH2

일본 이외에서는 스웨덴의 Regina(캐나다·봄바디어제)를 베이스로 한 CRH1형(CRH는 "China Railway High-Speed"의 약자), 이탈리아의 펜돌리노 ETR600(프랑스·알스톰제)을 베이스로 한 CRH5형도 도입되었다.
2008년 베이징 올림픽에 맞추어 개업한 베이징-톈진간의 징진 도시간 철도에는 CRH2형의 여객 전용선 사양도 도입되었지만, 설계 속도를 초과해 운전하고 있었기 때문에, 일본측의 항의를 받아 타선구로 전배해, 우광선에서는 250 km/h로 운전하고 있다. 같은 해 12월부터는, 북경-상하이·항저우간에 CRH2E형의 16량 편성중 13량을 침대차 ’연와차(B침대 상당)'로 한 야간 열차가 운전되고 있다.
2009년에 개업한 우한-광저우간의 우광여객 전용선(350 km/h)에는 독일의 ICE3(지멘스제)를 베이스로 한 CRH3형이 도입되고 있다. 어느 나라에서도 일부는 완성차로 납품되고 나머지는 현지 조립 또는 기술공여에 의한 현지 생산이 되고 있다.
중국은 CRH를 자국제의 고속 철도 차량으로서 발표해, 차량 구입 조건으로 '중화인민공화국에 블랙 박스가 없는 완전한 기술 공여'라고 한 기술도 포함한 구입인 것부터, '자국의 기술'이라고 바꾸어 말했다.

### 인도
2015년 12월, 인도와 일본은 뭄바이-아메다바드 고속철도를 연결하는 인도 최초의 고속철도 건설 계약을 체결했으며, 초기에는 수입된 신칸센 E5계 전동차 편성을 운행할 계획이었다. 주로 일본의 소프트론으로 자금을 조달할 이 연결선은 최대 186억 달러의 비용이 들고 2024년까지 운행될 것으로 예상되었다. 이 프로젝트는 수년 지연되었으며, 예상 비용이 증가했다. 24대의 개조된 E5 편성에 대한 입찰은 2023년에 이루어졌으나, 인도가 E10 편성을 2030년대에 인도받기를 원하여 결과적으로 제시된 입찰은 수용되지 않았다. 일본 정부는 2025년에 E3 및 E5 편성을 무상으로 증여하기로 합의했으며, 인도는 2026년에 이루어질 예정이다.

### 협상 중

#### 미국
2014년, 텍사스 센트럴 철도가 신칸센 N700계 전동차 차량을 사용하여 약 300 마일 (480 km) 길이의 노선을 건설할 것이라고 발표되었다. 이 열차들은 320 킬로미터 매 시 (200 mph) 이상의 속도로 운행될 것으로 제안되었다.

### 자금 조달에 달린 제안

#### 태국
일본은 2015년 5월 27일 태국과 체결한 협정에 따라 방콕과 치앙마이를 잇는 고속철도 노선에 신칸센 기술을 제공할 것이다. 총 프로젝트 비용은 1조 엔(81억 달러) 이상으로 추정된다. 그러나 자금 확보를 포함한 몇 가지 장애물이 남아 있다.

### 잠재적 기회

#### 오스트레일리아
오스트레일리아 정부의 고속철도 건설을 지원하는 민간 단체인 통합 토지 및 철도 오스트레일리아는 잠재적인 멜버른-캔버라-시드니-브리즈번 노선에 신칸센 기술 또는 초전도 리니어 차량을 구매하는 것을 고려했다.
2023년, 정부는 고속철도청을 설립했다. 정부는 미래 고속철도 네트워크 계획을 추진하기 위해 5억 오스트레일리아 달러를 투입했으며, 이 중 7,880만 오스트레일리아 달러는 시드니에서 뉴캐슬 구간의 사업 타당성 조사를 수행하는 데 할당되었고, 이는 2024년 말까지 정부에 제출될 예정이다. JR과 히타치 제작소는 2024년 8월 27일 산업 설명회에 참석했다.

#### 아일랜드
아일랜드 2040 인프라 개선 계획의 일환으로, 코크시-더블린-벨파스트 축을 따라 아일랜드 섬을 남북으로 가로지르는 신칸센 기술을 사용하는 고속철도망이 검토되고 있다.

#### 미국 및 캐나다
미국 연방 철도국은 고속철도에 관해 일본, 프랑스, 스페인을 비롯한 여러 국가와 협상 중이었다. 2009년 5월 16일, 연방 철도국 부국장 캐런 래는 일본이 캐나다와 미국에 기술 전문 지식을 제공하기를 희망한다고 밝혔다.
2009년 6월 1일, JR 도카이 회장 가사이 요시유키는 신칸센 N700계 전동차 고속열차 시스템과 초전도 리니어를 미국과 캐나다를 포함한 국제 수출 시장에 수출할 계획을 발표했다.

#### 브라질
일본은 한때 계획되었던 고속철도에 브라질 정부에 신칸센 기술을 홍보했다. 이 노선은 히우 지 자네이루, 상파울루, 캄피나스를 연결할 예정이었다. 2008년 11월 14일, 일본의 아소 다로 부총리와 브라질의 루이스 이나시우 룰라 다 시우바 대통령은 이 철도 프로젝트에 대해 논의했다. 룰라 대통령은 일본 기업 컨소시엄에 입찰 절차에 참여해 줄 것을 요청했다. 아소 총리는 히우 지 자네이루-상파울루-캄피나스 고속철도 노선을 포함한 브라질 철도 인프라 개선을 위한 양자 협력에 동의했다. 일본 컨소시엄에는 일본 국토교통성, 미쓰이 물산, 미쓰비시 중공업, 가와사키 중공업, 도시바가 포함되었다. 아무것도 실행되지 않았다.

#### 베트남
베트남 철도는 니혼 케이자이 신문이 응우옌 흐우 방 최고 경영자와의 인터뷰를 인용하여 수도 하노이와 남부 상업 중심지인 호찌민시 간의 고속철도에 신칸센 기술을 사용하는 것을 검토하고 있었다고 보도했다. 베트남 정부는 이미 신칸센 시스템에 대한 기본적인 승인을 내렸지만, 여전히 총리의 자금 조달 및 공식 승인이 필요하다. 베트남은 2010년에 자금 조달 제안을 거부하여 560억 달러 규모의 프로젝트 자금은 불확실하다. 하노이는 추가적인 일본의 공적 개발 원조 자금과 세계은행 및 아시아 개발 은행으로부터의 자금 조달을 모색하고 있었다. 1,560 킬로미터 (970 mi)의 노선은 현재의 식민지 시대 철도 노선을 대체할 것이다. 베트남은 2020년까지 고속철도를 개통하기를 희망했으며, 중앙 해안 도시인 다낭과 후에 사이의 90 킬로미터 (56 mi) 구간을 포함한 세 구간을 먼저 건설할 계획이었는데, 이는 잠재적으로 가장 수익성이 높을 것으로 보였다. 베트남 철도는 도카이 여객철도에 기술 훈련을 위해 엔지니어들을 보냈다.

## 기록
- 2015년 4월 21일 신칸센이 리니어 신칸센 주행시험에서 최고속도 603Km를 기록하여 2007년 4월 3일에 갱신되어있던 574.8km인 TGV를 앞지르고 세계 최고로 빠른 열차가 되었다 【SBS 기사본문】

## 선로 및 궤도설비
- 선로는 기존 노선과는 별도로 신규 제작된 선로시설을 사용한다(미니 신칸센 제외).
  - 궤간은 표준궤(1,435mm)를 사용한다.
  - 커브시 곡률반경을 크게 하여 최대한 직선노선을 확보한다. 곡률 반경은 도카이도 신칸센이 2,500m(제한속도 시속 255 km, 단 N700 계열의 경우 시속 270 km), 산요 신칸센 및 이후 부설된 노선은 4,000m 이상(현재 최고속도인 시속 300km를 유지하면서 통과할 수 있다)을 기준으로 하고 있다. 단, 도카이도 신칸센의 도쿄-신요코하마 구간 및 도호쿠 신칸센의 도쿄-오미야 구간과 같은 도심구간, 또는 모든 열차가 정차하는 주요 역 근처 노선의 경우에는 예외가 있을 수 있다. 또한, 아타미 역이나 도쿠야마 역과 같은 곳 역시 지형 또는 부근 토지의 용도와 같은 이유로 인해 부득이하게 급커브가 존재하는 구간이 있다.
- 사고방지를 위해 다음과 같은 설계를 도입하였다.
  - 자동차 충돌사고를 방지하기 위해 철길건널목을 일체 설계하지 않았다(미니 신칸센으로 운영하는 기존 노선의 경우는 건널목 수를 줄임과 동시에 보안설비를 강화하고 있다).
  - 선로 내에 일반인이 들어올 수 없도록 설계하였다. 전 노선을 입체교차형으로 설계하였으며(미니 신칸센은 제외), 열차 운행방해와 같은 행위에 대해서는 법률적으로도 '신칸센특별법'을 통해 강력한 처벌을 하도록 규정하고 있다.

## 과제

### 소음 공해
소음 공해 문제로 인해 속도 증가가 더 어려워졌다. 일본은 인구 밀도가 높고 신칸센의 소음 공해에 대한 강력한 항의가 있었다. 따라서 주거 지역에서는 소음이 70 dB 미만으로 제한된다.
팬터그래프의 개선 및 축소, 차량 중량 절감, 방음벽 건설 및 기타 조치가 시행되었다. 연구는 주로 운행 소음, 특히 열차가 고속으로 터널을 통과할 때 발생하는 터널 부밍 현상 감소를 목표로 한다.

### 지진
일본의 지진 위험 때문에 1992년에 긴급 지진 감지 및 경보 시스템(UrEDAS) (지진 경보 시스템)이 도입되었다. 이는 큰 지진 발생 시 신칸센 열차의 자동 제동을 가능하게 한다.

### 폭설
도카이도 신칸센은 12월부터 2월까지 마이바라역 주변 지역에 종종 폭설이 내려 열차가 속도를 줄여야 하므로 시간표에 차질이 생긴다. 제설 스프링클러 시스템이 설치되었지만, 눈이 오는 날씨에는 10-20분 지연이 여전히 발생한다. 눈 관련 나무 쓰러짐도 서비스 중단을 야기했다. 조에쓰 신칸센 노선을 따라 눈이 매우 많이 내릴 수 있으며, 깊이가 2-3미터에 달한다. 이 노선은 눈의 영향을 완화하기 위해 더 강력한 스프링클러와 슬래브 궤도를 갖추고 있다. 30분 이상의 지연이 발생한 날이 여러 번 있었음에도 불구하고, 도호쿠 신칸센은 상당한 눈이 내리는 날에는 항공 여행에 비해 신뢰성에서 약간의 우위를 보인다.

## 승객 수

### 연간
|               | 도카이도 | 도호쿠 | 산요  | 조에쓰 | 나가노 (호쿠리쿠) | 규슈  | 홋카이도 | 합계*  | 총계 (환승 제외) |
| ------------- | -------- | ------ | ----- | ------ | ----------------- | ----- | -------- | ------ | ---------------- |
| 2007 회계연도 | 151.32   | 84.83  | 64.43 | 38.29  | 10.13             | 4.18  | -        | 353.18 | 315.77           |
| 2015 회계연도 | 162.97   | 90.45  | 72.06 | 42.96  | 31.84             | 13.65 | **0.10   | 414.03 | 365.71           |
| 2016 회계연도 | 167.72   | 91.09  | 72.53 | 43.06  | 30.75             | 13.27 | 2.11     | 420.53 |                  |
| 2017 회계연도 | 170.09   | 91.98  | 74.46 | 43.80  | 31.03             | 14.24 | 2.19     | 427.78 |                  |
| 2018 회계연도 | 174.11   | 93.44  | 75.92 | 44.53  | 31.76             | 14.6  | 1.64     | 436.00 |                  |
| 2023 회계연도 | 160.71   | 81.55  | 70.30 | 39.78  | 30.31             | 16.09 | 1.40     |        |                  |

* 개별 노선의 승객 수의 합계는 시스템의 승객 수와 같지 않다. 한 명의 승객이 여러 노선을 이용할 경우 여러 번 계산될 수 있기 때문이다. 위 경우처럼 시스템의 정확한 승객 수를 얻기 위해서는 한 번만 계산된다.
** 2016년 3월 26일 (개통일)부터 2016년 3월 31일 (2015 회계연도 말)까지 6일간의 운행만 포함한다.
2011년까지 일본의 고속철도 시스템은 전 세계 시스템 중 연간 승객 수가 가장 많았으나, 그 해 중국의 고속철도 네트워크는 승객 수가 17억 명에 달해 세계에서 가장 많았다.

### 누적 비교
| 연도 | 신칸센 (주석 참조) | 아시아 (기타) | 유럽    | 세계     | 신칸센 점유율 (%) |
| ---- | ------------------ | ------------- | ------- | -------- | ----------------- |
| 1964 | 11.0               | 0             | 0       | 11.0     | 100%              |
| 1980 | 1,616.3            | 0             | 0       | 1,616.3  | 100%              |
| 1985 | 2,390.3            | 0             | 45.7    | 2,436.0  | 98.1%             |
| 1990 | 3,559.1            | 0             | 129.9   | 3,689.0  | 96.5%             |
| 1995 | 5,018.0            | 0             | 461     | 5,479    | 91.6%             |
| 2000 | 6,531.7            | 0             | 1,103.5 | 7,635.1  | 85.5%             |
| 2005 | 8,088.3            | 52.2          | 2,014.6 | 10,155.1 | 79.6%             |
| 2010 | 9,651.0            | 965           | 3,177.0 | 15,417   | 70.8%             |
| 2012 | 10,344             | 2,230         | 3,715   | 16,210   | 64.5%             |
| 2014 | 11,050             | 3,910         | 4,300   | 19,260   | 57.4%             |

참고:
- 이탤릭체 데이터는 데이터가 누락된 경우의 추정치를 포함한다. 터키와 러시아 데이터는 편의상 "유럽" 열에 포함되었으며, 아시아와 유럽으로 나뉘지 않았다. 정규 운행 속도가 200km/h 이상인 시스템만 고려되었다.
- "신칸센 점유율(%)"은 "세계" 총계에서 신칸센 승객 수(완전히 조립된 수출 열차 포함)의 비율을 나타낸다. 현재는 타이완에만 해당되지만, 일본이 다른 국가에 신칸센을 수출하면 변경될 수 있다.
- "신칸센" 열에는 일본에서 조립을 위해 중국으로 수출된 신칸센 넉다운 키트 또는 중국의 파생 시스템은 포함되지 않는다.
- "아시아 (기타)" 열은 지리적으로 아시아에 위치하지만 신칸센을 사용하지 않는 모든 고속철도 시스템의 승객 수의 합계를 나타낸다 (이 데이터는 지리적으로 아시아에 일부가 있지만 편의상 유럽 열에 포함된 러시아와 터키는 제외된다).
- 2013년 일본 국토교통성 데이터는 업데이트되지 않았으며, 합산된 유럽 데이터도 없다 (2012년 데이터도 매우 대략적이다). 그러나 2013년 타이완의 승객 수는 4,749만 명[110]이고, 한국은 5,450만 명[111], 중국은 6억 7,200만 명이다.[112]

1964년 10월 이후 누적 승객 수는 도카이도 신칸센만으로 50억 명 이상이며, 일본 전체 신칸센 네트워크로는 100억 명 이상이다. 그럼에도 불구하고 중국의 점유율은 빠르게 증가하고 있으며, 2018년 말까지 95억 명에 육박하는 승객에게 서비스를 제공했으며, 2020년에는 일본의 누적 승객 수를 추월할 것으로 예상된다.

## 미래

### 속도 증가

#### 도호쿠 신칸센
E5계 열차는 최고 속도 320 킬로미터 매 시 (200 mph)를 낼 수 있으며, 초기에는 300 킬로미터 매 시 (190 mph)로 제한되었으나 2011년 3월 도호쿠 신칸센에 도입되었다. 2013년 3월 16일에는 이 노선에서 우쓰노미야역과 모리오카역 사이의 최고 속도 320 킬로미터 매 시 (200 mph) 운행이 시작되었다. 이는 도쿄에서 신아오모리까지의 674 킬로미터 (419 mi) 거리를 약 3시간으로 단축시켰다.
파스텍 360 시험 열차를 이용한 광범위한 시험 결과, 소음 공해(특히 터널 부밍), 가공 전차선 마모, 제동 거리 문제로 인해 360 킬로미터 매 시 (220 mph) 운행이 불가능하다는 것이 밝혀졌다. 2012년 10월 30일, 동일본여객철도는 2020년까지 도호쿠 신칸센의 속도를 360 킬로미터 매 시 (220 mph)로 늘리기 위한 연구 개발을 추진하고 있다고 발표했다. ALFA-X는 현재 시험 운행 중이다.

#### 홋카이도 신칸센
2016년 서비스 시작 시, 홋카이도 신칸센의 약 82 킬로미터 (51 mi) 듀얼 게이지 구간(세이칸 터널 통과 포함)의 최고 속도는 140 킬로미터 매 시 (87 mph)였으며, 2019년 3월까지 160 킬로미터 매 시 (99 mph)로 증가했다. 매일 약 50대의 화물 열차가 듀얼 게이지 구간을 사용하므로, 신칸센 운행 시간 외에 화물 열차 운행을 제한하는 것은 불가능하다. 이와 동일본여객철도와 홋카이도 여객철도가 언급한 다른 날씨 관련 요인 때문에 도쿄와 신하코다테호쿠토 간 가장 빠른 소요 시간은 3시간 57분이다.
2020-21년 신년 휴가 기간 동안, 특정 신칸센 서비스는 듀얼 게이지 구간에서 210 킬로미터 매 시 (130 mph)로 운행되었으며, 2021년 5월 3일부터 6일까지의 골든위크 휴가 기간에는 화물 열차 운행이 적어 다시 제안되었다.
터널을 통과하는 신칸센 열차가 260 킬로미터 매 시 (160 mph)(터널 내에서 제안된 최고 속도)로 운행할 때의 모든 이점을 얻기 위해, 대안이 고려되고 있다. 예를 들어, 협궤 열차를 통과할 때 신칸센 열차의 속도를 자동으로 200 킬로미터 매 시 (120 mph)로 줄이는 시스템, 그리고/또는 화물 열차를 특수 "Train on Train" 표준궤 열차(덮개 있는 피기백 평차 열차와 유사)에 싣는 방법이 있는데, 이는 고속으로 다가오는 신칸센 열차의 충격파를 견딜 수 있도록 제작되었다. 이렇게 하면 도쿄에서 신하코다테호쿠토까지의 소요 시간을 3시간 45분으로 단축할 수 있으며, 12분을 절약할 수 있다.

### 호쿠리쿠 연장

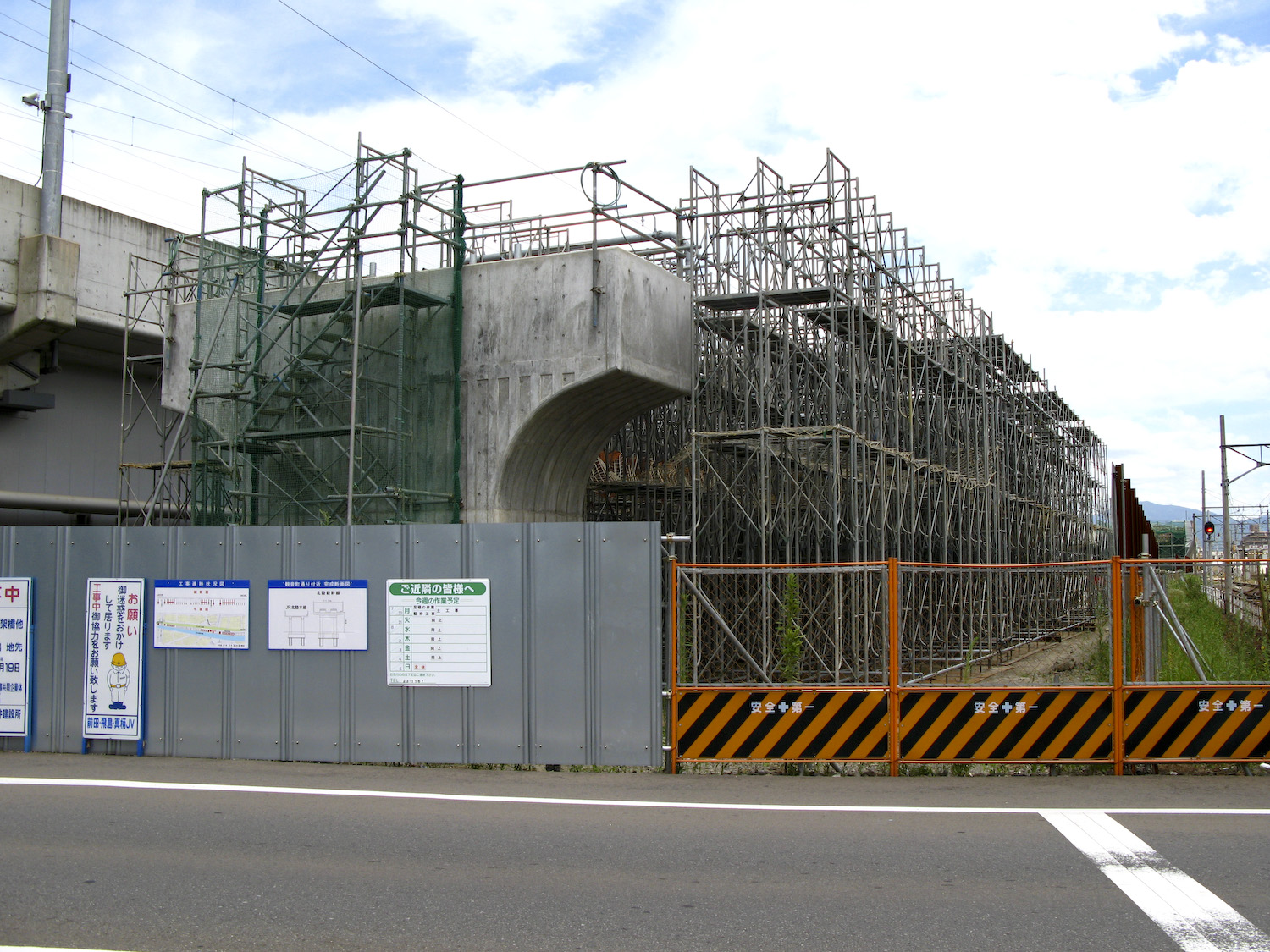
후쿠이시에서 건설 중인 호쿠리쿠 신칸센

호쿠리쿠 신칸센은 2024년 3월 16일 가나자와에서 쓰루가역까지 연장되었다.
쓰루가에서 오사카까지 노선을 연장할 추가 계획이 있으며, 오바마-교토 노선은 2016년 12월 20일 정부에 의해 선정되었다. 정부 위원회가 지명된 5개 노선을 조사한 후이다.
쓰루가 너머의 연장은 2030년 이전에 시작될 것으로 예상되지 않으며, 예상 건설 기간은 15년이다. 2017년 3월 6일 정부 위원회는 교토에서 신오사카까지의 선정된 노선이 교타나베시를 경유하며, 가타마치선의 마쓰이야마테역에 역이 건설될 것이라고 발표했다.

#### 포기된 임시 궤간 변경 계획
오사카까지 노선이 완공되기 전에 쓰루가 서쪽 역에 호쿠리쿠 신칸센의 이점을 확대하기 위해, JR 서일본은 궤간가변열차(GCT) 개발에 대해 탈고와 협력하고 있었다. 이 열차는 신칸센에 사용되는 25kV AC 전철화 시스템과 재래선에 사용되는 1.5kV DC 시스템 모두에서 작동할 수 있도록 설계되었다. 제안된 대차의 시험은 쓰루가에 목적에 맞게 건설된 180 미터 (590 ft)의 궤간 변환 장치에서 수행되었지만 성공적이지 못했고 계획은 포기되었다.

### 도호쿠 연장/홋카이도 신칸센
홋카이도 신칸센은 신아오모리역 북쪽의 도호쿠 신칸센을 신하코다테호쿠토역(하코다테시 북쪽)까지 연장하는 노선으로, 세이칸 터널은 프로젝트의 일부로 듀얼 게이지로 전환되어 2016년 3월에 개통되었다.
홋카이도 여객철도는 신하코다테호쿠토에서 삿포로역까지 홋카이도 신칸센을 2038년까지 개통하기 위해 연장하고 있다. 211.3 킬로미터 (131.3 mi) 연장 구간은 약 76%가 터널로 구성될 예정이며, 여기에는 도시마(~32.675 킬로미터 (20.303 mi)), 오시마(~26.5 킬로미터 (16.5 mi)), 테이네(~26.5 킬로미터 (16.5 mi)), 시리베시(~18 킬로미터 (11 mi))와 같은 주요 터널이 포함된다.
삿포로에서 아사히카와시까지의 연장은 1973년 계획 노선 목록에 포함되었지만, 홋카이도 신칸센이 삿포로를 넘어 연장될지는 현재까지 미지수이다.

### 니시큐슈 신칸센
큐슈여객철도는 2022년 9월 23일 다케오온센역에서 나가사키역까지 니시큐슈 신칸센을 개통했으며(신칸센 표준에 맞춰 건설), 신토스에서 다케오온센까지의 기존 협궤 구간은 이 프로젝트의 일환으로 개량될 예정이다.
이 제안은 초기에 궤간가변열차(GCT)를 도입하여 하카타에서 신토스(큐슈 신칸센 기존 노선에서 26.3 킬로미터 (16.3 mi))까지 이동한 다음, 기존 나가사키 본선으로 연결되는 특정 궤간 변경(표준에서 협궤로) 구간을 통과하여 히젠야마구치(37.6 킬로미터 (23.4 mi))까지 이동하고, 그 다음 사세보선을 통해 다케오온센(13.7 킬로미터 (8.5 mi))까지 이동한 후, 또 다른 궤간 변경(협궤에서 표준으로) 구간을 통해 나가사키(66 킬로미터 (41 mi))까지 최종 신칸센 노선으로 이동하는 것을 포함했다. 그러나 GCT의 차축에 상당한 기술적 문제가 발생하여 개발이 취소되었다.
2020년 10월 28일, 큐슈여객철도는 나가사키에서 분리된 신칸센 구간에 6량 편성의 N700S를 사용할 것이며, 다케오온센역에서 환승 서비스를 통해 하카타와 연결될 것이라고 발표했다. 큐슈여객철도는 또한 이 서비스가 1961년부터 사용되어 온 '가모메'라는 이름을 계속 사용할 것이라고 발표했다.
신칸센 노선은 하카타와 나가사키 간 거리를 6.2%(9.6 킬로미터 (6.0 mi)) 단축했으며, 전체 노선의 64%만이 신칸센 표준으로 건설되었지만, 이전 협궤 노선의 가장 느린 구간을 제거했다.
GCT 제안의 일환으로 히젠야마구치와 다케오온센 간의 12.8 킬로미터 (8.0 mi) 단선 구간이 복선화될 예정이었다. 그러나 GCT 개발 문제로 인해 제안은 진전되지 않았다.
나가사키와 다케오온센 간의 초기 구간은 2022년 9월 23일에 개통되었다.

### 자기부상 (주오 신칸센)
자기부상열차는 1997년부터 야마나시 시험 선로에서 500 킬로미터 매 시 (310 mph) 이상의 속도로 시험 운행을 해왔다. 이 광범위한 시험 결과, 자기부상 기술은 대중 사용에 거의 준비가 되었다. 시험 선로의 18.4 to 42.8 킬로미터 (11.4 to 26.6 mi) 연장이 2013년 6월에 완료되어 2013년 8월에 확장된 고속 주행 시험이 시작되었다. 이 구간은 결국 도쿄와 오사카를 연결할 주오 신칸센에 통합될 것이다. 시나가와에서 나고야시까지의 구간 건설은 2014년에 시작되었으며, 286 킬로미터 (178 mi) 노선의 86%가 터널로 이루어져 있다. 2017년에는 토지 확보의 어려움으로 인해 주오 신칸센이 처음 계획했던 시나가와역이 아닌 도쿄역에서 시작될 계획이 승인되었다.
도카이 여객철도는 원래 2027년에 도쿄와 나고야 간 상업 운행을 시작하는 것을 목표로 했다. 그러나 2024년, 도카이 여객철도 사장 니와 슌스케는 건설 지연으로 인해 2027년 개통이 불가능하며 최소 2034년까지는 개통되지 않을 것으로 예상한다고 밝혔다.
가장 짧은 경로(일본 알프스 통과)를 따라 도카이 여객철도는 시나가와에서 나고야까지 40분이 걸릴 것으로 추정한다. 시나가와에서 신오사카까지 계획된 이동 시간은 1시간 7분이다. 도카이도 신칸센은 2010년 기준 최소 연결 시간이 2시간 19분이었다.
정부는 도쿄와 나고야 간 최단 노선을 승인했지만, 특히 나가노현은 지노와 이나 또는 기소후쿠시마역을 거쳐 북쪽으로 노선을 변경하도록 로비를 펼쳤다. 그러나 그렇게 하면 도쿄에서 나고야까지의 이동 시간과 건설 비용이 모두 증가할 것이다. 도카이 여객철도는 가나가와현을 통과하며 시나가와역에서 종착하는 노선을 건설할 것이라고 확인했다.
나고야에서 오사카까지의 노선도 논란 중이다. 이 노선은 교토 남쪽 약 40 킬로미터 (25 mi) 떨어진 나라를 경유할 계획이다. 교토는 노선을 북쪽으로 이동하여 기존 도카이도 신칸센과 거의 일치하도록 로비하고 있으며, 이 노선은 나라가 아닌 교토에 서비스를 제공한다.

### 미니 신칸센
미니 신칸센 (ミニ新幹線)은 기존 협궤 노선을 표준궤로 개량하여 전체 신칸센 표준 노선을 건설하는 비용 없이 신칸센 열차가 도시로 이동할 수 있도록 한 노선에 부여된 이름이다.
두 개의 미니 신칸센 노선이 건설되었다: 야마가타 신칸센과 아키타 신칸센. 이 노선으로 향하는 신칸센 서비스는 도쿄에서 도호쿠 신칸센 노선을 따라 이동한 후 기존 간선 노선으로 분기한다. 야마가타/신조선과 아키타선 모두에서 협궤 노선이 개궤되어, 지역 서비스는 1,067 mm (3 ft 6 in) 교외/도시간 차량의 표준궤 버전인 701-5000계로 운행된다. 오마가리에서 아키타까지의 아키타선에서는 두 개의 협궤 노선 중 하나가 개궤되었고, 나머지 협궤 노선의 일부는 듀얼 게이지로 되어 있어 신칸센 서비스가 정차 없이 서로를 통과할 수 있다.
이 노선들의 최고 속도는 130 킬로미터 매 시 (81 mph)이지만, 승객들이 각각 후쿠시마와 모리오카에서 갈아탈 필요가 없어져 도쿄까지/에서 총 이동 시간이 단축된다.
선로 폭이 넓어졌을 때 차량한계 (노선에서 운행할 수 있는 열차의 크기)는 변경되지 않았으므로, 이 노선에서 운행할 수 있는 신칸센 열차는 이 노선들을 위해 특별히 제작된 열차뿐이다. 이들은 E3계 및 E6계 열차이다.
더 이상 미니 신칸센 노선이 제안되지는 않았지만, 이는 협궤 네트워크의 도시에 신칸센 서비스를 제공하기 위한 선택지로 남아 있다.

#### 제안된 오우 베이스 터널
야마가타 신칸센에 베이스 터널 건설이 제안되었으며, 동일본여객철도는 요네자와시역 바로 남쪽의 니와사카에서 세키네까지 계획된 노선에 대한 조사를 수행했다. 제안된 24.9 킬로미터 (15.5 mi) 노선 중 23.1 킬로미터 (14.4 mi)는 터널로 이루어질 예정이며, 대부분 기존 88 킬로미터 (55 mi) 후쿠시마 – 야마가타 구간의 북쪽에 위치한다. 개선된 노선에 건설될 터널은 제안된 시속 200km의 선로 속도로 인해 후쿠시마와 야마가타 간 이동 시간을 약 10분 단축할 것이다.
터널은 후쿠시마 서쪽 오우산맥을 통과하는 이타야토게 고개를 피할 것이다. 현재 노선의 경사는 3.0%에서 3.8%에 이르며, 최고 고도는 548 미터 (1,798 ft)에 달한다. 현재 노선의 곡선과 급경사는 열차 속도를 55 킬로미터 매 시 (34 mph) 이하로 제한하며, 폭우, 폭설 및 강풍에 취약하다. 2011년부터 2017년까지 총 410개의 야마가타 미니 신칸센 서비스가 중단되거나 지연되었으며, 이 중 40%는 이타야토게 고개를 통과하는 노선에서 발생했다.
1,500억 엔 규모의 베이스 터널이 승인되면, 상세 설계에 5년, 건설에 15년이 소요될 것이다. 터널이 전체 신칸센 차량 한계를 허용할 만큼 충분히 큰 단면으로 건설될 경우, 비용은 120억 엔 증가할 수 있다.

## 항공과의 경쟁
항공 운송과 비교할 때 신칸센은 운행 빈도와 유연성, 정시 운행, 편안한 좌석, 낮은 탄소 배출량, 편리한 도심 터미널 등 여러 가지 이점을 가진다.
신칸센 운임은 일반적으로 국내 항공 운임과 경쟁력이 있다. 속도와 편의성 측면에서 신칸센의 시장 점유율은 750 킬로미터 (470 mi) 미만 여행에서 항공 운송을 넘어섰으며, 800–900 킬로미터 (500–560 mi) 범위에서는 항공과 철도가 여전히 높은 경쟁력을 보이고, 1,000 킬로미터 (620 mi) 이상 여행에서는 항공이 더 높은 시장 점유율을 가진다.
눈이 오는 날씨에는 신칸센이 눈으로 인한 항공편 지연보다 적은 것으로 알려져 있다. 2016년에 수행된 한 연구에 따르면 도쿄와 아오모리 간 도호쿠 신칸센은 항공 여행에 비해 30분 이상 지연된 날이 훨씬 적었다.
- 도쿄 – 나고야 (342 킬로미터 (213 mi)), 도쿄 – 센다이 (325 킬로미터 (202 mi)), 도쿄 – 하나마키 (모리오카) (496 킬로미터 (308 mi)), 도쿄 – 니가타 (300 킬로미터 (190 mi)): 이들 도시 간 항공 서비스가 있었지만, 신칸센 서비스 시작 후 철수되었다. 신칸센은 이들 도시 간을 약 2시간 이내에 운행한다.
- 도쿄 – 오사카 (515 킬로미터 (320 mi)): 빠르고(2시간 22분) 잦은 서비스(노조미로 최대 10분 간격) 때문에 신칸센이 우세하지만, 항공 여행도 일정한 점유율(약 20-30%)을 차지한다.
- 도쿄 – 오카야마 (676 킬로미터 (420 mi)), 도쿄 – 히로시마 (821 킬로미터 (510 mi)): 지난 10년 동안 신칸센의 시장 점유율이 약 40%에서 약 60%로 증가했다고 보고되었다.[134] 신칸센은 약 3~4시간이 걸리고 노조미 열차가 30분마다 운행되지만, 항공사는 더 저렴한 요금을 제공하여 가격에 민감한 승객들을 유치할 수 있다.
- 도쿄 – 후쿠오카 (1,069 킬로미터 (664 mi)): 가장 빠른 노조미 열차로 신칸센은 약 5시간이 걸리며, 할인 항공사는 항공 여행을 훨씬 저렴하게 만들어 대부분의 사람들이 항공을 선택한다. 또한, 다른 많은 도시와 달리 후쿠오카 공항은 중심가인 텐진 지구 근처에 위치하고 후쿠오카시 지하철 공항선은 하카타역을 통해 공항과 텐진을 연결하며 도쿄 국제공항도 편리하게 위치하고 있어 두 도시의 신칸센 역 위치에 대한 편의성 이점은 거의 없다.
- 오사카 – 후쿠오카 (554 킬로미터 (344 mi)): 가장 경쟁이 치열한 구간 중 하나이다. 신칸센은 노조미나 미즈호로 약 2시간 30분이 걸리며, JR 서일본 히카리 레일스타 또는 JR 서일본/JR 큐슈 사쿠라 열차는 시간당 두 번 운행하며 두 도시 간 약 2시간 40분이 걸린다. 다시 말하지만, 관련 공항(오사카 이타미 공항의 경우)의 위치가 항공 여행의 인기에 영향을 미친다.
- 도쿄 – 아오모리 (675 킬로미터 (419 mi)): 이 도시들 간 가장 빠른 신칸센 서비스는 3시간이다. 신칸센 연장 개통 이후 일본항공이 이 노선 서비스 항공기 크기를 줄였다고 보고되었다.[134]
- 도쿄 – 호쿠리쿠 (345 킬로미터 (214 mi)): 이 지역들 간 가장 빠른 신칸센 서비스는 2시간 30분이다. 전일본공수가 2015년 신칸센 연장 개통 이후 도쿄에서 가나자와 및 도야마까지의 서비스 횟수를 6회에서 4회로 줄였다고 보고되었다. 이 노선을 항공으로 여행하는 승객의 점유율은 같은 기간 동안 40%에서 10%로 감소했다고 보고되었다.[119]

## 사진

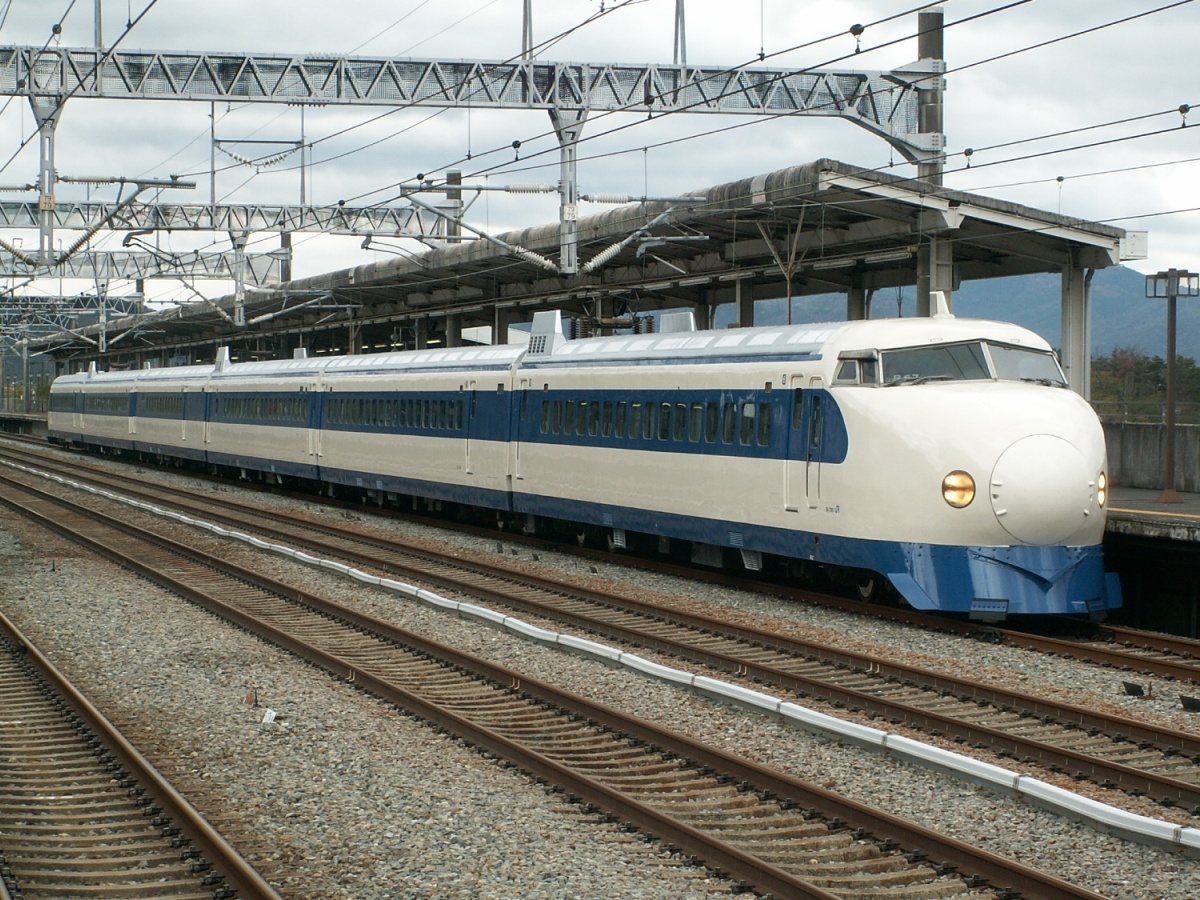
0계
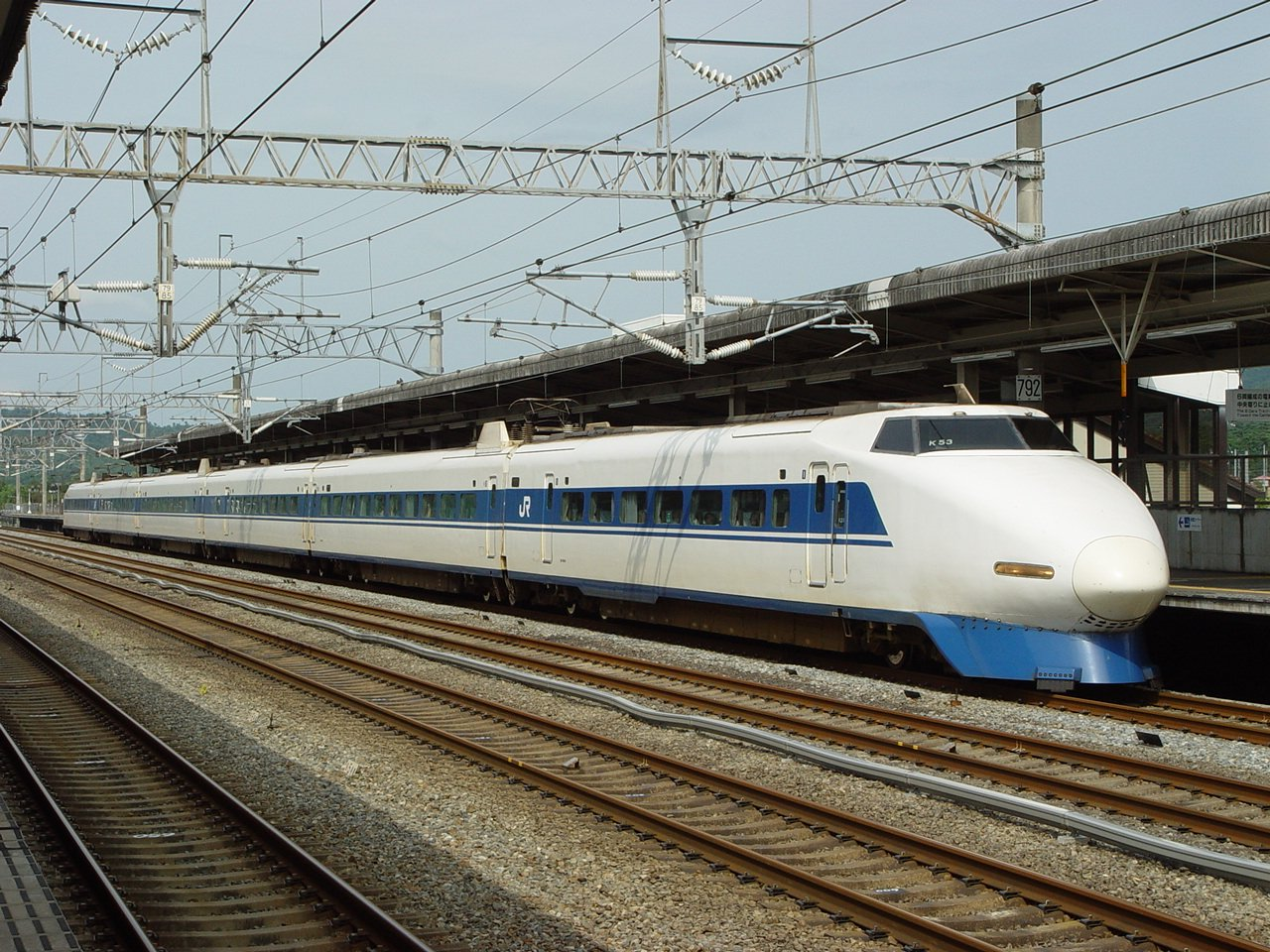
100계
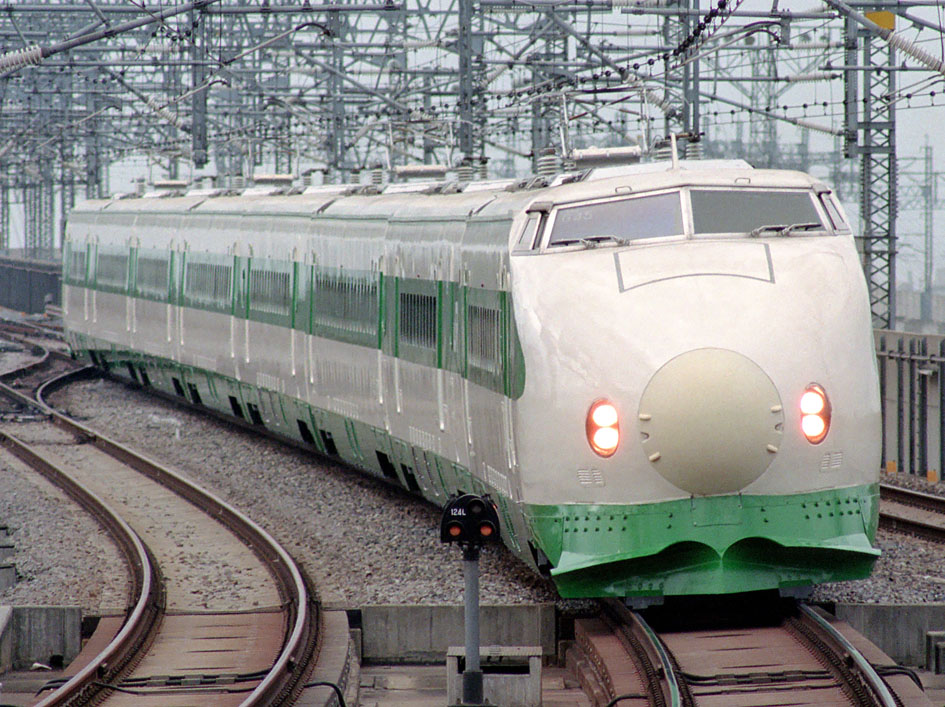
200계
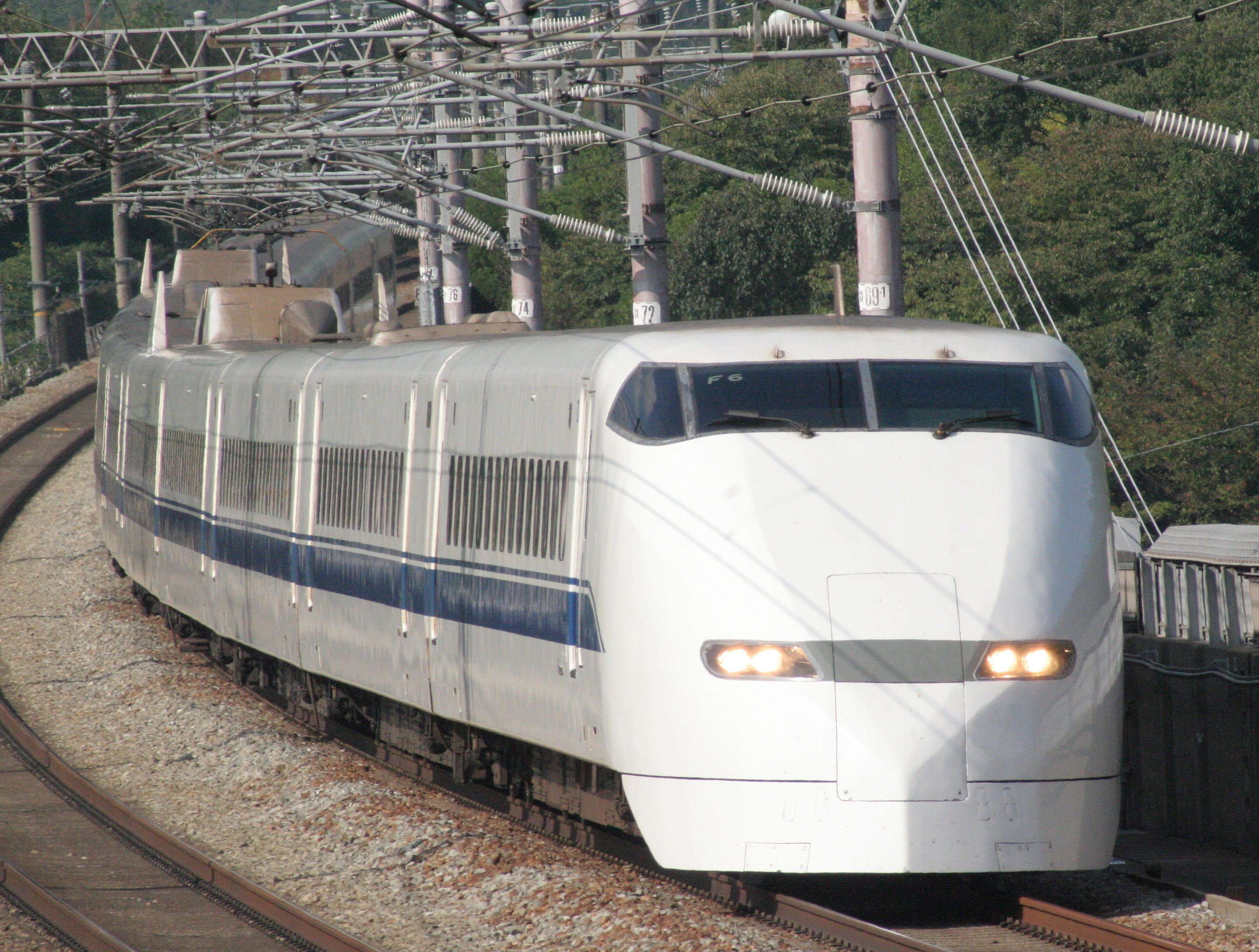
300계
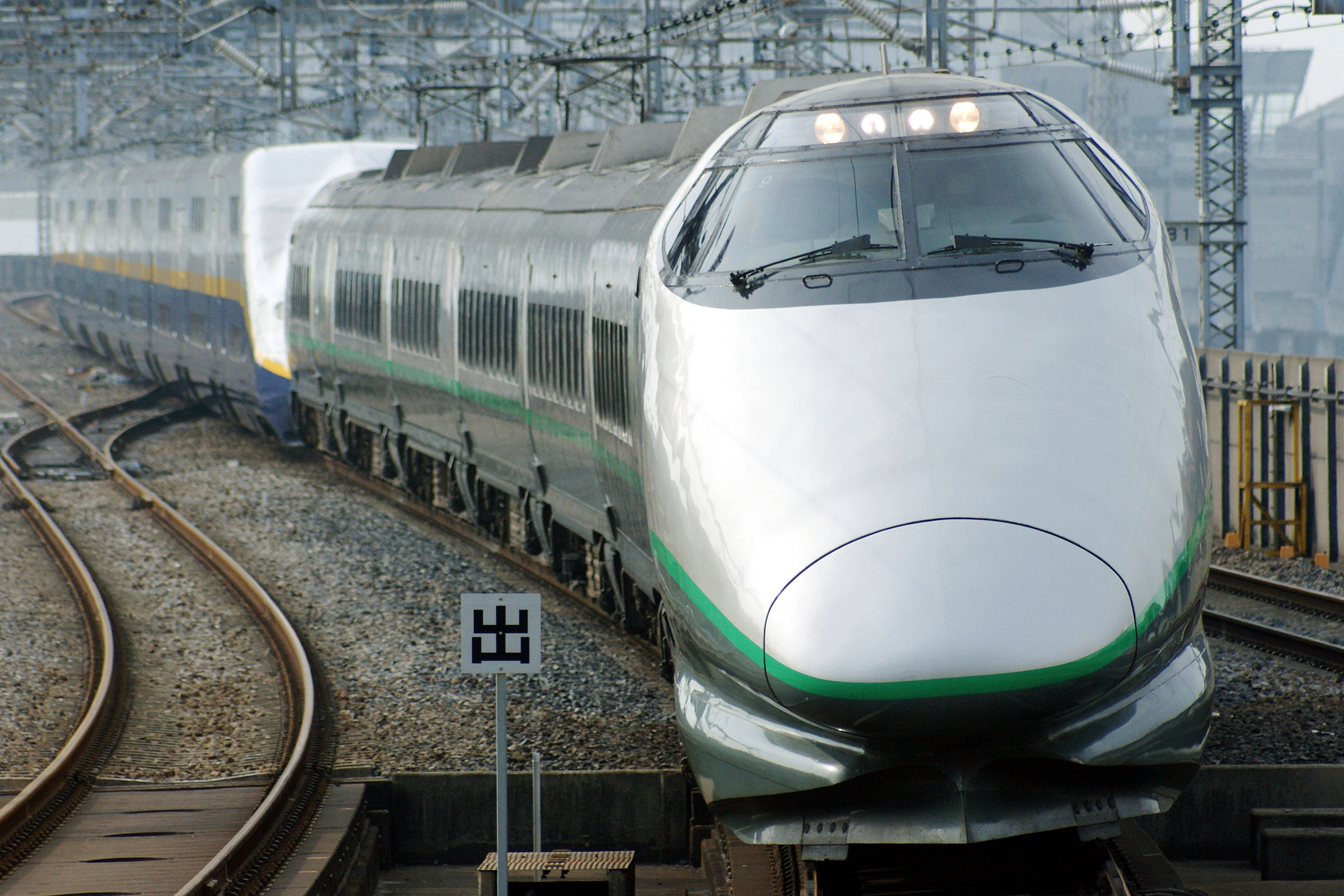
400계
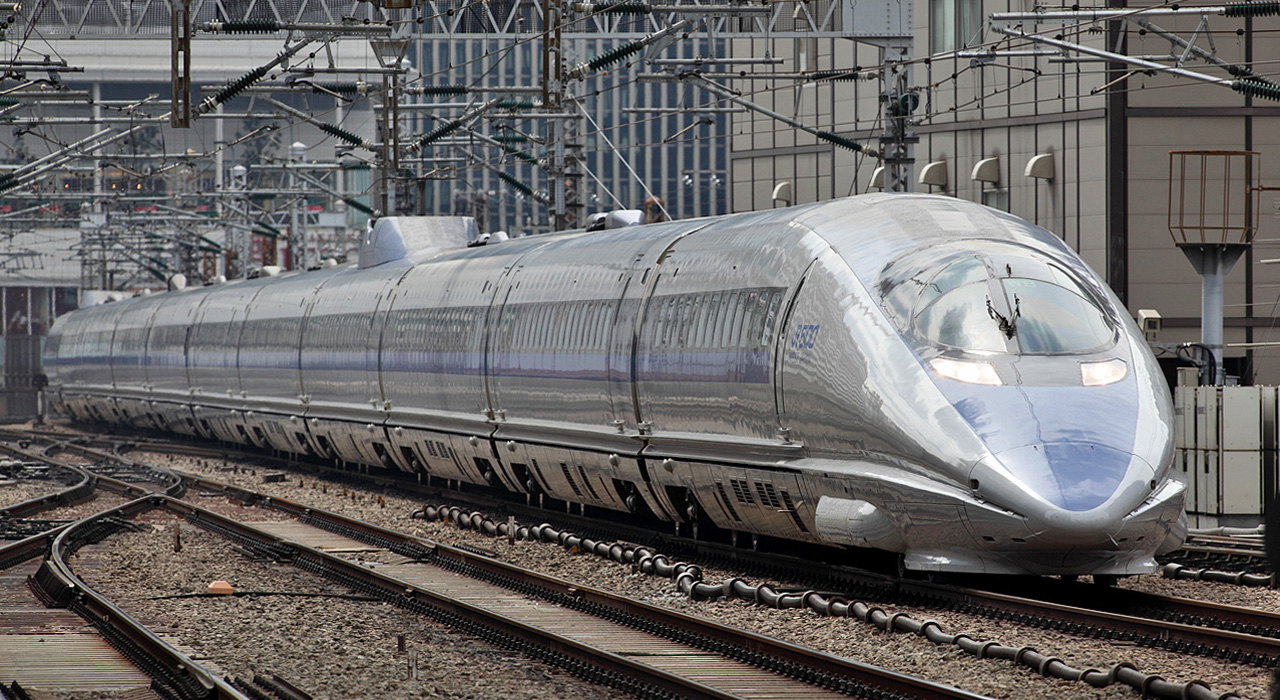
500계
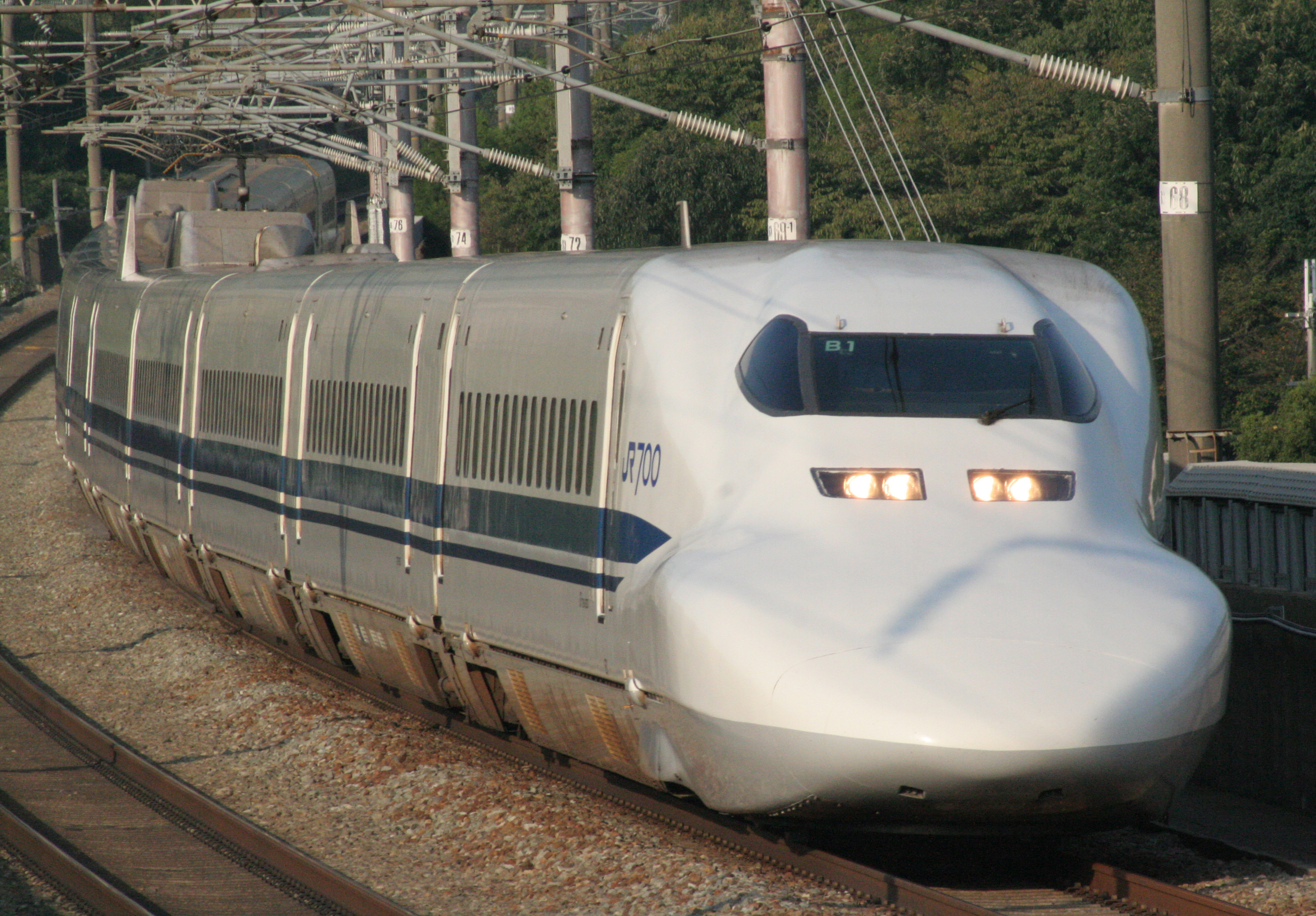
700계
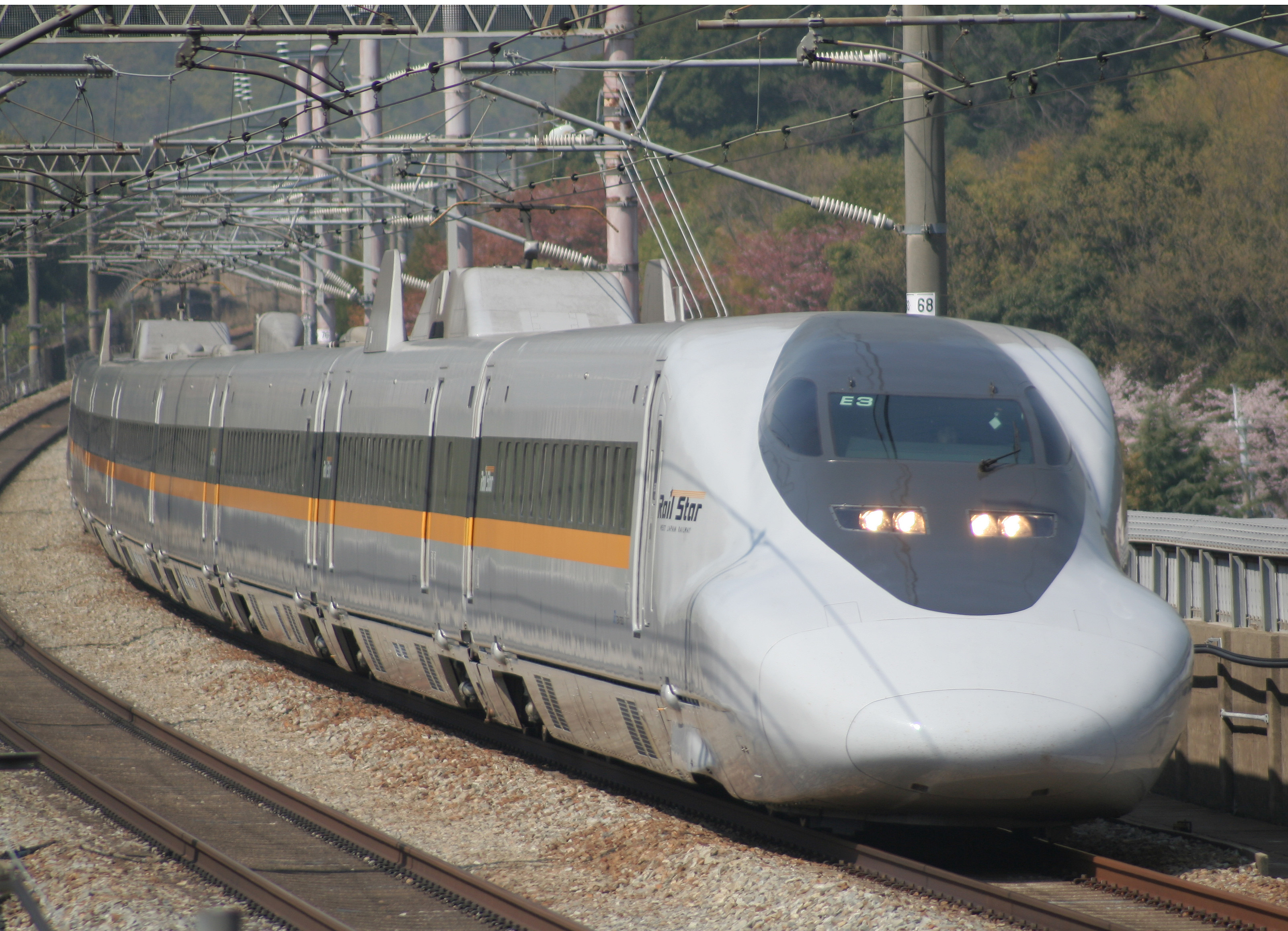
700계 (히카리 레일스타)
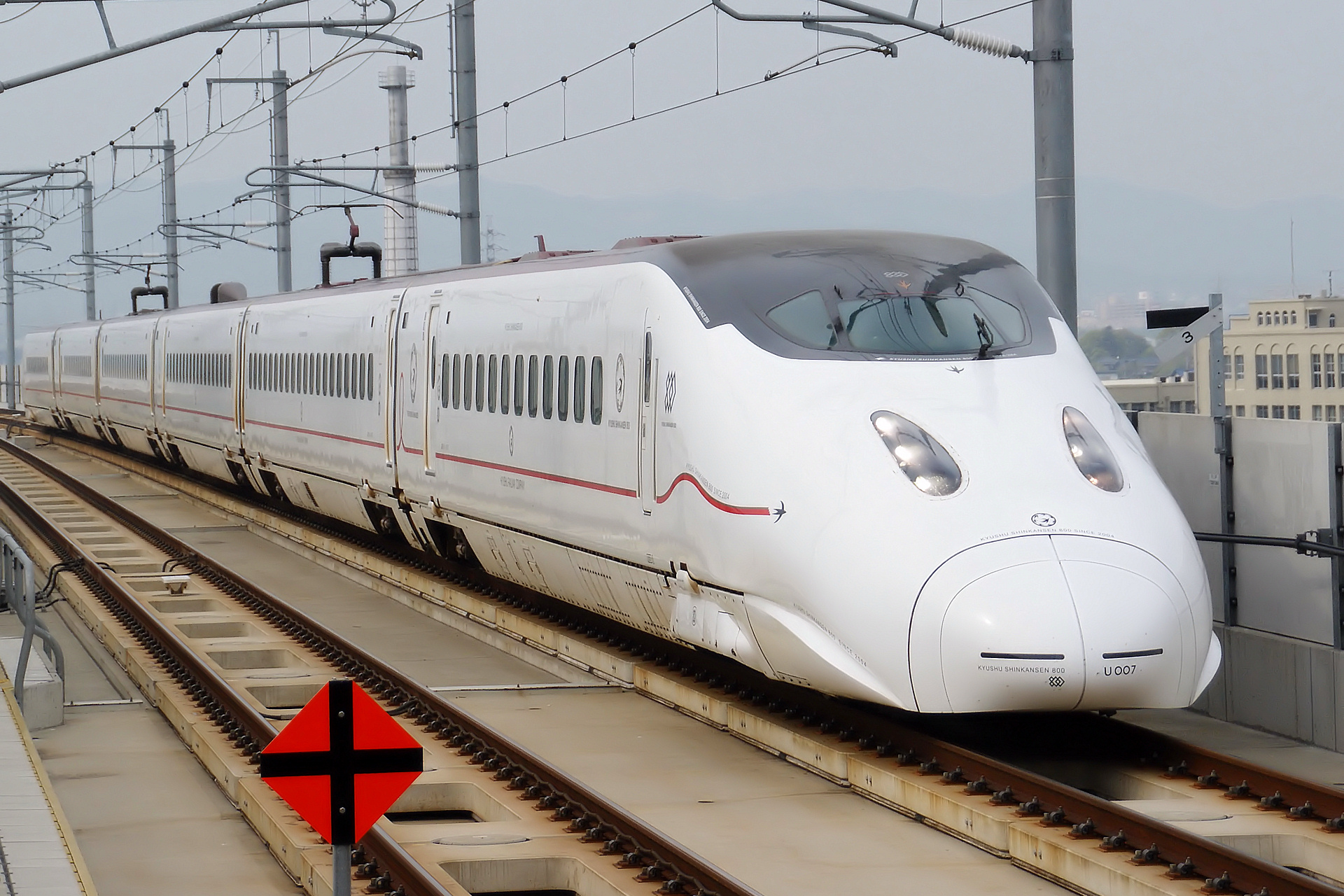
800계
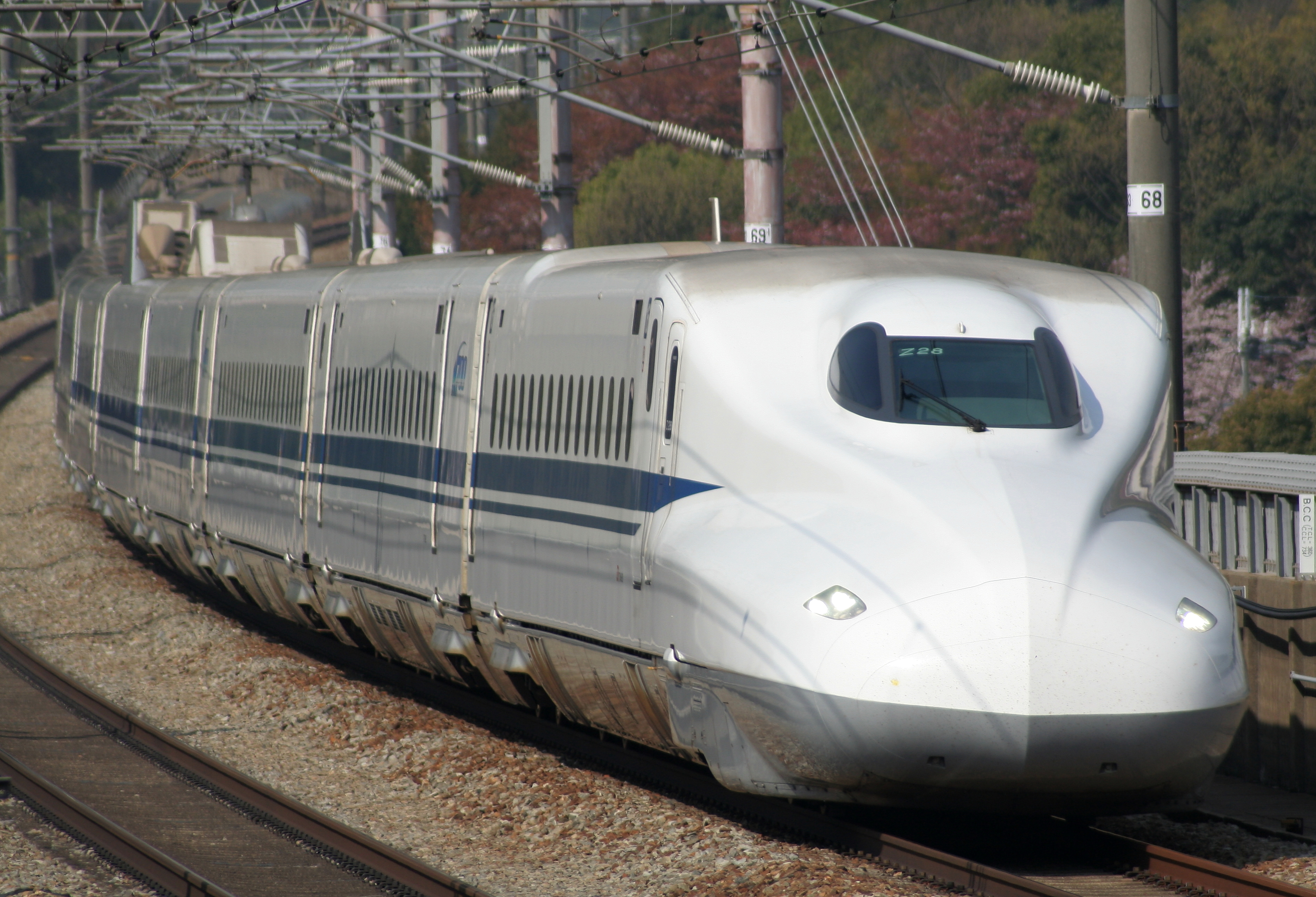
N700계
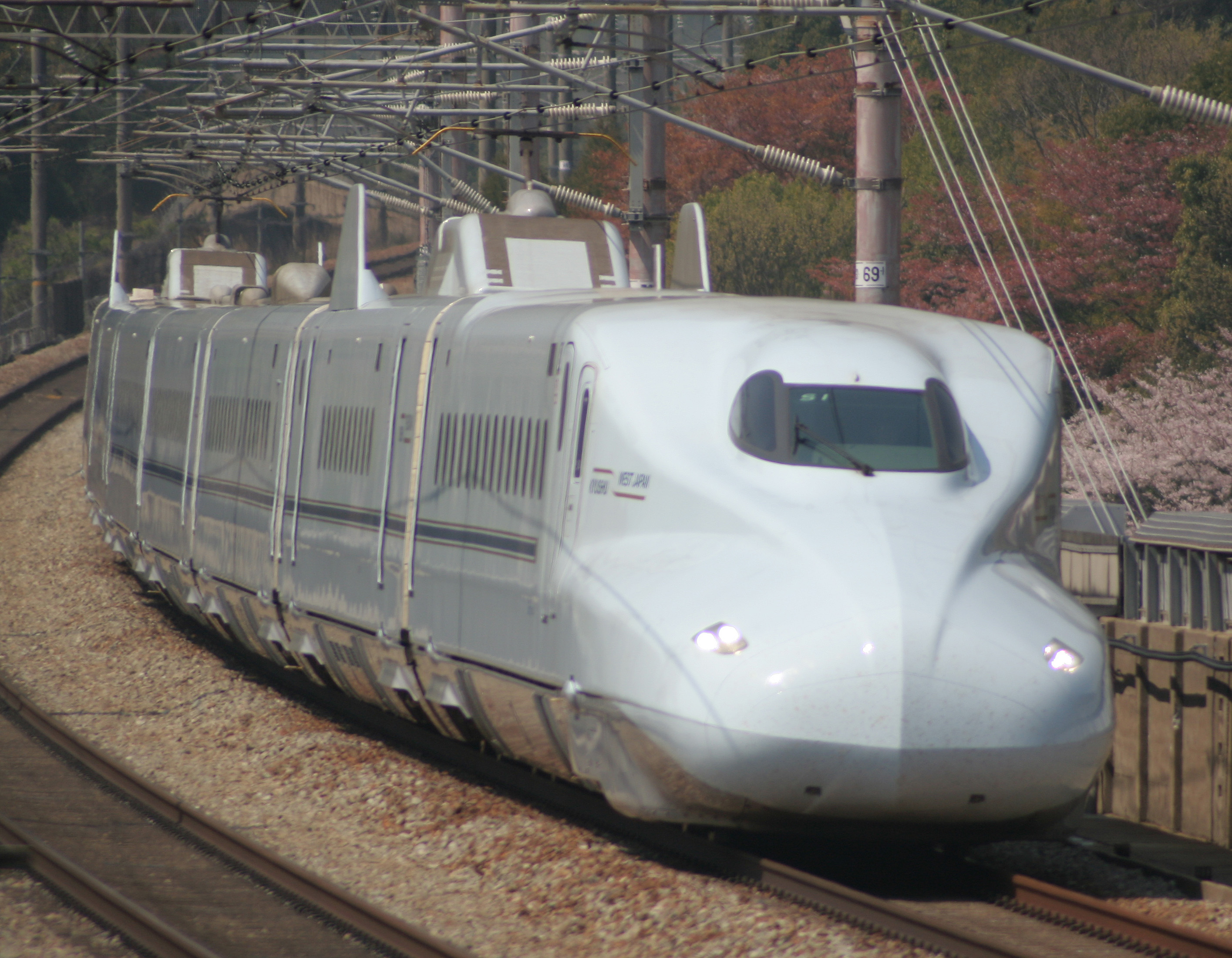
N700계 8000번대
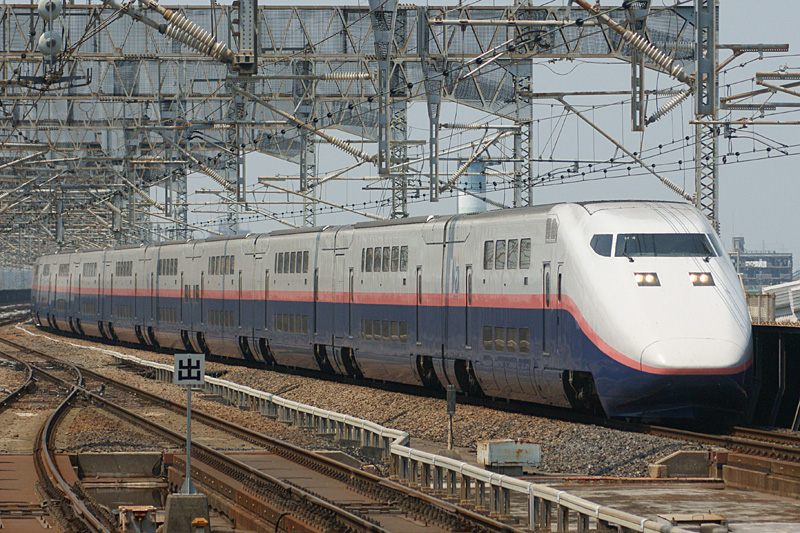
E1계 (MAX)
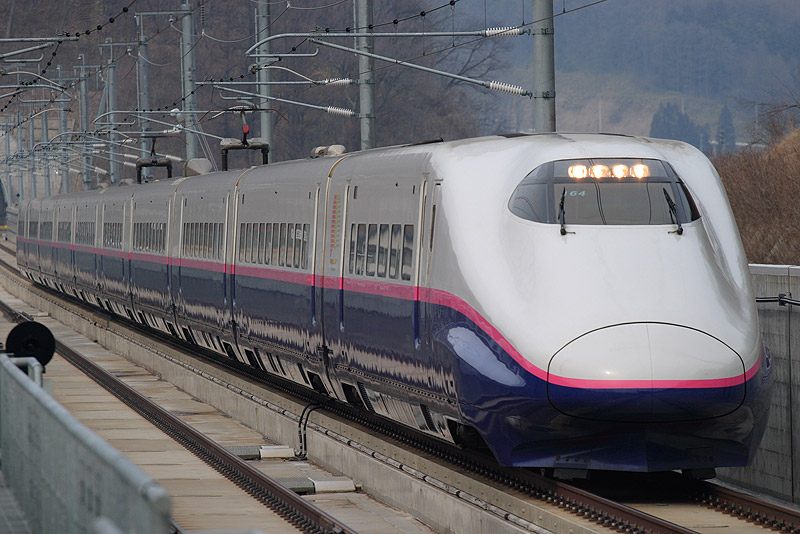
E2계
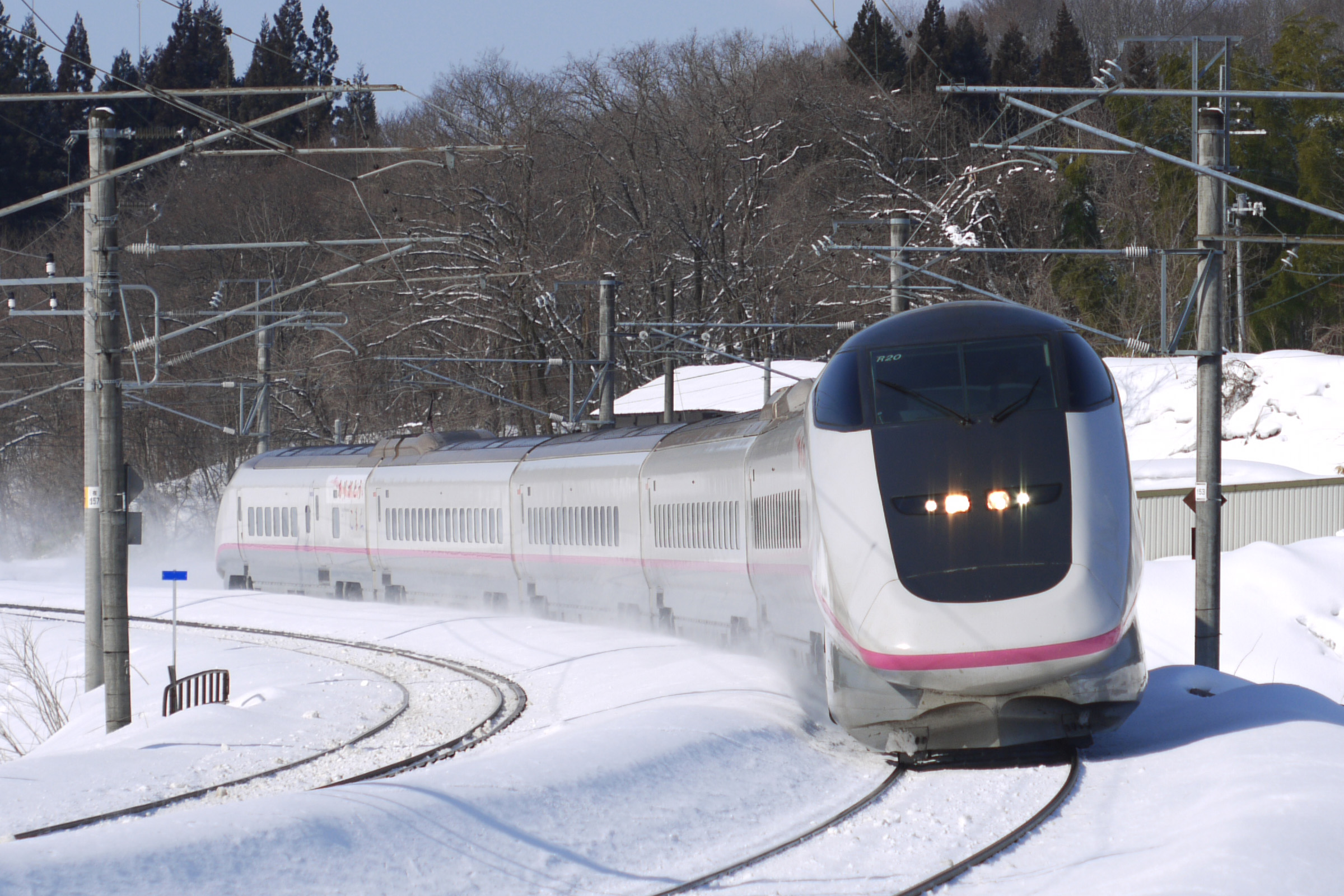
E3계
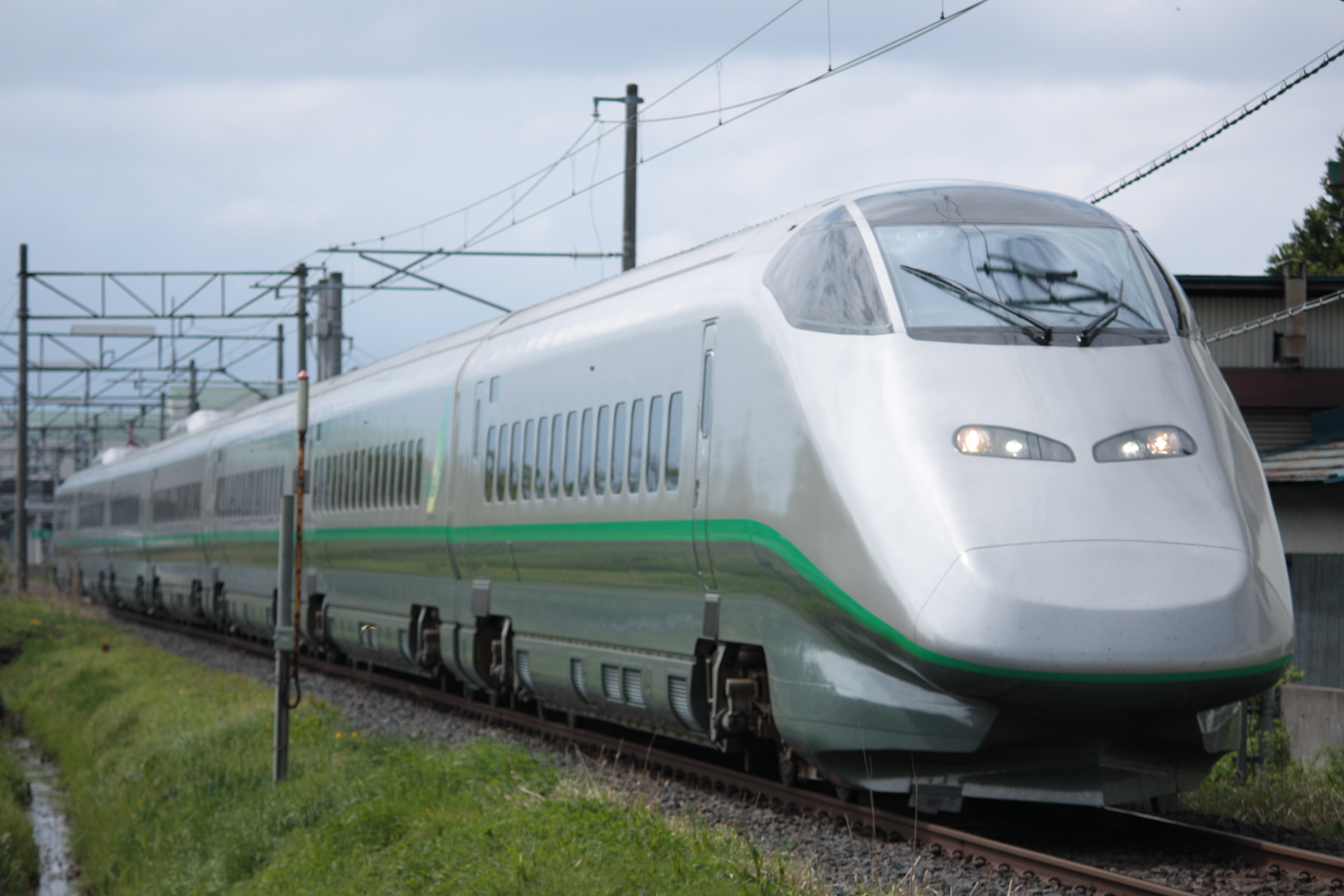
E3계 2000번대
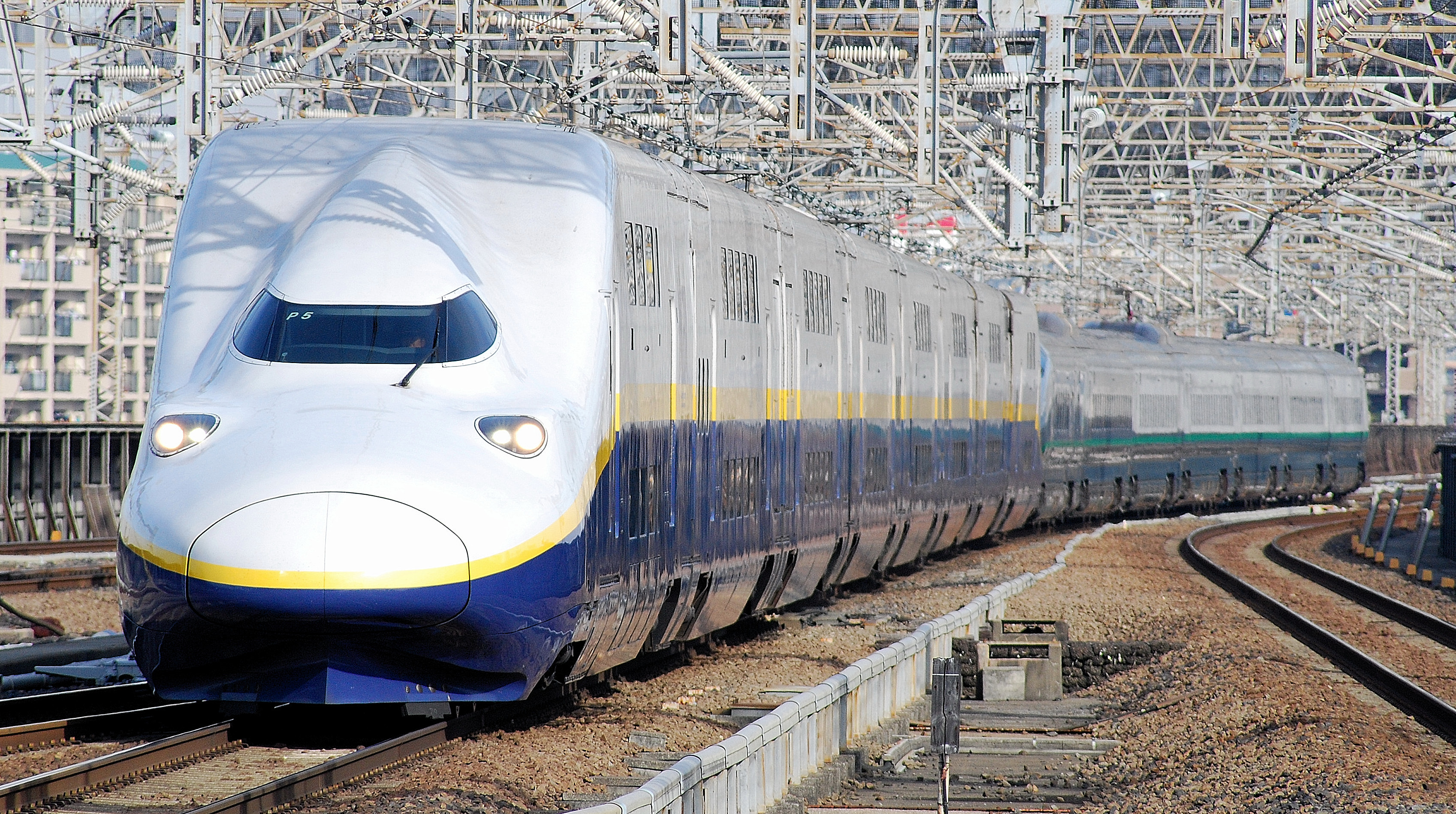
E4계 (MAX)
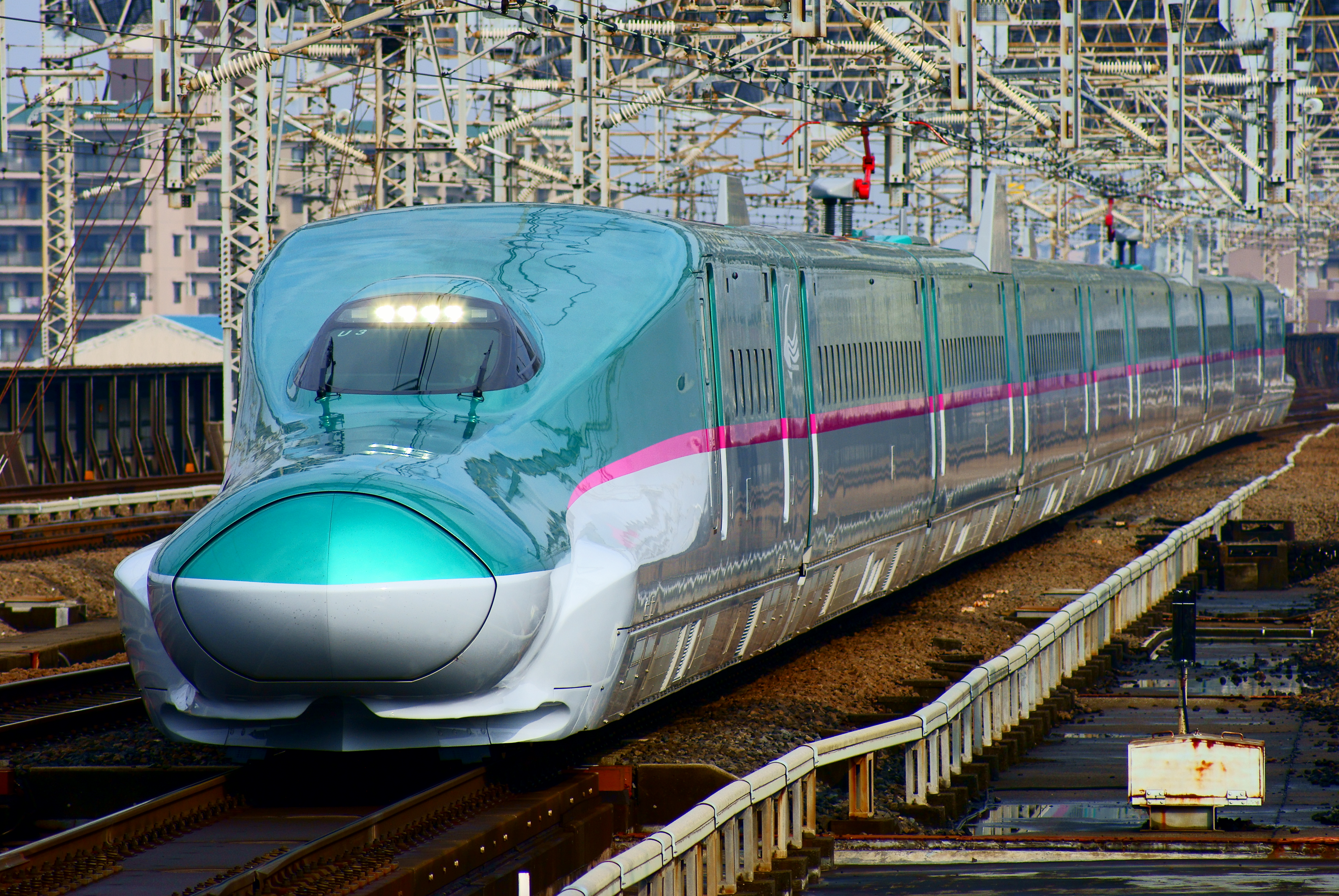
E5계
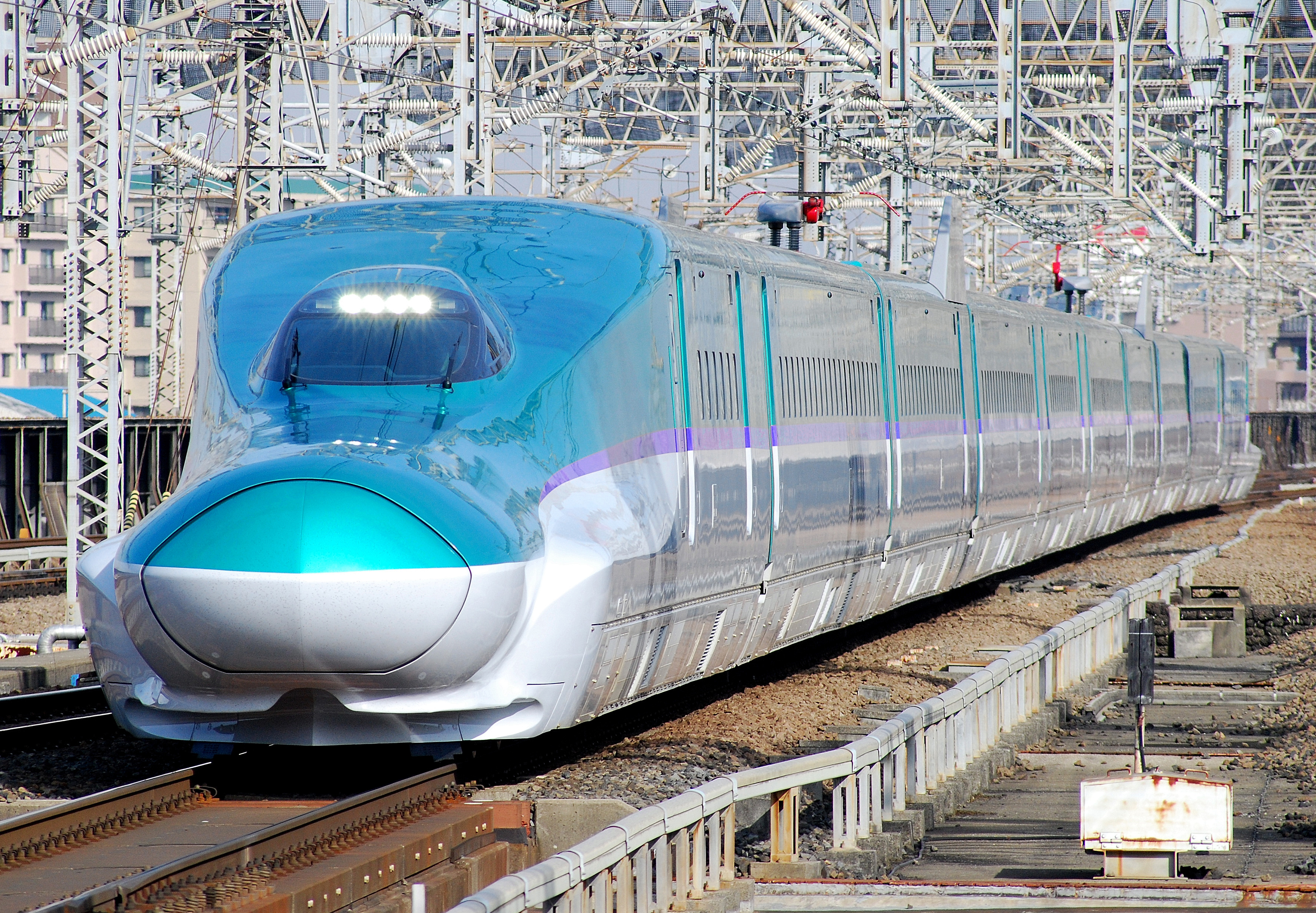
H5계
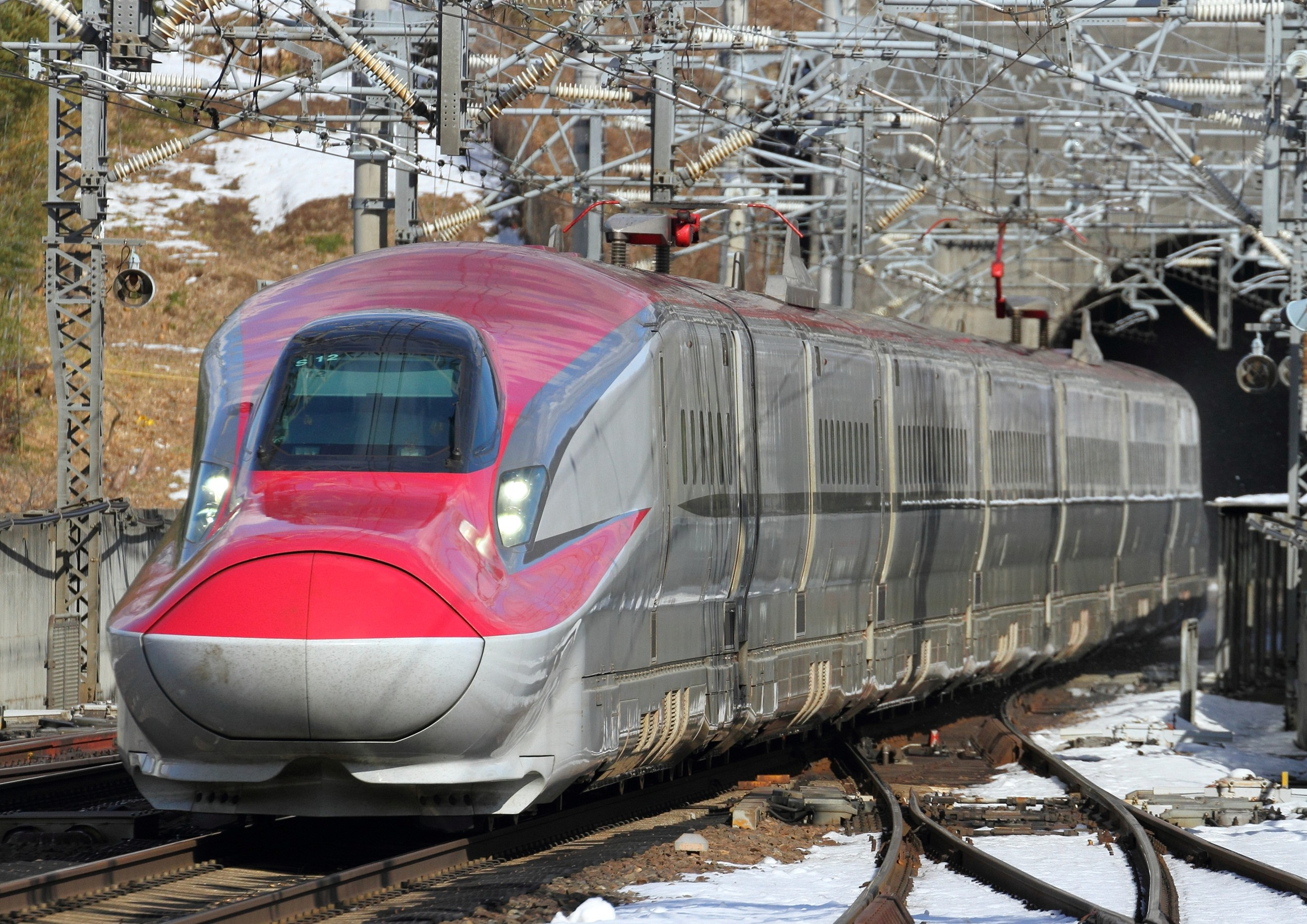
E6계
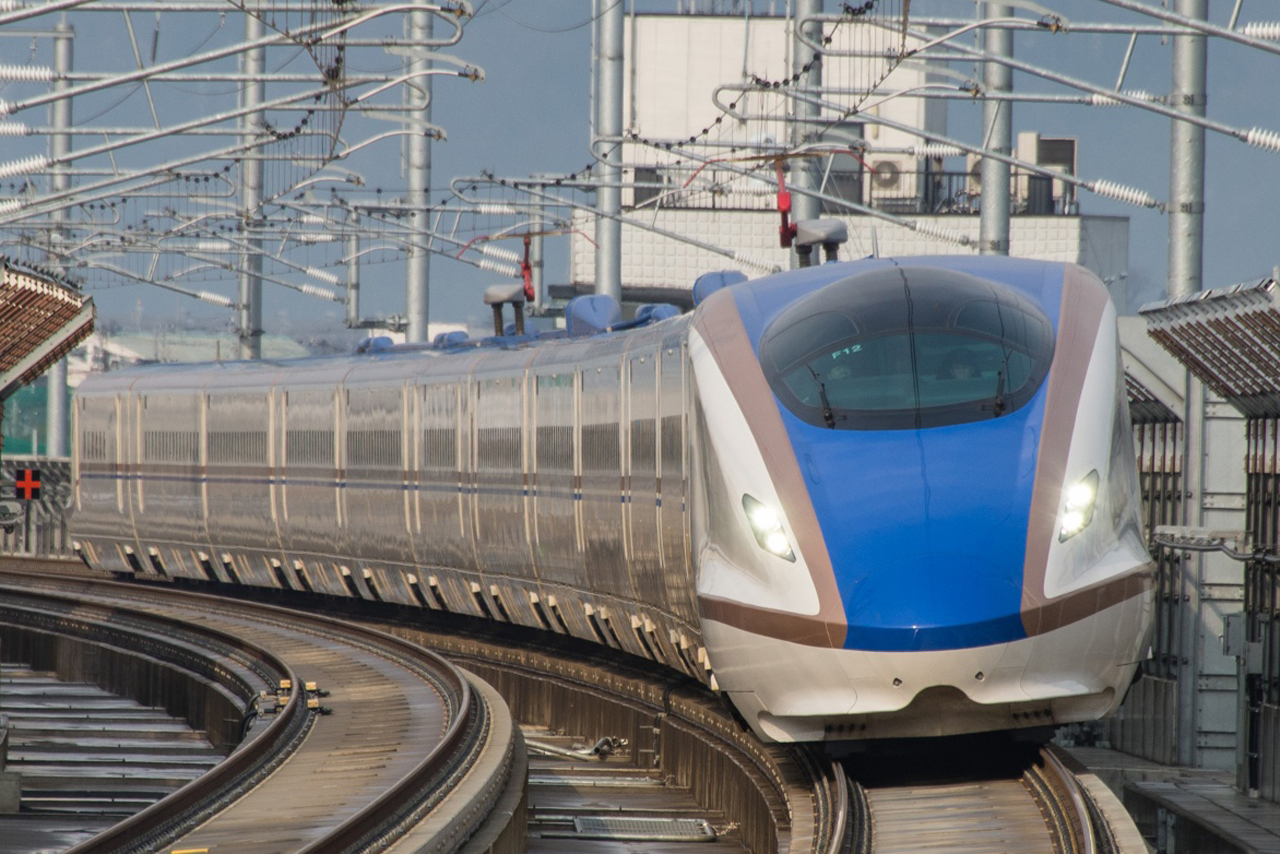
E7계
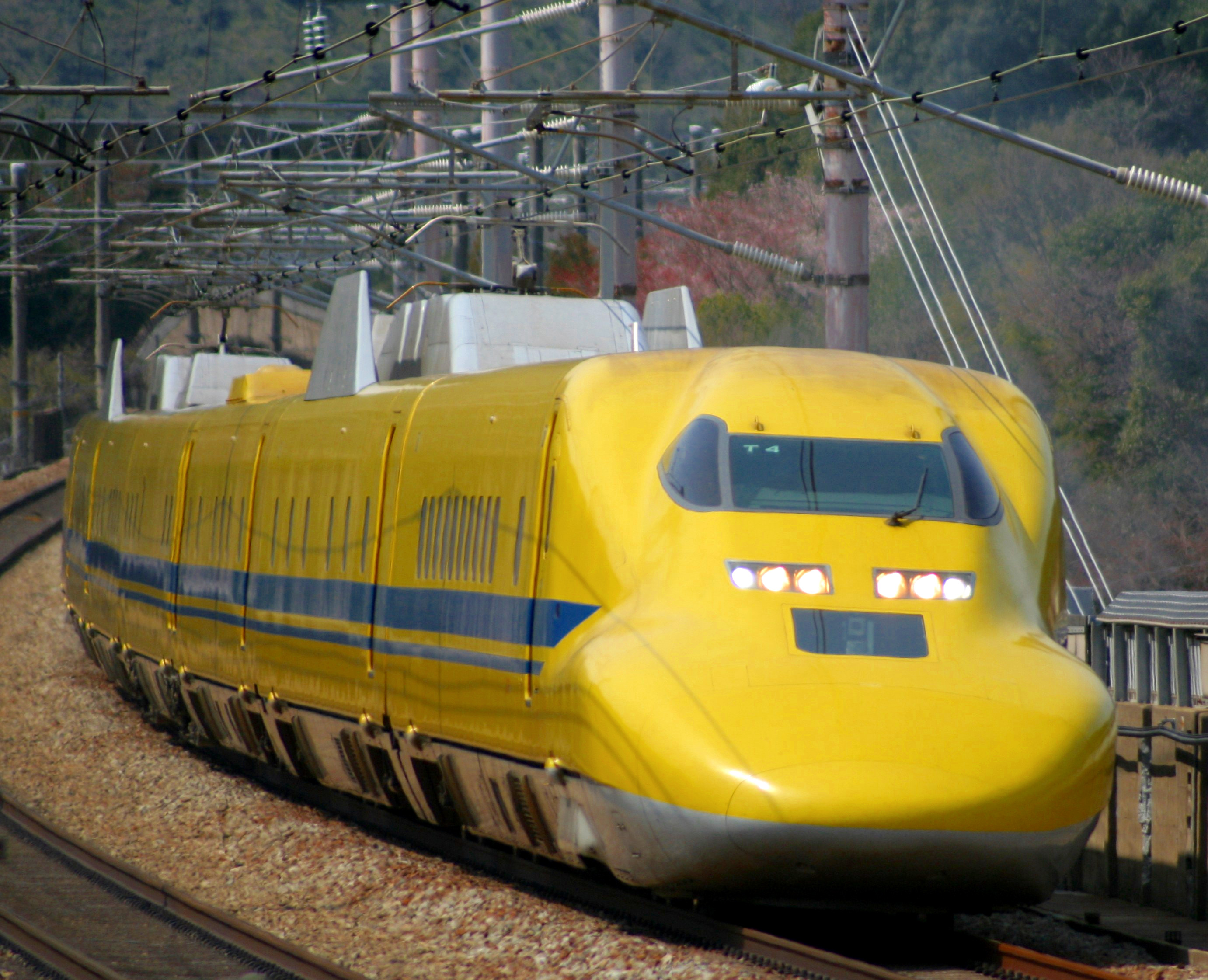
923계 3000번대 (닥터 옐로우)
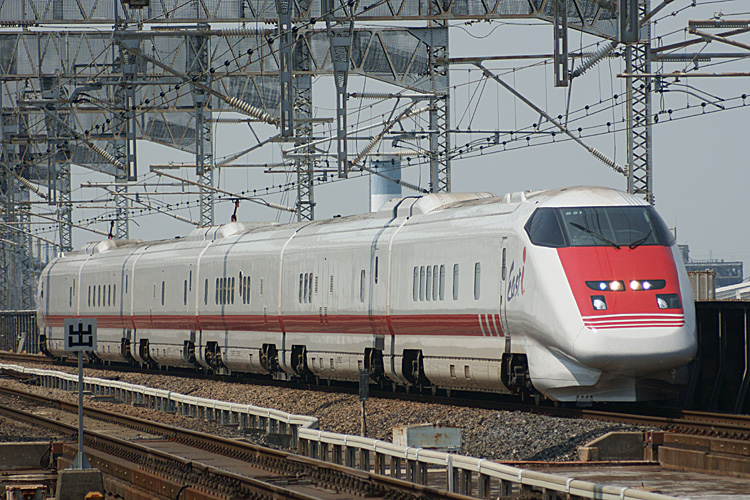
E926계 (East-i)

## 같이 보기
- 중화인민공화국의 고속철도
- 유럽의 고속철도
- 인도의 고속철도
- 미국의 고속철도
- 일본의 철도
- 상하이 자기부상 시범운행선
- 신칸센 너무 딱딱한 아이스크림
- 일본의 교통

## 내용주
1. ↑  1억 9,480만 엔

## 더 읽어보기
- Katsuji Iwasa; Masanobu Ishido; Tatsuhiko Suga; Robert Hancock (2015). 《Shinkansen: the half century》 (영어). Tokyo: Kotsu Shimbunsha. ISBN 978-4-330-59615-0.
- Shimomae, Tetsuo (2022). 《Birth of the Shinkansen. The Origin Story of the World-First Bullet Train》 (영어). Springer. doi:10.1007/978-981-16-6538-7. ISBN 978-981-16-6537-0.
- Abel, Jessamyn R. (2022). 《Dream Super-Express: A Cultural History of the World's First Bullet Train》 (영어). Stanford University Press. ISBN 978-1-5036-2995-0.